# جمهوری وایمار
جمهوری وایمار (به آلمانی: Weimarer Republik)، با نام رسمی رایش آلمان (به آلمانی:Deutsch Weimarer     Republik) به دوره‌ای از تاریخ آلمان اشاره می‌کند که یک جمهوری پارلمانی فدرال، بین سال‌های ۱۹۱۸ تا ۱۹۳۳ بر این کشور حاکم بود.
این دولت با نام جمهوری آلمان نیز شناخته می‌شد. اصطلاح «جمهوری وایمار» به شهر وایمار اشاره دارد؛ جایی که اولین دوره مجلس مؤسسان این دولت، برای اولین‌ بار در آن برگزار شد. اصطلاح «جمهوری وایمار» تا دهه ۱۹۳۰ رایج نبود.
چهار سال درگیری در جنگ جهانی اول از سال ۱۹۱۴ تا ۱۹۱۸، که خسارات فراوانی را برای آلمان به بار آورد، سرانجام باعث از پا افتادن آلمان شد و امپراتوری آلمان درنهایت از نیروهای متفقین درخواست آتش‌بس کرد.
شکست آلمان در جنگ، باعث بروز انقلاب آلمان و برکناری قیصر ویلهلم دوم شد. سپس جمهوری وایمار در ۹ نوامبر ۱۹۱۸ اعلام شد. از سال ۱۹۱۸ تا ۱۹۲۳، جمهوری وایمار به‌دلیل نوشته شدن پیمان ورسای توسط متفقین و آوردن فشار شدید به آلمان در آن، با مشکلات زیادی از جمله ابرتورم، افراط‌گرایی سیاسی (با شبه نظامیان مدعی قدرت) و همچنین روابط پرمناقشه با کشورهای پیروز جنگ جهانی اول روبه‌رو بود. از سال ۱۹۲۴ تا ۱۹۲۹ به ثبات و شکوفایی نسبی دست یافت. این دوره را دهه بیست طلایی می‌نامند. به هر وجه، بحران اقتصادی جهانی که از اکتبر ۱۹۲۹ آغاز شد، آلمان را به شدت تحت‌تأثیر قرار داد که در نهایت منجر به فروپاشی دولت ائتلاف شد. از مارس ۱۹۳۰، چندین صدراعظم با اختیارات اضطراری اعطا شده از سمت رئیس‌جمهور، حکومت کردند. این دوره با انتصاب آدولف هیتلر به عنوان صدراعظم در ۳۰ ژانویه ۱۹۳۳ پایان یافت.
آلمانی‌ها نارضایتی قابل توجهی نسبت به معاهده ورسای داشتند زیرا در این معاهده آلمان به شدت محدود شده‌ بود. به‌ویژه در جناح راست سیاسی که خشم شدیدی نسبت به کسانی که این پیمان را امضا کرده و تسلیم آن شده بودند، وجود داشت. جمهوری وایمار بیشتر الزامات معاهده ورسای را برآورده کرد؛ اگرچه هرگز به‌طور کامل به شرایط خلع سلاح پایبند نبود و تنها قسمت اندکی از غرامت جنگ را پرداخت نمود. طبق پیمان لوکارنو، که در سال ۱۹۲۵ امضا شد، آلمان به سمت عادی‌سازی روابط با همسایگان خود حرکت کرد. این کشور مرزهای غربی را که از طریق پیمان ورسای ایجاد شده‌ بود به رسمیت شناخت، اما مرزهای شرقی آن همچنان مورد مناقشه بود. در سال ۱۹۲۶ آلمان به جامعه ملل پیوست. از سال ۱۹۳۰ به بعد، رئیس‌جمهور پاول فن هیندنبورگ با اعطای اختیارات اضطراری، به حمایت از صدراعظم هاینریش برونینگ، فرانتس فون پاپن و ژنرال کورت فن اشلایشر پرداخت. رکود بزرگ، که در پی سیاست تورم‌زدایی صدراعظم برونینگ ایجاد شد، افزایش بیکاری را به دنبال داشت.
در ۳۰ ژانویه ۱۹۳۳، هیندنبورگ آدولف هیتلر را به عنوان صدراعظم در راس دولت ائتلاف منصوب کرد. در این زمان حزب نازی دو کرسی از ده کرسی کابینه را در دست داشت. فون پاپن که به عنوان معاون وزیر در نظر گرفته شد، قرار بود هیتلر را با استفاده از ارتباط شخصی نزدیک وی با هیندنبورگ، تحت کنترل خود درآورد. اما در عمل، این نقشه توانایی‌های سیاسی هیتلر را دست کم گرفت. در اواخر ماه مارس ۱۹۳۳ و در آتش‌سوزی رایشستاگ، قانون تفویض اختیارات ۱۹۳۳ باعث قدرت گرفتن هیتلر شد. هیتلر با استفاده از این قانون، وضعیت اضطراری اختیارات فراپارلمانی کسب نمود. بدین ترتیب با قبضه‌شدن قدرت توسط هیتلر، جمهوری وایمار به پایان خود رسید و ایجاد حکومت تک حزبی باعث شروع حکومت نازی‌ها شد.

## نام و نمادها
جمهوری وایمار به‌دلیل تشکیل اولین مجلس مؤسسان پس از فروپاشی امپراتوری آلمان در شهر وایمار آلمان به این نام مشهور شد اما این نام پس از ۱۹۳۳ و شروع دوران رایش سوم فراگیر شد.

### واژه‌شناسی
بین سال‌های ۱۹۱۹ و ۱۹۳۳ هیچ نام واحدی برای کشور جدید آلمان وجود نداشت که مورد استقبال گسترده مردم قرار گیرد، به همین دلیل است که نام قدیمی رایش آلمانی رسماً حفظ شد، گرچه به ندرت کسی در آن دوره از نام رایش آلمانی برای اشاره به جمهوری آلمان استفاده می‌کرد. از سوی دیگر راست‌گرایان آلمانی که مخالف نظام دموکراتیک جدید آلمان بودند، از استفادهٔ رسمی جمهوری از نام رایش آلمانی خشمگین بودند. حزب مرکزی آلمان، اصطلاح «دولت خلق آلمانی» را ترجیح می‌داد، در حالی که فریدریش ابرت صدراعظم میانه‌روی چپ از حزب سوسیال دموکرات آلمان ترجیح می‌داد از نام جمهوری آلمان استفاده کند. با این حال در اواسط ۱۹۲۰ بیشتر آلمانی‌ها از نام جمهوری آلمان استفاده می‌کردند، اما برای راست‌گرایان ضد دموکراتیک کلمه جمهوری خاطرات تلخ و دردناکی از تشکیل دولتی را یادآوری می‌کرد که توسط دولت‌مردان خارجی تحمیل شده بود. از نظر آنان جابجایی قدرت از سلطنت به جمهوری وایمار و اخراج قیصر ویلهلم چیزی جز تحقیر ملت آلمان نبود. اولین مورد استفاده از اصطلاح «جمهوری وایمار» هنگام سخنرانی آدولف هیتلر در راهپیمایی حزب ناسیونال سوسیالیست کارگران آلمان در مونیخ در ۲۴ فوریه ۱۹۲۹ بود. چند هفته بعد، اصطلاح جمهوری وایمار بار دیگر توسط هیتلر در یک مقاله مورد استفاده قرار گرفت. فقط در دهه ۱۹۳۰ بود که این نام در داخل و خارج آلمان فراگیر شد.

به گفته مورخ ریچارد جی ایوانز: 
ادامه استفاده از اصطلاح «امپراتوری آلمان»، رایش آلمانی، توسط جمهوری وایمار … تصویری را در میان آلمانی‌های تحصیل کرده به وجود آورد که بسیار فراتر از ساختارهای سیاسی ایجاد شده توسط بیسمارک بود: جانشین امپراتوری روم؛ ناظری برای امپراتوری خدا در اینجا روی زمین؛ تمام این مفاهیم برای یک کشور آلمانی است که شامل تمام آلمانی‌زبانان در اروپای مرکزی می‌شود - «یک نفر، یک رایش، یک رهبر»، همان‌طور که بعدها شعاری برای نازی‌ها بود.

### پرچم و نشان
پرچم سه رنگ سیاه-قرمز-طلایی به عنوان پرچم ملی در قانون اساسی وایمار نام‌گذاری شد. نشان ملی کشور، عقاب امپراتوری آلمان بود.

## نیروهای مسلح

پرچم نیروی دریایی امپراتوری آلمان (۱۹۰۳–۱۹۱۹)

پرچم نیروی دریایی رایش آلمانی (جمهوری وایمار) (۱۹۱۸–۱۹۳۵)

پس از انحلال نیروی زمینی امپراتوری آلمان، رایشس‌هیر در سال ۱۹۱۸؛ نیروهای نظامی آلمان بیشتر از شبه نظامیان راست‌گرا و کهنه سربازان جنگ تشکیل شده بود که فرای‌کور نامیده می‌شدند. واحدهای فرای‌کور سپس در سال ۱۹۲۰ رسماً منحل شدند (اگرچه در گروه‌های زیرزمینی همچنان به فعالیت خود ادامه دادند) و در روز ۱ ژانویه ۱۹۲۱ یک رایشسور جدید (معنی لغوی: نیروی دفاع از قلمرو) ایجاد شد. پیمان ورسای قدرت رایشسور را به صد هزار سرباز (متشکل از هفت لشکر پیاده و سه لشکر سواره نظام)، ۱۰ اتومبیل زرهی و یک نیروی دریایی (رایشس‌مارینه) محدود به ۳۶ کشتی فعال محدود کرد. ارتش مجاز به استفاده از هیچ نوع هواپیمایی نبود. مزیت اصلی در این محدودیت‌ها، این بود که رایشسور توانایی انتخاب بهترین نیروها را برای خدمت داشت. با این حال، با داشتن نیروهای زرهی ناکارآمد و عدم وجود پشتیبانی هوایی، رایشسور توانایی رزمی محدودی داشت. کادر ارتش عمدتاً از حومه شهرها استخدام می‌شدند، زیرا اعتقاد بر این بود که مردان جوان از شهرها متمایل به سوسیالیسم هستند و این باعث تردید در وفادارای‌شان به مافوق‌های محافظه‌کار خواهد شد. اگرچه ارتش آلمان از نظر فنی در خدمت جمهوری بود، اما عمدتاً توسط محافظه‌کاران و سمپات‌های سازمان‌های راست‌گرا اداره می‌شد. هانس فون زکت، رئیس رایشسور اعلام کرد که ارتش به جمهوری دموکراتیک وفادار نیست و فقط در صورت اشتراک منافع با دولت از آن دفاع می‌کند. به عنوان مثال در طول کودتای کاپ، ارتش از آتش به شورشیان امتناع ورزید. با قدرت گرفتن اس‌اس، رایشسور موضع منعطف‌تری در مورد نازی‌ها در پیش گرفت، زیرا اس‌اس خود را به عنوان گروهی نخبه‌گرا، قابل احترام، منظم و مشغول اصلاح و تسلط بر پلیس و نه ارتش معرفی می‌کرد. در سال ۱۹۳۵، دو سال پس از به قدرت رسیدن آدولف هیتلر، رایشسور به ورماخت به معنی «نیروی دفاعی» تغییر نام داد. ورماخت نیروهای مسلح متحد رژیم نازی بود که متشکل از هیر، کریگس‌مارینه (نیروی دریایی) و لوفت‌وافه (نیروی هوایی) بود.

## تاریخ

### زمینه
جنگ جهانی اول در بین سال ۱۹۱۴ و ۱۱ نوامبر ۱۹۱۸ بسیج بیش از ۷۰ میلیون پرسنل نظامی را به دنبال داشت و در نهایت منجر کشته شدن بیش از ۲۰ میلیون نفر افراد نظامی و غیرنظامی شد. (آمار مرگ‌ومیر در اثر بیماری همه گیر ۱۹۱۸ آنفلوآنزای اسپانیایی که برای میلیون‌ها نفر را در سال ۱۹۱۸ به کام مرگ کشاند، در آمار کشته‌های جنگ به حساب نیامده) این تعداد کشته‌ها، جنگ جهانی اول را به یکی از بزرگ‌ترین و مرگبارترین جنگ‌های تاریخ تبدیل کرده است. پس از چهار سال جنگ در جبهه‌های متعدد در اروپا و سراسر جهان، حمله متفقین در اوت ۱۹۱۸ آغاز شد و موقعیت آلمان و قدرت‌های مرکز رو به وخامت نهاد و باعث شد که آنان درخواست آتش‌بس کنند. پیشنهادهای اولیه توسط نیروهای متفقین رد شد و موقعیت آلمان بیش از پیش ناامیدکننده‌تر شد. شکست نظامی قریب‌الوقوع باعث سرعت بخشیدن به انقلاب آلمان شد و در روز ۹ نوامبر جمهوری آلمان تشکیل شد: 90 قیصر ویلهلم دوم از سلطنت کناره‌گیری کرد: 85–86 ، و آلمان تسلیم نیروهای متفقین شد. این رویدادها به امپراتوری آلمان پایان داد و باعث برپایی جمهوری وایمار شد.

### انقلاب نوامبر (۱۹۱۸–۱۹۱۹)

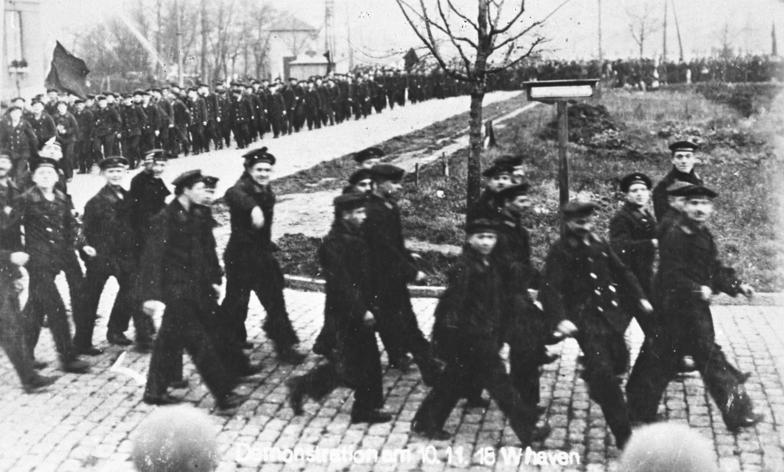
ملوانان هنگام شورش در کیل، نوامبر ۱۹۱۸

در اکتبر ۱۹۱۸ اصلاحات در قانون اساسی امپراتوری باعث شد که اختیارات بیشتری به پارلمان منتخب داده شود. در ۲۹ اکتبر، شورش ملوانان در شهر کیل آغاز شد. در آنجا ملوانان، سربازان و کارگران همانند انقلاب روسیه در سال ۱۹۱۷ شوراهای کارگران و سربازان (Arbeiter und Soldatenräte) را انتخاب کردند. این انقلاب در سراسر آلمان گسترش یافت و شورشیان نهادهای نظامی و مدنی را در شهرهای مختلف به دست گرفتند. تصرف قدرت در همه شهرها و بدون تلفات جانی حاصل شد. در آن زمان، جنبش سوسیالیستی آلمان در میان دو حزب عمده جناح چپ بود: حزب مستقل سوسیال دموکرات آلمان (USPD)، که مذاکرات صلح فوری را خواستار بود و اقتصاد دستوری به سبک شوروی را در برنامه‌های خود در نظر داشت، و حزب سوسیال دموکرات آلمان (SPD) که به عنوان «حزب سوسیال دموکرات اکثریت» (MSPD) نیز شناخته می‌شد، که از ادامه جنگ حمایت می‌کرد و طرفدار سیستم پارلمانی بود. شورش ملوان‌ها به دلیل آرمان‌هایشان برای ایجاد کشوری بر پایه ساختارهای شورا، برای طبقه متوسط و بالای آلمان ترسناک به نظر می‌آمد. برای شهروندان میانه‌رو و محافظه‌کار، کشور در آستانه یک انقلاب کمونیستی به نظر می‌رسید. در ۷ نوامبر، انقلاب به مونیخ رسید، در نتیجه لودویگ سوم پادشاه بایرن فرار کرد. حزب سوسیال دموکرات تصمیم گرفت با استفاده از حمایت‌های مردمی خود را در مرکز جنبش قرار دهد و خواستار کناره‌گیری قیصر ویلهلم دوم شود. از سوی دیگر، گوستاو نسکه، از اعضای حزب سوسیال دموکرات نیز برای کنترل اوضاع و جلوگیری از هرگونه ناآرامی بیشتر به کیل اعزام شد و وظیفه کنترل ملوانان شورشی و طرفداران آن‌ها را در پادگان کیل برعهده گرفت. ملوانان و سربازان، که تجربه انقلاب نداشتند، از وی به عنوان یک سیاستمدار باتجربه استقبال کردند و به وی اجازه دادند به نمایندگی از آنان با حکومت مذاکره کند. 

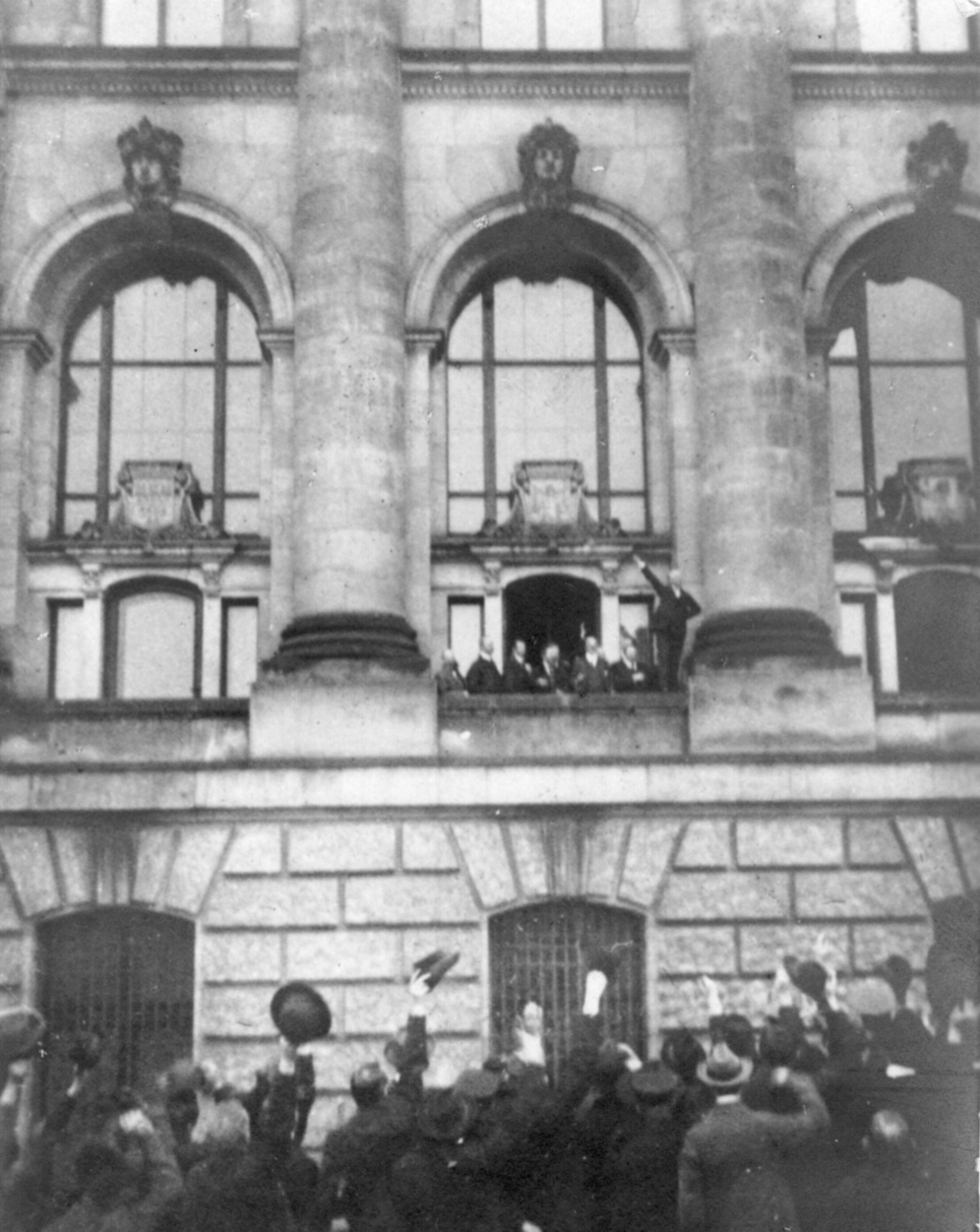
فیلیپ شایدمان تشکیل جمهوری آلمان را از رایشستاگ اعلام می‌کند

در ۹ نوامبر ۱۹۱۸، تشکیل "جمهوری آلمان" توسط فیلیپ شایدمان عضو حزب سوسیال دموکرات آلمان در ساختمان رایشس، تاگ در برلین به اطلاع مردم آلمان رسید و باعث خشم فردریش ابرت رهبر حزب شد که فکر می‌کرد یک مجمع ملی باید به مسئله سلطنت یا جمهوری پاسخ دهد. دو ساعت بعد دو کیلومتر دورتر از رایشس‌تاگ، در کاخ برلین تشکیل جمهوری سوسیالیستی آزاد آلمان اعلام شد. این اعلامیه توسط کارل لیبکنشت، رهبر مشترک (با رزا لوکزامبورگ) کمونیست لیگ اسپارتاکوس (لیگ اسپارتاکوس) و گروهی متشکل از چند صد طرفدار انقلاب روسیه که در سال ۱۹۱۷ با حزب سوسیال دموکرات مستقل آلمان متحد شده بودند، صادر شد. در اقدامی مشکوک از نظر قانونی، شاهزاده ماکس بادن، صدراعظم امپراتوری (رایشسکانزلر) اختیارات خود را به فردریش ابرت منتقل کرد که ابرت با اکراه پذیرفت. با توجه به حمایت گسترده مردم از اصلاحات بنیادی در بین شوراهای کارگری، یک دولت ائتلافی به نام " شورای نمایندگان مردم " (Rat der Volksbeauftragten) تشکیل شد، این شورا متشکل از سه عضو از حزب سوسیال دموکرات اکثریت و سه عضو از حزب سوسیال دموکرات مستقل بود. ابرت رهبری حزب سوسیال دموکرات اکثریت و هوگو هاس رهبری حزب سوسیال دموکرات مستقل را برعهده داشت و با رهبری این دو شخص، این شورا تلاش کرد تا به عنوان کابینه موقت وزرا عمل کند. اما مسئله تقسیم قدرت هنوز لاینحل باقی مانده بود. اگرچه دولت جدید توسط شورای کارگران و سربازان برلین تأیید شد، اما با مخالفت لیگ اسپارتاکوس روبرو شد.

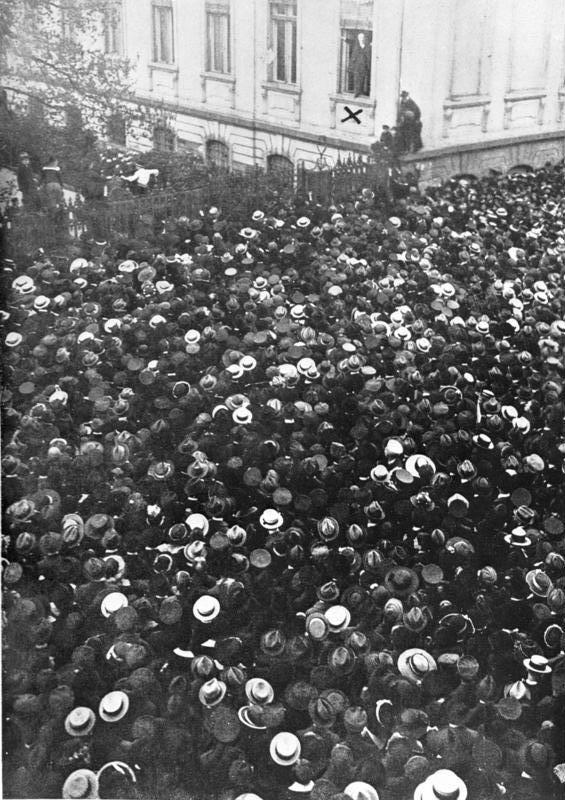
فیلیپ شایدمان از پنجره ای از دفتر صدارت عظمای رایش، ۹ نوامبر ۱۹۱۸، به جمعیتی خطاب می‌کند

در ۱۱ نوامبر ۱۹۱۸، نمایندگان آلمان آتش‌بس جنگ جهانی اول را امضا کردند و عملیات نظامی به‌طور رسمی بین متفقین و آلمان پایان یافت. امضای این پیمان به معنای تأیید کاپیتولاسیون آلمان بود. بدون دادن هیچ امتیازی به آلمان، قرار شد محاصره دریایی آلمان ادامه پیدا کند. از نوامبر ۱۹۱۸ تا ژانویه ۱۹۱۹، آلمان توسط «شورای نمایندگان مردم»، تحت رهبری ابرت و هازه اداره می‌شد. این شورا تعداد زیادی فرمان صادر کرد که سیاست‌های آلمان را کاملاً متحول کرد. این شورا قانون روز کاری هشت ساعته، اصلاحات داخلی کار، شورای کار، اصلاحات کار کشاورزی، حق انجمن‌های خدمات ملکی، کمک‌های اجتماعی بهزیستی شهرداری محلی (تقسیم بین رایش و ایالات) و بیمه درمانی ملی، بازگرداندن مجدد کارگران فرستاده شده به جنگ، محافظت در برابر اخراج خودسرانه با درخواست تجدیدنظر به عنوان حق، توافق‌نامه دستمزد تنظیم شده و حق رأی عمومی از ۲۰ سالگی در انواع انتخابات - محلی و ملی را تأیید کرد. ابرت خواستار «کنگره ملی شوراها» شد که از ۱۶ تا ۲۰ دسامبر ۱۹۱۸ برگزار شد و حزب سوسیال دموکرات اکثریت آن را در دست داشت؛ بنابراین، ابرت توانست انتخاباتی را برای یک مجلس مؤسسان برنامه‌ریزی کند که وظیفه نوشتن قانون اساسی دموکراتیکی را برای دولت پارلمانی به عهده داشت، بدین ترتیب جنبشی را که خواستار جمهوری سوسیالیستی بود به حاشیه راند. ابرت برای اینکه از این موضوع اطمینان یابد که دولت نوپای او کنترل کشور را حفظ می‌کند، توافق‌نامه‌ای با ویلهلم گرونر فرمانده کل ارتش که جانشین لودندورف شده بود منعقد کرد. در "پیمان ابرت - گرونر" ذکر شد که تا زمانی که ارتش در حمایت از دولت سوگند بخورد، دولت برای تغییر در ارتش هیچ تلاشی نخواهد کرد. از یک طرف، این توافق‌نامه نماد پذیرش دولت جدید توسط ارتش و ایجاد نگرانی در میان طبقات متوسط بود. از سوی دیگر، این تصور برخلاف منافع طبقه کارگر توسط سوسیال دموکرات‌ها و کمونیست‌های جناح چپ بود، و همچنین با مخالفت راست افراطی روبرو شد که معتقد بودند دموکراسی باعث تضعیف آلمان می‌شود. نیروهای مسلح جدید رایشسور که با معاهده ورسای به ۱۰۰۰۰۰ سرباز و ۱۵۰۰۰ ملوان محدود شده بود، علی‌رغم سازماندهی مجدد اسمی آنها، کاملاً تحت کنترل افسران آلمانی باقی ماند. شورای اجرایی شورای کارگران و سربازان، ائتلافی متشکل از سوسیالیست‌های اکثریت، سوسیالیست‌های مستقل، کارگران و سربازان، برنامه تحول اجتماعی مترقی را با معرفی اصلاحاتی مانند هشت ساعت کار روزانه و آزادی زندانیان سیاسی اجرا کرد. لغو سانسور مطبوعات، افزایش مزایای بازنشستگی، بیماری و بیکاری کارگران و اعطای حق بلامانع به کارگران برای تشکیل اتحادیه‌های کارگری بخشی از این تحولات اجتماعی در آلمان بود. در دوران انقلاب اصلاحات دیگری در آلمان انجام شد. اخراج کارگران و جلوگیری از ترک محل کار از سوی کارفرما دشوارتر شد. طبق قانون موقت کارگری کشاورزی از ۲۳ نوامبر ۱۹۱۸، دوره اطلاع‌رسانی به مدیریت از سوی بیشتر کارگران برای ترک محل کار شش هفته تعیین شد. علاوه بر این، یک دستورالعمل تکمیلی در دسامبر ۱۹۱۸ مشخص می‌کند که کارگران زن (و کودک) اگر بین چهار تا شش ساعت در روز کار کنند، ۱۵ دقیقه استراحت و اگر بین ۶ تا ۸ ساعت در روز کار کنند ۳۰ دقیقه استراحت خواهند داشت. فرمانی در ۲۳ دسامبر ۱۹۱۸، کمیته‌هایی را برای حفظ حقوق کارگران در رابطه با کارفرما تأسیس کرد که متشکل از نمایندگان کارگران بود. حق چانه زنی برای حقوق کاری نیز تصویب شد. برای داشتن خادمان خانگی و کارگران کشاورزی سلب شد. با تصویب مقررات بیمه درمانی در ۳ فوریه ۱۹۱۹، دولت اوبرت طبق قانون سال ۱۸۸۳، با یک سوم کارفرمایان و دو سوم اعضا (یعنی کارگران)، ساختار اولیه هیئت‌های بیمه درمانی را دوباره ایجاد کرد. از ۲۸ ژوئن ۱۹۱۹ کمیته‌های بیمه درمانی توسط خود کارگران انتخاب شدند. دستور موقت ژانویه ۱۹۱۹ در مورد شرایط کار کشاورزی حداکثر در هر سال ۲۹۰۰ ساعت تعیین شده است که در دوره‌های چهارماهه و به مدت هشت، ده و یازده ساعت در روز تقسیم می‌شود. یک بند قانونی در ژانویه ۱۹۱۹ همان حق قانونی کارگران صنعتی را به کارگران کشاورزی اعطا کرد در کنار این نهادهای غیردموکراتیک کشور نیز لغو شدند. نهادهایی همچون مجلس اعلای پروس، مجلس سفلی پروس و همین‌طور شوراهای شهرداری‌ها که عضویت در آن‌ها بر اساس طبقات اجتماعی میسر بود. اختلاف‌نظرها بین سوسیال دموکرات‌های اکثریت و سوسیال دموکرات‌ها و مستقل در آلمان از آنجا شروع شد که فریدریش ابرت از فرماندهی عالی ارتش درخواست کرد برای سرکوب یک واحد نظامی که در روزهای ۲۳ و ۲۴ دسامبر ۱۹۱۸ سر به شورش گذاشته بودند وارد عمل شوند. در آن روزها اعضای دیویزون نیروی دریایی خلق در اعتراض به دریافت نکردن حقوق خود دست به اعتراض زدند و دفتر فرماندار برلین را به اشغال درآوردند و شخص اتو ولز فرماندار برلین را اسیر کردند. درگیری خیابانی بین ارتش و معترضان چندین کشته و زخمی از هر دو طرف به دنبال داشت. این حمله از سوی ارتش خشم سوسیال دموکرات‌های مستقل را برانگیخت و آنان سوسیال دموکرات‌های اکثریت را متهم کردند که از ضدانقلاب برای سرکوب انقلابیون استفاده می‌کند. یک هفته بعد حزب سوسیال دموکرات مستقل در اعتراض، شورای نمایندگان مردم را ترک کرد. شکاف‌ها بین دو گروه سوسیال دموکرات آلمانی در روز ۳۰ دسامبر با تأسیس حزب کمونیست آلمان که اتحادی از گروه‌های چپ رادیکال از جمله جناح چپ حزب سوسیال دموکرات مستقل و لیگ اسپارتاکوس بود عمیق‌تر شد. در ماه ژانویه، اتحادیه اسپارتاکوس و سایر گروه‌های چپ در خیابانهای برلین دست به قیام مسلحانه زدند که به قیام اسپارتاکیست معروف شد. این قیام توسط واحدهای شبه نظامی فرای‌کور متشکل از سربازان داوطلب و کهنه سربازان جنگ به‌شدت سرکوب شد. درگیری‌های خونین خیابانی با ضرب و شتم و کشته شدن رزا لوکزامبورگ و کارل لیبکنشت ۱۵ ژانویه به اوج خود رسید. با تأیید ابرت، افراد دخیل در قتل در دادگاه نظامی محاکمه شدند و این امر منجر به صدور احکام نه چندان سنگینی شد که کاهش محبوبیت ابرت در میان چپ‌های رادیکال را در پی داشت. 

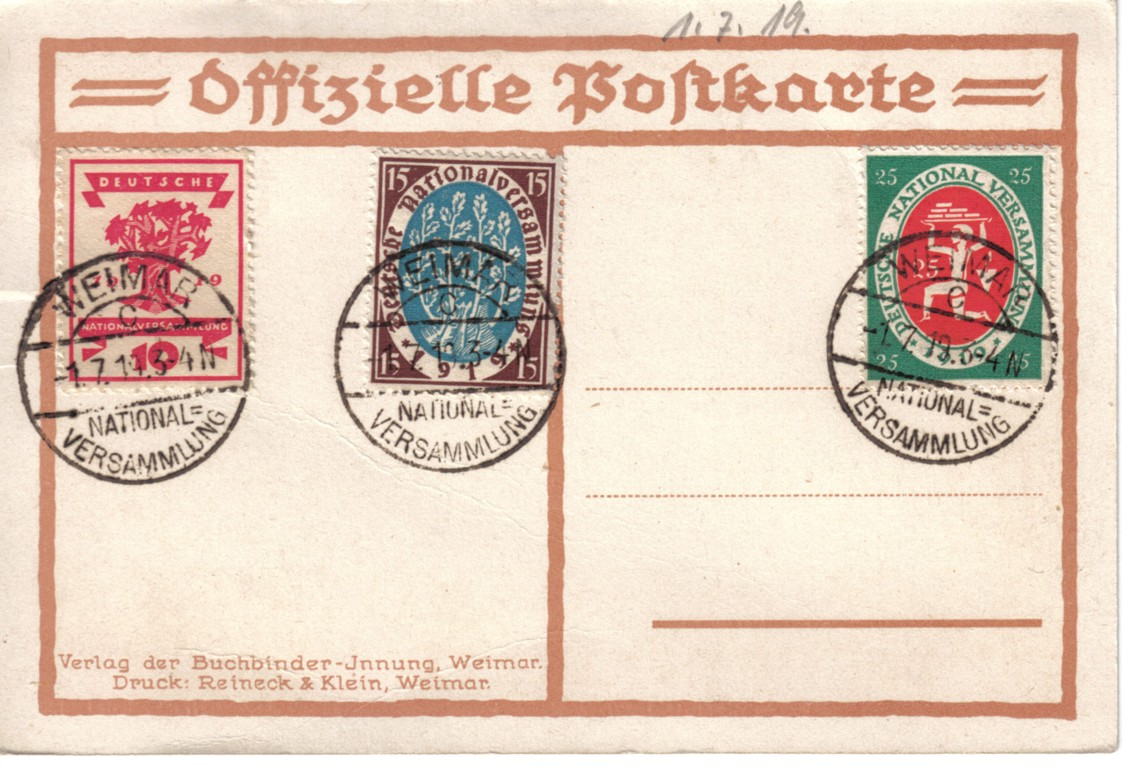
کارت پستال رسمی شورای ملی

انتخابات مجلس مؤسسان در ۱۹ ژانویه ۱۹۱۹ برگزار شد. در این زمان، احزاب چپ رادیکال، از جمله حزب سوسیال دموکرات مستقل و حزب کمونیست توانستند خود را سازماندهی کنند و بنابراین حزب سوسیال دموکرات، اکثریت کرسی‌های مجلس مؤسسان را به دست گرفت. برای جلوگیری از درگیری‌های مداوم در برلین، مجلس مؤسسان در شهر وایمار در مرکز آلمان تشکیل جلسه داد و به همین دلیل اولین جمهوری آلمان بعدها به جمهوری وایمار مشهور شد. قانون اساسی وایمار جمهوری را تحت نظام جمهوری پارلمانی تصویب کرد که رایشستاگ به‌عنوان قوه مقننه در آن از طریق نمایندگی تناسبی  انتخاب می‌شد. احزاب دموکرات ۸۰٪ آرا را کسب کردند. آلمان به دلیل اینکه متحدانش را از دست داده بود و منابع اقتصادی‌اش رو به اتمام بود در جنگ بازنده بود. از سال ۱۹۱۶ سطح حمایت مردمی از جنگ کاهش یافت و در اواسط ۱۹۱۸ تنها سلطنت‌طلبان و محافظه‌کاران تندرو حامی تداوم جنگ بودند. در جریان بحث‌ها در وایمار، درگیری‌ها در نقاط مختلف آلمان همچنان ادامه داشت. در مونیخ جمهوری شورایی تشکیل شده بود، اما به سرعت توسط فرای‌کور و بازماندگان ارتش آلمان سرکوب شد. سقوط جمهوری شوروی بایرن به دست این واحدها که بسیاری از آنها وابسته به گروه‌های راست افراطی بودند، منجر به رشد جنبش‌ها و سازمان‌های راست افراطی در باواریا، از جمله کنسول سازمان حزب نازی و جوامع سلطنت طلب‌های تبعیدی روسیه شد. جنگ پراکنده در سراسر کشور ادامه داشت. در استانهای شرقی، نیروهای وفادار به سلطنت هنوز در حال جنگ با انقلابیون بودند، در همین زمان در شرق آلمان شبه نظامیان ملی‌گرای لهستانی نیز برای استقلال از آلمان می‌جنگیدند. آلمان جنگ را از دست داد زیرا متحدان این کشور به پایان رسید و منابع اقتصادی آن رو به اتمام بود. حمایت در میان مردم در سال ۱۹۱۶ از بین رفت و در اواسط سال ۱۹۱۸ تنها در میان سلطنت طلبان و محافظه کاران سرسخت حمایت از جنگ وجود داشت. این ضربه سرنوشت ساز با ورود ایالات متحده به درگیری‌ها بود که منابع عظیم صنعتی خود در دسترس متحدان محاصره شده قرار داد. در اواخر تابستان ۱۹۱۸ در حالی در هر روز ده هزار سرباز تازه‌نفس آمریکایی وارد فرانسه می‌شدند آلمان در حال از پا افتادن بود. چاره‌ای جز عقب‌نشینی و شکست نبود و ارتش از قیصر ویلهلم دوم خواست تا کناره‌گیری کند زیرا حمایت از او دیگر عملاً برای ارتش امکان‌پذیر نبود. هنگامی که جنگ در ۱۱ نوامبر پایان یافت، ارتش آلمان هنوز در خاک فرانسه و بلژیک بودند. لودندورف و هیندنبورگ در آن زمان اعلام کردند که این شکست مردم غیرنظامی در پشت جبهه‌ها از انقلابیون بود که شکست در جبهه‌ها را اجتناب ناپذیر کرده است. سپس ملی گرایان تندرو، غیرنظامیان را به دلیل خیانت به ارتش و تسلیم مقصر دانستند. این «افسانه خنجر از پشت» بی وقفه در دهه ۱۹۲۰ توسط راست‌گرایان تبلیغ می‌شد تا طرفداران سلطنت و محافظه‌کاران از همکاری با جنایتکاران نوامبر خودداری کنند.

### سالهای بحران (۱۹۱۹–۱۹۲۳)

#### بار ناشی از جنگ جهانی اول
در چهار سال پس از جنگ جهانی اول، وضعیت غیرنظامیان آلمان همچنان وخیم بود. کمبود شدید مواد غذایی از سال ۱۹۲۳ بهبود یافت ولی به‌طور کامل از میان نرفت. پس از رفع محاصره دریایی در ژوئن ۱۹۱۹، بسیاری از غیرنظامیان آلمانی انتظار داشتند زندگی به حالت عادی قبل از جنگ برگردد. در عوض، کشمکش‌های ناشی از جنگ جهانی اول برای دهه بعد از آن هم ادامه داشت. در طول جنگ مقامات آلمانی تصمیمات فوری برای مقابله با گرسنگی روزافزون مردم اتخاذ کردند که اکثر آنها بسیار ناموفق بودند. به عنوان مثال می‌توان به ذبح خوک در سراسر کشور در سال ۱۹۱۵ اشاره کرد. دلیل نابودی جمعیت خوک‌ها کاهش استفاده از سیب زمینی و شلغم برای مصرف غذای حیوانات و به کار بردن تمام موادغذایی برای مصرف انسانی بود. در سال ۱۹۲۲، یعنی سه سال پس از امضای معاهده ورسای توسط آلمان، مصرف گوشت در این کشور نسبت به دوره جنگ افزایشی نداشت. ۲۲ کیلوگرم برای هر نفر در سال هنوز کمتر از نیمی از ۵۲ کیلوگرم گوشتی بود که در سال ۱۹۱۳، قبل از شروع جنگ مصرف می‌شد. شهروندان آلمانی کمبود غذا را حتی بیشتر تر از زمان جنگ احساس می‌کردند، زیرا واقعیت کشور کاملاً با انتظارات آنها مغایرت داشت. مشکلات جنگ جهانی اول در سالهای بعدی کمی کم شد و با شروع معاهده ورسای، همراه با تورم شدید، آلمان همچنان در یک بحران باقی ماند. تداوم مشکلات، تصوری منفی از جمهوری وایمار نشان می‌داد و افکار عمومی یکی از اصلی‌ترین عوامل شکست این جمهوری بود.

##### معاهده ورسای

آلمان بعد از ورسای
----

بحران اقتصادی فزاینده پس از جنگ در نتیجه از دست دادن صادرات صنعتی، قطع شدن زنجیره تأمین مواد اولیه و مواد غذایی به دلیل محاصره اروپا، از دست دادن مستعمرات و وخیم تر شدن بدهی‌ها بود. فعالیتهای نظامی-صنعتی تقریباً متوقف شده بود و با این حال به دلیل بسیج نیروها در دوره بازسازی بعد از جنگ، بیکاری تا حد زیادی پایین نگاه داشته بود. خسارات اقتصادی در آلمان را می‌توان تا حدی به محاصره این کشور توسط متفقین از پایان جنگ تا پیمان ورسای نسبت داد. متفقین فقط اجازه واردات کم کالاهایی را دادند که اکثر آلمانی‌ها توانایی خرید آن را ندارند. پس از چهار سال جنگ و قحطی، بسیاری از کارگران آلمانی خسته، از نظر جسمی آسیب دیده و نسبت به آینده خود دلسرد شده بودند. میلیون‌ها نفر از آنچه سرمایه‌داری و ورود به دورانی جدید می‌پنداشتند ناامید شدند. در همین حال، تورم و کاهش ارزش پول ادامه یافت و پس از حمله فرانسه به منطقه صنعتی روهر، روند نزولی آن سریعتر شد. پیمان ورسای که در ۲۸ ژوئن ۱۹۱۹ امضا شد چهار موضوع اصلی را در بر می‌گرفت: مسائل سرزمینی، مطالبات خلع سلاح، جبران خسارت و تعیین آغازگر جنگ. مستعمرات آلمان از این کشور گرفته شد و به نیروهای متفقین سپرده شد. ضربه بزرگتر به آلمانی‌ها این بود که آنها مجبور به ترک منطقه آلزاس-لورین شدند. بسیاری از مناطق مرزی آلمان غیرنظامی شده و شهروندان آن اجازه تعیین سرنوشت خود را یافتند. ارتش آلمان اجازه یافت حداکثر ۱۰۰۰۰۰ نفر سرباز با ۴۰۰۰ افسر داشته باشد. آلمان مجبور شد همه استحکامات نظامی خود را در مرزهای غرب از بین ببرد و داشتن نیروی هوایی، تانک، سلاح‌های شیمیایی و توپخانه سنگین منع شد. از تعداد کشتی‌های آلمان کاسته شد و استفاده از زیردریایی برای آلمان ممنوع شد. طبق ماده ۲۳۵ آلمان مجبور تا سال ۱۹۲۱ مجبور می‌شد ۲۰ میلیارد مارک طلا، یعنی حدود ۴٫۵ میلیارد دلار پرداخت کند. همچنین ماده ۲۳۱ مسئولیت خسارات وارد شده بر کشورهای پیروز در جنگ را بر عهده آلمان می‌دانست. در حالی که ماده ۲۳۵ خشم بسیاری از آلمانی‌ها را برانگیخت، عمده نارضایتی‌ها در آلمان به دلیل ماده ۲۳۱ بود. هیئت صلح آلمان در فرانسه پیمان ورسای را امضا کرد و کاهش قابل توجه در نیروهای ارتش آلمان، قول پرداخت قابل توجه غرامت جنگی به کشورهای پیروز و «بند مرتبط به اعلام آغازگر جنگ» را پذیرفت. یان کرشاو، مورخ انگلیسی، در توضیح ظهور جنبش‌های ملی گرایانه افراطی در آلمان پس از جنگ، به «احساس حقارت ملی» اشاره می‌کند که این رسوایی در تمام آلمان با وجود شرایط تحقیرآمیز تحمیل شده توسط متفقین، در بین مردم احساس شد و در معاهده ورسای نیز منعکس شد … به‌خصوص با جداسازی بخش بزرگی از سرزمین‌های شرقی آلمان و حتی بیشتر از این، در ارتباط با «بند گناهکار جنگی» در پیمان ورسای. آدولف هیتلر بارها جمهوری و دموکراسی آن را مقصر پذیرش شرایط ظالمانه این پیمان دانست. اولین رئیس‌جمهور رایش، فریدریش ابرت از حزب سوسیال دموکرات المان، قانون اساسی جدید آلمان را در ۱۱ اوت ۱۹۱۹ امضا کرد. جمهوری آلمان جدید پس از جنگ جهانی، که از همه مستعمرات خود محروم شده بود، در قلمرو اروپا ۱۳٪ از سلف امپراتوری خود کوچکتر شده بود. از این خسارات، بخش بزرگی شامل استانهایی در شرق پروس بود که در اصل لهستانی بودند و همچنین مناطق غربی آلمان همانند آلزاس-لورین که به فرانسه ملحق شدند. آلمانی‌ها در این مناطق که در سال ۱۸۷۰ توسط امپراتوری آلمان تصرف شد، تنها اقلیتی از جمعیت محلی را تشکیل می‌دادند.

##### اشغال راینلند توسط متفقین
اشغال راینلند به دنبال آتش‌بس با آلمان در ۱۱ نوامبر ۱۹۱۸ صورت گرفت. ارتشهای اشغالگر متشکل از نیروهای آمریکایی، بلژیکی، بریتانیایی و فرانسوی بودند. در سال ۱۹۲۰، تحت فشار گسترده فرانسه، منطقه زار از استان راین جدا شد بود و تا سال ۱۹۳۵ که این منطقه به رایش آلمانی بازگردانده شد توسط جامعه ملل اداره می‌شد. در همان زمان، در سال ۱۹۲۰، مناطق اوپن و ملمودی به بلژیک ملحق شدند. چند سال بعد، فرانسه راینلند را به‌طور کامل اشغال کرد و تمام مناطق مهم صنعتی را به کنترل خود درآورد.

##### جبران خسارت
مبلغ واقعی غرامت‌هایی که آلمان مجبور به پرداخت آن بود تنها ۱۳۲ میلیارد مارکی نبود که در برنامه پرداخت‌های لندن در سال ۱۹۲۱ تصویب شد، بلکه ۵۰ میلیارد مارک هم مندرج در اوراق قرضه آ و ب هم به آن اضافه می‌شد.. سالی مارکس مورخ می‌گوید ۱۱۲ میلیارد مارک در «اوراق قرضه سی» کاملاً مضحک بود، در واقع وسیله ای برای فریب افکار عمومی بود و ایجاد این تصور که آلمان هزینه‌های بسیار بیشتری پرداخت خواهد کرد. اما در واقع کل مبلغی که آلمان از ۱۹۲۰ تا ۱۹۳۱ (زمانی که پرداخت‌ها به‌طور نامحدود به حالت تعلیق درآمد) پرداخت کرد ۲۰ میلیارد مارک طلایی آلمان به ارزش حدود ۵ میلیارد دلار ایالات متحده یا ۱ میلیارد پوند بریتانیا بود. ۱۲٫۵ میلیارد مارک طلایی آن، پول نقدی بود که به‌صورت وام از بانک‌های نیویورک گرفته شد. بقیه هم به‌صورت کالاهایی مانند زغال‌سنگ و مواد شیمیایی یا دارایی‌هایی مانند تجهیزات راه‌آهن بود. آلمان بیشتر این مبلغ را به فرانسه، بریتانیا، ایتالیا و بلژیک بدهکار بود. خزانه داری ایالات متحده از این بین ۱۰۰ میلیون دلار دریافت کرد.

##### ابر تورم
در سال‌های اولیه پس از جنگ، تورم با سرعت نگران کننده ای در حال رشد بود، اما دولت برای بازپرداخت بدهی‌های خود اقدام به چاپ پول کرد. در سال ۱۹۲۳، جمهوری وایمار ادعا کرد که دیگر توانایی پرداخت هزینه‌های جبران خسارت ذکر شده در پیمان ورسای را ندارد و دولت آلمان در برخی از پرداخت‌ها در آن سال قصور کرد. در پاسخ، سربازان فرانسوی و بلژیکی منطقه رور که صنعتی‌ترین منطقه آلمان در آن زمان بود را اشغال کردند و در ژانویه ۱۹۲۳ اکثر شرکت‌های معدنی و تولیدی را تحت کنترل خود درآوردند. گروه‌های مقاومت آلمانی نسبت به این اقدام فرانسه اقدام به اعتصاب و مقاومت منفعل کردند. این اعتصابات هشت ماه به طول انجامید و به اقتصاد و جامعه آلمان آسیب بیشتری وارد کرد. این اعتصاب مانع تولید برخی کالاها شد، اما یک صنعتگر، هوگو استینس، توانست یک امپراتوری اقتصادی گسترده را از شرکت‌های ورشکسته ایجاد کند. از آنجا که هزینه‌های تولید در آلمان تقریباً هر ساعت کاهش می‌یافت، قیمت محصولات آلمانی به‌طور بی‌سابقه‌ای پایین آمده بود. استینس مبلغ کالاهای فروخته شده خود را به دلار دریافت می‌کرد و این بدان معنا بود که تا اواسط سال ۱۹۲۳ ارزش امپراتوری صنعتی وی بیش از کل اقتصاد آلمان شده بود. تا پایان آن سال، بیش از دویست کارخانه در حال کار تمام وقت تولید کاغذ برای اسکناس‌های مارک آلمان بودند. وقتی تورم ایجاد شده توسط دولت در نوامبر ۱۹۲۳ متوقف شد، امپراتوری استینس نیز از هم فروپاشید. در سال ۱۹۱۹ یک قرص نان در آلمان ۱ مارک قیمت داشت. تا سال ۱۹۲۳، همان قرص نان قیمتی برابر با ۱۰۰ میلیارد مارک داشت. 

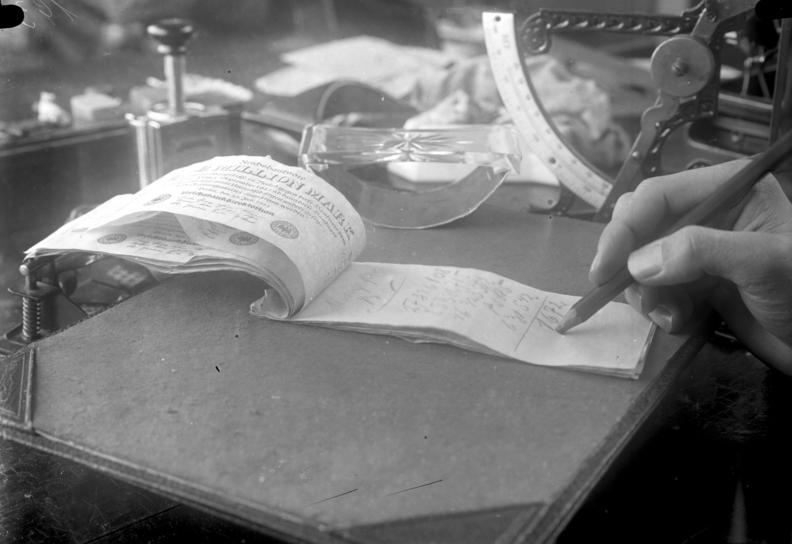
یک میلیون اسکناس مارک دار به عنوان دفترچه یادداشت، اکتبر ۱۹۲۳ استفاده شد

از آنجا که کارگران اعتصابی حقوق و مزایای خود را از طرف دولت دریافت می‌کردند، دولت دست به دامان چاپ پول بیشتری می‌شد تا از پس پرداخت هزینه‌های حقوق و مزایای کارگران و کارمندان دولت برآید. چاپ پول همچنان به ابر تورم دامن می‌زد. تورم آلمان در دهه ۱۹۲۰ از زمانی آغاز شد که آلمان کالایی برای تجارت نداشت. دولت برای مقابله با بحران پول چاپ کرد. این بدان معنی بود که پرداخت‌ها در آلمان با پول کاغذی که بی‌ارزش بود انجام می‌شدند و به صنعت گران بزرگ سابق کمک می‌کرد تا وام‌های خود را پس دهند. گردش پول افزایش پیدا کرد و کمی بعد دولت اقدام به چاپ اسکناس‌هایی با هزاران برابر ارزش واقعی آنان کرد. ارزش مارک کاغذی آلمان از ۴٫۲ مارک به ازای هر دلار آمریکا در سال ۱۹۱۴ به یک میلیون مارک به ازای هر دلار تا اوت ۱۹۲۳ کاهش یافته بود. ابر تورم انتقادهای بیشتر از جمهوری وایمار را در پی داشت. با حذف دوازده صفر از مارک کاغذی آلمان در ۱۵ نوامبر ۱۹۲۳، واحد پول جدیدی به نام رنتن مارک آلمان معرفی شد که مبلغ آن یک تریلیون (۱٬۰۰۰٬۰۰۰٬۰۰۰٬۰۰۰) مارک کاغذی بود. عملی که با عنوان بازتعریف پول شناخته می‌شود. در آن زمان، یک دلار آمریکا دوباره برابر با ۴٫۲ رنتن مارک شده بود. بازپرداخت‌های خسارت جنگی از سر گرفته شد و منطقه رور با پیمان لوکارنو، که مرزهای آلمان، فرانسه و بلژیک را مشخص می‌کرد، به آلمان بازگردانده شد.

#### آشفتگی‌های سیاسی

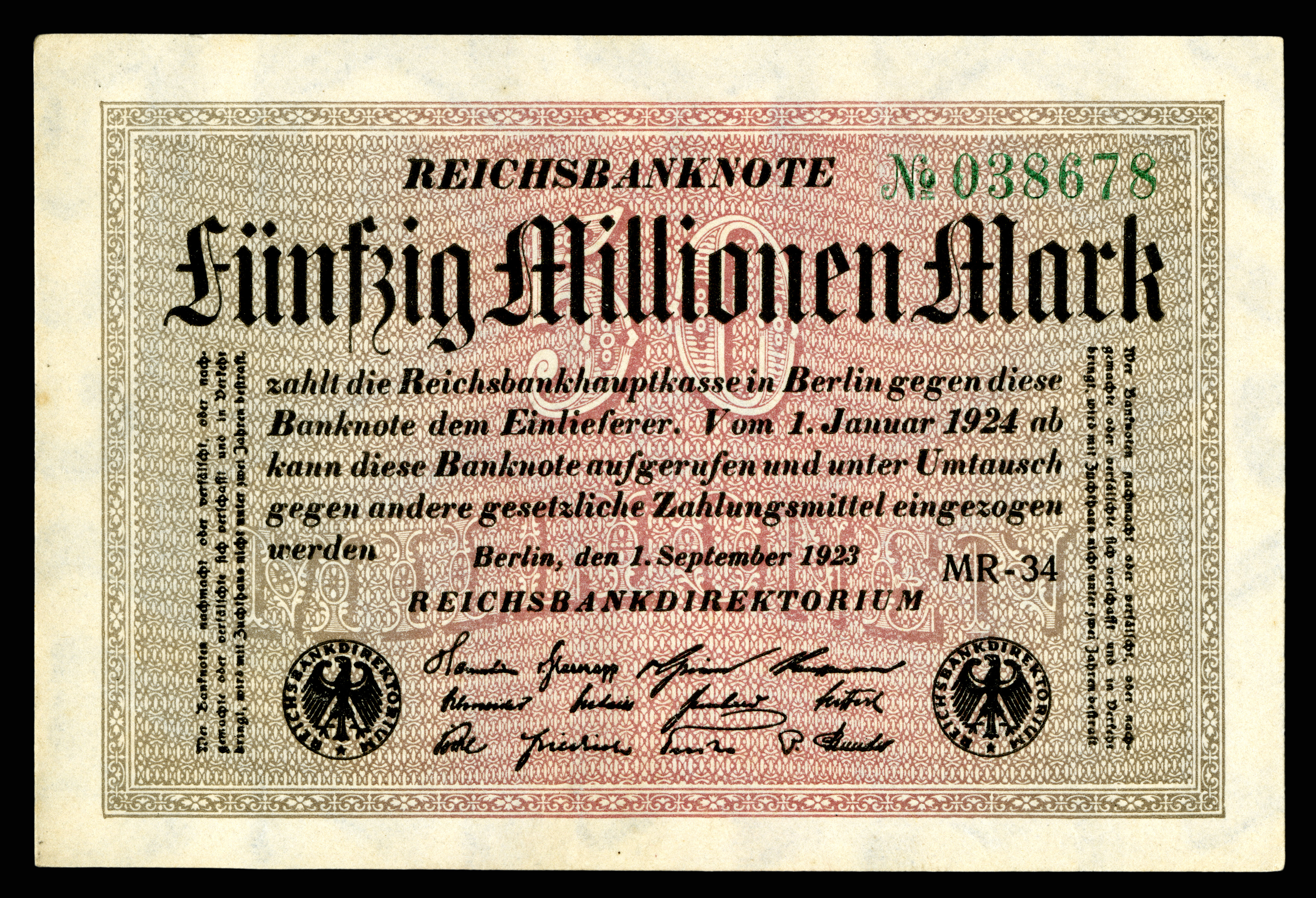
یک اسکناس ۵۰ میلیون مارکی در سال ۱۹۲۳، که هنگام انتشار تقریباً یک دلار آمریکا ارزش داشت ،۹ سال پیش از ان ارزشی حدود ۱۲ میلیون دلار آمریکا داشت، اما ابر تورم در عرض چند هفته باعث شد که این اسکناس عملاً بی‌ارزش شود.

جمهوری وایمار خیلی زود از سمت جناح‌های چپ و راست مورد حمله قرار گرفت. چپ رادیکال، سوسیال دموکراتهای حاکم را متهم کرد که با جلوگیری از انقلاب کمونیستی به آرمانهای جنبش کارگری خیانت کرده و به‌دنبال تغییر انقلاب بودند. فعالان جناح راست نیز با هرگونه سیستم دموکراتیک مخالفت کرده و نظامی مستبد مانند امپراتوری آلمان که در سال ۱۸۷۱ تشکیل شده بود را ترجیح می‌دادند. همچنین بسیاری از راست گرایان نیز سوسیالیست‌ها و یهودیان را مقصر شکست آلمان در جنگ جهانی اول می‌دانستند. در پنج سال بعد از ان، دولت مرکزی با حمایت رایشسور شورش‌های گاه و بیگاه را در نقاط مختلف آلمان به‌شدت سرکوب کرد. چپ‌ها ادعا کردند که سوسیال دموکرات‌ها به آرمان‌های انقلاب خیانت کرده‌اند، در همین حال ارتش و فرای‌کور با بودجه دولت دست به اقدامات خشونت‌امیز فراوانی علیه کارگران اعتصابی زدند. اولین چالش برای جمهوری وایمار هنگامی رخ داد که گروهی از کمونیست‌ها و آنارشیست‌ها حکومت بایرن را در مونیخ به دست گرفتند و تشکیل جمهوری شورایی بایرن را اعلام کردند. این شورش توسط فرای‌کور، که عمدتاً متشکل از کهنه‌سربازان جنگ جهانی اول بود به‌شدت سرکوب شد و جمهوری شورایی بایرن یک ماه بعد سرنگون شد. فرای‌کور گروهی شبه‌نظامی بود که خارج از کنترل دولت عمل می‌کرد، اما اعضای آنها با ارتش آلمان، رایشسور، در تماس نزدیک بودند. در ۱۳ مارس ۱۹۲۰ در جریان کودتای کاپ، دوازده هزار سرباز فرای‌کور برلین را اشغال کردند و ولفگانگ کاپ، روزنامه‌نگار راستگرا را به عنوان صدارت منصوب کردند. اعضای دولت به اشتوتگارت گریختند و خواستار اعتصاب سراسری علیه کودتاگران شد. با اعتصاب کارمندان و کارکنان دولتی، دولت کاپ پس از تنها چهار روز در ۱۷ مارس ۱۹۲۰ سقوط کرد. کمی بعد یک شورش کارگر در منطقه رور آغاز شد. پنجاه هزار کارگر تشکیل ارتش سرخ را اعلام کردند و با الهام از اعتصاب عمومی در جریان کودتا کنترل منطقه رور را به‌دست گرفتند. ارتش آلمان و شبه‌نظامیان فرای‌کورپس وارد عمل شدند و خیزش کارگران را فرونشاندند. شورشیان در حال برنامه‌ریزی برای گسترش برنامه‌های ملی‌سازی صنایع بزرگ بودند و از دولت مرکزی حمایت می‌کردند، اما رهبران حزب حاکم سوسیال دموکرات به هیچ وجه مایل به همکاری و حمایت از حزب سوسیال دموکرات مستقل نبودند که خواهان استقرار یک نظام سوسیالیستی بود. سرکوب قیام طرفداران حزب سوسیال دموکرات توسط نیروهای فرای‌کورپس که در واقع به دستور حزب حاکم سوسیال دموکرات انجام شد، چیزی جز یک درگیری درون حزبی نبود و به تضعیف حزب انجامید. شورش‌های مشابه دیگری در مارس ۱۹۲۱ در زاکسن و هامبورگ نیز سرکوب شدند. یکی دیگر از نشانه‌های وجود فضای به‌شدت دو قطبی در سیاست داخلی آلمان هنگامی بود که اعضای جمهوری تازه تأسیس آلمان به دست نیروهای راست‌افراطی ترور شدند. در اوت ۱۹۲۱، ماتیاس ارتسبرگر وزیر دارایی و در ژوئن ۱۹۲۲ والتر راتناو وزیر امور خارجه جمهوری وایمار  توسط اعضای کنسول سازمان که یک گروه راست‌افراطی بود به قتل رسیدند. ارتسبرگر به دلیل امضای توافقنامه آتش‌بس در سال ۱۹۱۸ و راتناو به عنوان وزیر امور خارجه مسئولیت قبول مسئله جبران خسارت و پرداخت غرامت، از آن زمان مورد حمله راست‌گرایان واقع شده بودند. راتناو همچنین با امضای معاهده راپالو در سال ۱۹۲۲ با جمهوری فدراتیو سوسیالیست روسیه شوروی به دنبال شکستن انزوای آلمان پس از جنگ جهانی اول بود. با این حال، او همچنین به عنوان یهودی، مورد نفرت راست‌گرایان افراطی بود. در ان زمان برگزاری تشییع جنازه‌هایی شکوهمند با شرکت هزاران نفر در کنار تصویب قانون حمایت از جمهوری، با هدف متوقف کردن جریان رو به رشد راست‌گرایی در آلمان انجام شد. با این وجود جنایت‌های راست‌گرایان ادامه پیدا کرد و مجازات‌های خفیف در بسیار از موارد، یک عامل مؤثر در عدم بازدارندگی راست‌گرایان افراطی با وجود تلاش‌های فراوان دولت بود.

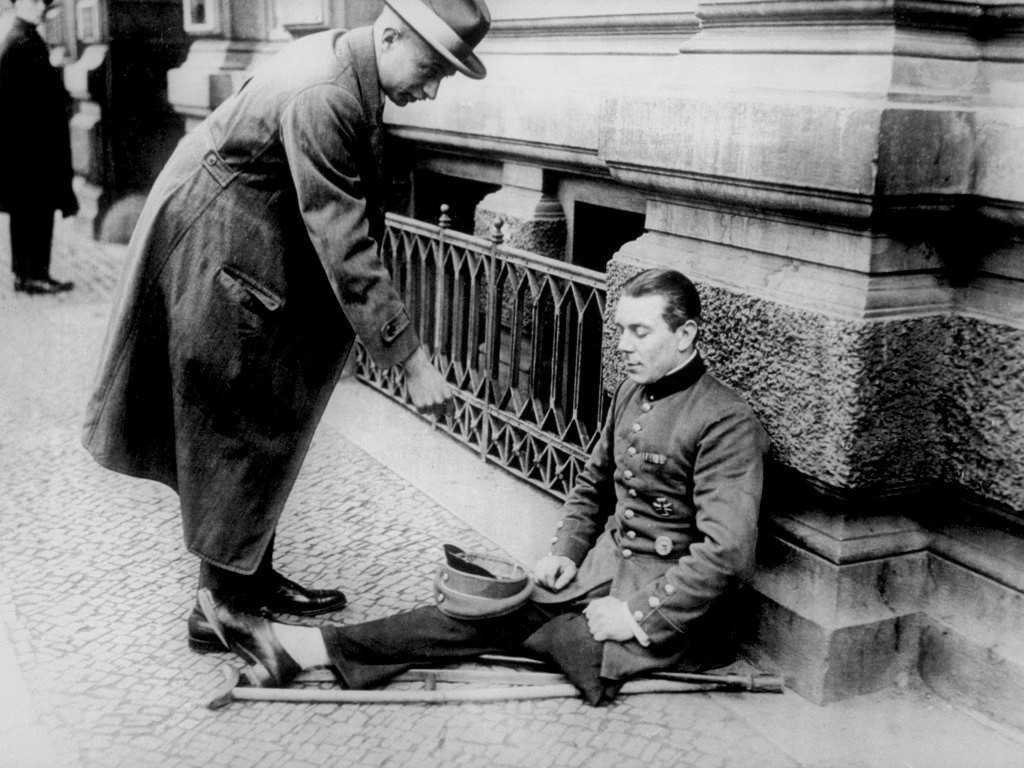
یک جانباز معلول در برلین، ۱۹۲۳

در سال ۱۹۲۲، آلمان پیمان راپالو را با اتحاد جماهیر شوروی امضا کرد، که به آلمان اجازه می‌داد در ازای دادن فناوری نظامی به روسیه، پرسنل نظامی آنان را نیز آموزش دهد. این برخلاف معاهده ورسای بود که آلمان را به ۱۰۰۰۰۰ سرباز و بدون سرباز وظیفه، نیروی دریایی ۱۵۰۰۰ نفری، دوازده ناوشکن، شش ناو جنگی و شش رزمناو و بدون حق داشتن زیردریایی و هواپیما محدود می‌کرد. با این حال روسیه بعد از انقلاب ۱۹۱۷ از جنگ جهانی علیه آلمان خارج شد و از جامعه ملل کنار گذاشته شد. آلمان از این فرصت استفاده کرد و وارد اتحاد با روسیه شد. والتر راتناو، وزیر خارجه یهودی آلمان که این پیمان را امضا کرده بود، دو ماه بعد توسط دو افسر ارتش ملی‌گرای افراطی ترور شد. فشارهای بیشتر از سوی جناح راست در سال ۱۹۲۳ هنگامی بود که کودتای آبجوفروشی که به کودتای مونیخ هم مشهور است توسط حزب نازی به رهبری آدولف هیتلر در مونیخ انجام شد. در سال ۱۹۲۰، حزب کارگران آلمانی به حزب ناسیونال سوسیالیست کارگران آلمان (NSDAP) تبدیل شده بود و بتدریج به یک نیروی محرکه در فروپاشی جمهوری وایمار تبدیل می‌شد. هیتلر در ژوئیه ۱۹۲۱ خود را به عنوان رئیس حزب معرفی کرد. در ۸ نوامبر ۱۹۲۳ لیگ جنگ یا کامپف‌بوند، در پیمانی با اریش لودندورف، جلسه نخست‌وزیر باواریای گوستاو فون کار را در یک سالن آبجو در مونیخ به اشغال خود درآوردند. لودندورف و هیتلر اعلام کردند که دولت وایمار خلع شده و آنها قصد داشتند روز بعد کنترل مونیخ را به دست بگیرند. ۳۰۰۰ شورشی توسط مقامات باواریایی دستگیر شدند. هیتلر به اتهام خیانت در کشور دستگیر و به پنج سال زندان محکوم شد که کمترین مجازات برای خیانت بود. هیتلر کمتر از هشت ماه در یک سلول گذراند و تا قبل از آزادی‌اش در ۲۰ دسامبر ۱۹۲۴ ملاقات‌کنندگان روزانه را به حضور می‌پذیرفت. هیتلر هنگامی که در زندان بود، کتاب نبرد من را به نگارش درآورد که ایده‌ها و سیاست‌های آینده او را بیان می‌کرد. در این زمان بود که هیتلر تصمیم گرفته بود تا روی روشهای قانونی دستیابی به قدرت تمرکز کند.

### دوران طلایی (۱۹۲۴–۱۹۲۹)
گوستاف اشترزمان به مدت ۱۰۰ روز در سال ۱۹۲۳ صدر اعظم آلمان بود و در یک دوره ثبات نسبی در جمهوری وایمار در سال‌های ۱۹۲۳ تا ۱۹۲۹ به‌عنوان وزیر خارجه خدمت کرد. این دوره در تاریخ آلمان به عنوان «دهه ۲۰ طلایی» شناخته می‌شود. از ویژگیهای بارز این دوره، اقتصاد رو به رشد و در نتیجه کاهش ناآرامیهای داخلی بود. هنگامی که ثبات مدنی برقرار شد، اشترزمان تلاش‌های را برای بهبود ارزش پول ملی آلمان آغاز کرد، این امر اعتماد به اقتصاد آلمان را در پی داشت و از یک سو به بازسازی در آلمان آسیب دیده در جنگ که به یک اقتصاد قوی برای بازپرداخت بدهی‌هایش احتیاج داشت کمک می‌کرد و از سوی دیگر باعث تقویت جریان تأمین مایحتاج اساسی مردم آلمان می‌شد. پس از تثبیت اوضاع اقتصادی، اشترزمان از اکتبر ۱۹۲۳ واحد پول جدیدی به نام رنتن مارک آلمان را معرفی کرد که به رشد سطح اعتماد بین‌المللی به اقتصاد جمهوری وایمار کمک می‌کرد.

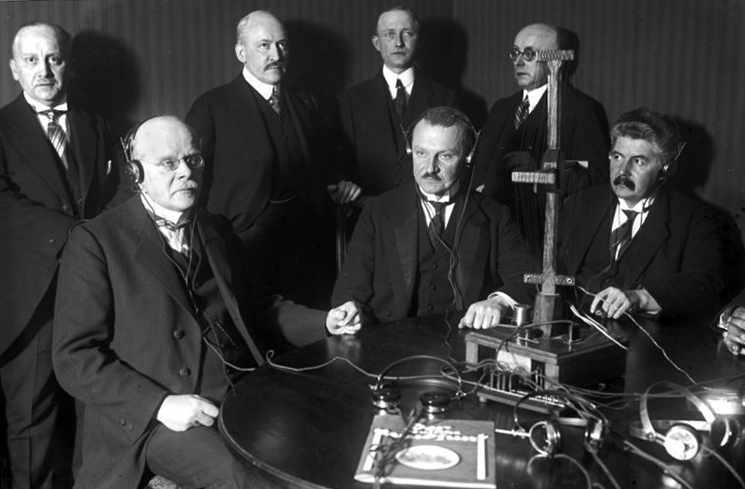
پخش پیام کریسمس ویلهلم مارکس از رادیو، دسامبر ۱۹۲۳

برای کمک به آلمان در انجام تعهدات جبران خسارت، طرح داوز در سال ۱۹۲۴ معرفی شد. این طرح توافق‌نامه ای بین بانک‌های آمریکایی و دولت آلمان بود که در آن بانک‌های آمریکایی با گرفتن دارایی‌های دولتی آلمان به‌عنوان وثیقه، وام‌هایی را در اختیار آلمان قرار می‌دادند تا بتوانند غرامت‌های جنگی خود را پرداخت کند. راه‌آهن آلمان، بانک ملی و بسیاری از صنایع به عنوان ضمانتی برای دریافت وام و در نتیجه پایدار کردن ارز ملی، به بانک‌های آمریکایی سپرده شدند. آلمان اولین کشوری بود که با اتحاد جماهیر شوروی روابط دیپلماتیک برقرار کرد. بر اساس معاهده راپالو، آلمان شوروی را به‌صورت رسمی (دوژور) به رسمیت شناخت و این دو کشور متقابلاً از همه بدهی‌های قبل از جنگ چشم پوشیده و از ادعاهای ارضی علیه یکدیگر صرفنظر کردند. در اکتبر ۱۹۲۵ پیمان لوکارنو توسط آلمان، فرانسه، بلژیک، انگلیس و ایتالیا امضا شد که مرزهای آلمان با فرانسه و بلژیک را به رسمیت می‌شناخت. علاوه بر این، انگلیس، ایتالیا و بلژیک متعهد شدند که در صورت لشکرکشی نیروهای آلمان به منطقه بی‌طرف و غیرنظامی راینلند، به فرانسه کمک کنند. لوکارنو در سال ۱۹۲۶ زمینه ورود آلمان به جامعه ملل را فراهم کرد. آلمان گفتگوهای داوری با فرانسه و بلژیک و معاهدات داوری با لهستان و چکسلواکی را امضا کرد و متعهد شد که هرگونه اختلاف در آینده را به دادگاه داوری یا دادگاه دیوان دادگستری بین‌المللی ارجاع دهد. تخلیه نیروهای خارجی از منطقه رور در سال ۱۹۲۵ از دیگر دستاوردهای آلمان در زمینه سیاست خارجی بود. در سال ۱۹۲۶، آلمان به عنوان عضوی دائمی در جامعه ملل پذیرفته شد و دارای حق رای در جامعه ملل شد که موقعیت بین‌المللی‌اش را تا حد زیادی بهبود می‌بخشید. در طول دوره ثبات، تجارت افزایش و میزان بیکاری کاهش یافت. اصلاحات اشترزمان نقاط ضعف اساسی جمهوری وایمار را برطرف نکرد بلکه توانست تصویری از یک دموکراسی پایدار را به مردم آلمان نشان داد. حتی «حزب خلق آلمان» اشترزمان نیز نتوانست در سطح آلمان به حمایت اکثریتی دست یابد و همواره در ائتلاف با احزاب کوچکتر ظاهر می‌شد. ائتلاف بزرگ به ریاست مولر نویدی برای یک دولت بزرگ و مقتدر در آلمان بود، اما این دولت مدت طولانی پایدار نماند. دولتها غالباً فقط یک سال دوام می‌آوردند، که شبیه به اوضاع سیاسی فرانسه در دهه ۱۹۳۰ بود. بی‌ثباتی ائتلاف‌ها از مشکلات اصلی آلمان در آن دوره بود، همچنین وابستگی آلمان به نظام بانکی آمریکا برای بازپرداخت بدهی‌های خود نقطه ضعفی برای جمهوری وایمار بود که کمی بعد با شروع بحران جهانی اقتصاد و به تبع آن ورشکستگی بانک‌های آمریکایی و شروع رکود بزرگ، باعث فروپاشی اقتصاد آلمان شد.

### فرهنگ
دهه ۱۹۲۰ زمانی بود که آلمان وارد یک دوره از رنسانس فرهنگی شده بود. در سال‌های منتهی ۱۹۲۳ که آلمان بدترین دوره از ابر تورم خود را می‌گذراند، باشگاه‌های شبانه و میخانه‌ها مملو از افرادی بود که درآمد روزانه خود را خرج می‌کردند تا با افت روزانه ارزش پولی آن را از دست ندهند. روشنفکران برلینی با محکوم کردن آنچه افراط در سرمایه‌داری می‌پنداشتند خواستار تغییرات انقلابی در فرهنگ بودند.

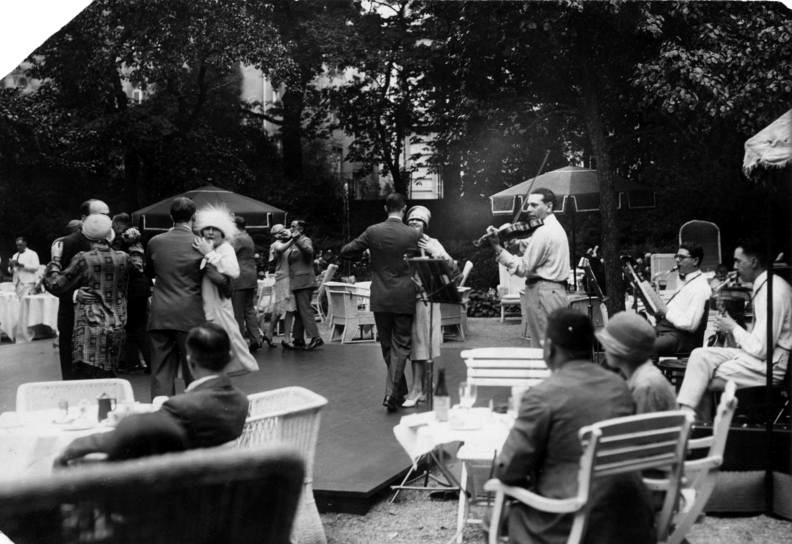
"بیست‌های طلایی" در برلین: یک گروه موسیقی جاز برای رقص چای در هتل Esplanade، ۱۹۲۶ بازی می‌کند

متأثر از انقلاب کوتاه مدت فرهنگی در اتحاد جماهیر شوروی، ادبیات، سینما، تئاتر و موسیقی آلمانی وارد مرحله ای بزرگ از خلاقیت شد. تئاتر خیابانی نوآورانه برنامه‌های فراوانی را برای عموم مردم به نمایش می‌گذاشت و کاباره‌ها و گروه‌های موسیقی جاز محبوبیت فراوانی به‌دست آوردند. زنان جوان آلمان همانند کلیشه زنان آمریکایی آرایش می‌کردند، موهای خود را کوتاه می‌کردند، سیگار می‌کشیدند و عرف سنتی را می‌شکستند. علاقه عمومی به جوزفین بیکر هنرمند آمریکایی در کلانشهر برلین، جایی که وی "الهه‌ی اروتیسم" خوانده می‌شد و از بسیاری جهات مورد تحسین و احترام قرار می‌گرفت، احساسات "فوق مدرن" بیشتری را در ذهن افکار عمومی آلمان ایجاد کرد. هنر و نوع جدیدی از معماری که در مدارس "باهاوس " تدریس می‌شد، اندیشه‌های جدید آن زمان را در حیطه هنر و معماری منعکس می‌کرد.

جشن فیل‌ها توسط ماکس ارنست (۱۹۲۱)

هنرمندان در برلین تحت تأثیر سایر جنبش‌های فرهنگی مترقی معاصر مانند نقاشان امپرسیونیست و اکسپرسیونیست در پاریس و همچنین کوبیست‌ها قرار گرفتند. معماران مترقی آمریکایی نیز در آن زمان در برلین مورد تحسین قرار می‌گرفتند. بسیاری از ساختمانهای جدید ساخته شده در این دوران از یک سبک هندسی خط دار پیروی می‌کنند. از نمونه‌هایی از معماری جدید آن دوران می‌توان از ساختمان باوهاوس در دسائو توسط گروپیوس، تئاتر کبیر در برلین و برج انیشتین در پوتسدام نام برد. با این وجود همه از تغییراتی که در فرهنگ وایمار اتفاق می‌افتد خوشحال نبودند. محافظه کاران و مرتجعین می‌ترسیدند که آلمان با اتخاذ سبک‌های وارداتی رایج در خارج از آلمان، به ویژه آنهایی که هالیوود در فیلم‌های آمریکایی ترویج می‌کند، به ارزش‌های سنتی خود خیانت بورزد، این در حال بود که در آن زمان نیویورک پایتخت جهانی مد به حساب می‌آمد و آلمان به دلیل وجود پیوندهای اقتصادی فراوان با آمریکا به‌خصوص به دلیل طرح داوز، مستعد آمریکایی شدن بود. در سال ۱۹۲۹، اشترزمان سه سال پس از دریافت جایزه صلح نوبل در ۵۱ سالگی در اثر سکته قلبی درگذشت. کمی بعد از مرگ وی بورس اوراق بهادار نیویورک در اکتبر ۱۹۲۹ سقوط کرد، وام‌های آمریکا ارزش خود را از دست دادند و رکود شدید اقتصاد آلمان «دهه طلایی بیست» را به یکباره پایان داد.

### سیاست‌های اجتماعی در جمهوری وایمار
در طی دوره انقلاب و بعد از آن طیفی آلمان شاهد طیفی از اصلاحات اجتماعی مترقی بود. دولت آلمان در سال ۱۹۱۹ اصلاحاتی از قبیل حداکثر ۴۸ ساعت کار در هفته، محدودیت کار در شیفت‌های شبانه، تعطیلات روز شنبه و حداقل ۳۶ ساعت اجباری بدون کار در هفته را به اجرا درآورد. در همان سال حق بیمه درمانی برای زنان و دختران آن‌ها حتی بدون داشتن درآمد، افرادی با محدودیت توانایی کار کردن و افرادی که در تعاونی‌های دولتی یا خصوصی کار می‌کردنند به رسمیت شناخته شد. مجموعه‌ای از قوانین نیز برای اصلاحات مالیاتی توسط ماتیاس ارتسبرگر وزیر دارایی جمهوری وایمار به تصویب رسید که هدف آن افزایش مالیات بر ثروت و افزایش حداکثر نرخ مالیات بر درآمد از ۴٪ به ۶۰٪ بود. طبق یک فرمان دولتی در ۳ فوریه ۱۹۱۹، تقاضای انجمن جانبازان جنگی را قبول کرد که طی آن دولت آلمان تمام کمک هزینه‌ها برای افراد معلول و وابستگام آن‌ها را به عهده می‌گرفت. این قانون همچنین به ایجاد شبکه‌ای سراسری برای تشکیل ادارات تأمین اجتماعی ایالتی و محلی که در طول جنگ برای برخورداری زنان بیوه و یتیم متأثر از جنگ ایجاد شده بود نیز کمک کرد. قانون رفاه جوانان در سال ۱۹۲۲، کلیه شهرداریها و ایالت‌ها را موظف به ایجاد دفاتر جوانان در زمینه حمایت از کودکان کرد و همچنین حق تحصیل برای همه کودکان به رسمیت شناخت. همچنین قوانینی را برای نظارات بر نرخ اجاره مسکن و افزایش حمایت از مستاجران در سال‌های ۱۹۲۲ و ۱۹۲۳ در نظر گرفت. پوشش بیمه درمانی در طول دوره جمهوری وایمار به سایر مشاغل و گروه‌ها از جمله دریانوردان، افراد شاغل در بخش‌های آموزشی و رفاه اجتماعی و کلیه افراد تحت تکفل گسترش یافت. در زمینه مزایای بیکاری نیز پیشرفت‌های مختلفی صورت گرفت، اگرچه در ژوئن ۱۹۲۰ حداکثر میزان مزایای بیکاری که یک خانواده چهار نفره می‌توانست در برلین دریافت کند، ۹۰ مارک آلمان بود که از حداقل هزینه‌های زندگی که ۳۰۴ مارک بود خیلی کمتر بود.

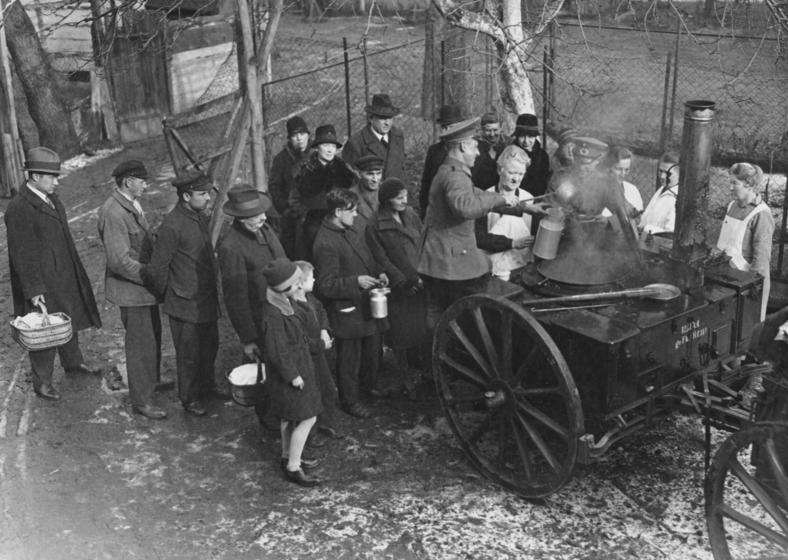
غذای رایگان برای مستمندان در برلین توسط رایشسور، ۱۹۳۱

به دنبال مشکلات اقتصادی در سال ۱۹۲۳، برنامه‌های تأمین اجتماعی شهروندی در یک سری از کمک هزینه‌ها اجتماعی ادغام شدند. در سال ۱۹۲۴ برنامه‌ای مدرن برای کمک‌های عمومی ارائه شد و در سال ۱۹۲۵ بیمه حوادث اصلاح شد و اجازه داد که بیماری‌ها و مشکلات پزشکی ناشی از کار جزئی تحت پوشش بیمه قرار گیرند. در کنار این‌ها، بیمه بیکاری نیز در سال ۱۹۲۷ ارائه شد. ساخت و ساز مسکن نیز تا حد زیادی در دوره جمهوری وایمار شتاب گرفت، در این مدت در بین سال‌های ۱۹۲۴ تا ۱۹۳۱ بیش از ۲ میلیون خانه جدید ساخته شده و بیش از ۱۹۵۰۰۰ ساختمان نیز نوسازی شدند.

### بحران سال‌های ۱۹۳۰ تا ۱۹۳۳ و زوال جمهوری

#### شروع رکود بزرگ
در سال ۱۹۲۹، شروع رکود در ایالات متحده آمریکا شوکی اقتصادی شدیدی را به آلمان وارد کرد و اوضاع اقتصادی کمی بعد با ورشکستگی بانک اتریشی کردیت‌آنشتالت وخیم‌تر شد. در دههٔ ۲۰ اقتصاد شکننده آلمان با اعطای وام از طریق طرح داوز (۱۹۲۴) و برنامه یانگ (۱۹۲۹) به پایداری رسیده بود. بعد از شروع بحران، وقتی بانک‌های آمریکایی خطوط اعتباری خود به آلمان را معلق کردند، اقتصاد آلمان قادر به کنترل بیکاری با سیاست‌های متعارف اقتصادی نبود. بیکاری پس از آن به طرز چشمگیری رشد کرد و در سال ۱۹۳۰ به ۴ میلیون نفر رسید، و کمی بعد از آن بود که در سپتامبر ۱۹۳۰ یک زلزله سیاسی پایه‌های جمهوری وایمار را به لرزه درآورد. حزب نازی (NSDAP) با ۱۹ درصد آرای رای‌دهندگان وارد رایشستاگ شد و نظام انتخاباتی ناپایدار المان که بر اساس آن هر ائتلاف به انتخاب رئیس دولت می‌پرداخت را به چالش کشید. سالهای آخر جمهوری وایمار با افزایش خشونت سیاسی حتی با بی‌ثباتی سیاسی سیستماتیک تری روبرو بود. چهار صدراعظم برونینگ، پاپن، اشلایشر و سرانجام از ۳۰ ژانویه تا ۲۳ مارس ۱۹۳۳ هیتلر از طریق فرمان ریاست جمهوری - و نه از طریق مذاکرات پارلمانی - به قدرت رسیدند. این امر، پارلمان آلمان را به عنوان ابزاری برای کنترل و به اجرا گذاشتن قانون اساسی، نهادی فرمایشی و بدون قدرت به نمایش گذاشت.

#### سیاست مبارزه با تورم برونینگ، ۱۹۳۰ تا ۱۹۳۲
در روز ۲۹ مارس ۱۹۳۰، پس از ماه‌ها لابی توسط ژنرال کورت فون اشلایشر به نمایندگی از ارتش، هاینریش برونینگ، کارشناس اقتصاد و امور مالی، با دستور ژنرال پاول فون هیندنبورگ رئیس جمهوری رایش، به عنوان جانشین مولر به صدارت عظمای آلمان منصوب شد. انتظار می‌رفت که دولت جدید متمایل به سیاست‌های محافظه‌کارانه تر باشد.

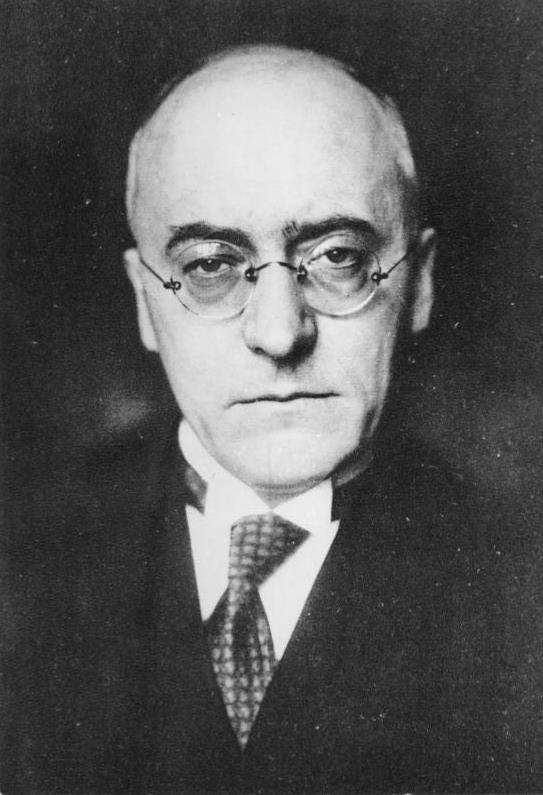
هاینریش برونینگ در سال ۱۹۳۰

از آنجا که برونینگ از حمایت اکثریت در رایشستاگ برخوردار نبود، وی با استفاده از اختیارات اضطراری اعطا شده به رئیس‌جمهور (ماده ۴۸) توسط قانون اساسی، اولین رئیس وایمار بود که مستقل از پارلمان فعالیت کرد. این امر باعث شد که او تا حدی به رئیس‌جمهور هیندنبورگ وابستگی سیاسی داشته باشد. پس از آنکه لایحه اصلاح اقتصادی رایش با مخالفت رایشستاگ روبرو شد، هیندنبورگ دستوری اضطراری صادر کرد. در ۱۸ ژوئیه، در نتیجه مخالفت‌های احزاب SPD , KPD , DNVP و گروه کوچک اعضای NSDAP، رایشتاگ مجدداً این لایحه را با اختلاف کمی رد کرد. بلافاصله پس از آن، برونینگ فرمان رئیس‌جمهور را مبنی بر انحلال رایشتاگ صادر کرد. انتخابات سرانجام عمومی در ۱۴ سپتامبر منجر به یک تغییر سیاسی عظیم در رایشتاگ شد: ۱۸٫۳٪ از آرا به حزب نازی تعلق گرفت، پنج برابر آرایی که این حزب در انتخابات سال ۱۹۲۸ کسب کرده بود، در نتیجه تشکیل دولت دیگر از سمت احزاب دموکراتیک امکان‌پذیر نبود. بن‌بست سیاسی در آلمان باعث ایجاد تظاهرات خشونت باری شده بود که شبه‌نظامیان وابسته به حزب نازی نیز در خشونت علیه تظاهرکنندگان مشارکت داشتند. برونینگ که بین سالهای ۱۹۳۰ و ۱۹۳۲ صدراعظم آلمان بود تلاش کرد تا جمهوری وایمار را بدون داشتن اکثریت پارلمانی اداره کند و در صورت لزوم از طریق فرمان‌های اضطراری رئیس‌جمهور حکومت کند. وی برنامه‌های انقباضی اقتصادی را در سر داشت که طی آن سیاست‌هایی را برای کنترل تورم و کاهش شدید هزینه‌های دولت به اجرا درآورد. از جمله اقدامات دیگر برونینگ قطع کلیه کمکهای مالی عمومی به صندوق بیمه اجباری بیکاری بود که از سال ۱۹۲۷ به اجرا درآمده بود و طی آن کارگران بیکار واجد شرایط دریافت مزایای بیکاری می‌شدند. از مزایای بیماران، معلولین و مستمری بگیران نیز به شدت کاسته شد. سیاست‌های انقباضی در آلمان برای کاهش مزایای اجتماعی توسط دولت برونینگ با همکاری رایشسبانک، بانک مرکزی آلمان انجام می‌شدند. در اواسط سال ۱۹۳۱، بریتانیا استاندارد طلا را از واحد پول خود کنار گذاشت که این اقدام باعث کاهش ارزش پول سی کشور اقماری بریتانیا شد که در بلوک پوند استرلینگ بودند. و سبب شد که کالاهای تولیدی این کشورها حدود ۲۰٪ ارزان‌تر از کالاهای تولید شده در آلمان شود. با این وجود طبق برنامه یونگ، کاهش ارزش پولی برای آلمان مجاز نبود. به همین منظور برونینگ با وادار کردن فشار به بخش‌های مختلف اقتصادی به کاهش ۲۰ درصدی قیمت‌ها، اجاره‌ها، حقوق و دستمزدها، باعث کاهش دستوری نرخ تورم در آلمان شد. بحث‌ها در محافل داخلی آلمان در مورد اینکه آیا این سیاست تنها سیاست عملی در آلمان بود ادامه یافتند: برخی معتقدند که متفقین تحت هیچ شرایطی اجازه کاهش ارزش رایش مارک را نخواهند داد، در حالی که برخی دیگر به توافق هوور اشاره می‌کنند به عنوان نشانه این که متفقین فهمیده‌اند که اوضاع به‌طور اساسی تغییر کرده است و بازپرداخت غرامت جنگی توسط آلمان دیگر بیشتر از این ممکن بود. برونینگ انتظار داشت که سیاست انقباضی دولت آلمان، وضعیت اقتصادی را کمی بدتر کند، اما با این حال رقابت‌پذیری اقتصاد آلمان را افزایش دهد و سپس باعث افزایش رتبه اعتباری آلمان شود. با این حال نظر بلند مدت وی این بود که تورم در هر صورت بهترین راه برای کمک به اقتصاد است. هدف اصلی وی در واقع این بود که متفقین پیروز در جنگ را متقاعد کند که آلمان در هیچ صورتی قادر به بازپرداخت بدهی‌های جنگی خود نیست و نخواهد بود. آنتون ارکلنز، رئیس حزب دموکرات آلمان و منتقد برونینگ در آن زمان بود، وی در نقطه نظر مشهوری سیاست‌های تورمی دولت برونینگ را چنین توصیف کرد:

تلاش بر حق آلمان برای رهایی از چنگال پرداخت‌های جبران خسارت جنگی، در واقع معنای دیگری جز خودکشی به دلیل ترس از مرگ ندارد. سیاست کاهش نرخ خسارت‌های جنگی بسیار بیشتر از پرداخت‌های ۲۰ ساله جبران خسارت است … مبارزه با هیتلر مبارزه با تورم و مبارزه با تخریب فاکتورهای تولیدی است.

در سال ۱۹۳۳، اقتصاددان آمریکایی، ایروینگ فیشر، نظریه کاهش نرخ بدهی را ارائه کرد. وی توضیح داد که کاهش نرخ تورم باعث کاهش سود، کاهش قیمت دارایی و کاهش بیشتر ارزش خالص مشاغل می‌شود؛ بنابراین، حتی شرکت‌هایی که از نظر اقتصادی مشکل‌ساز نیستند نیز ممکن است بیش از حد بدهکار به نظر برسند و در معرض ورشکستگی قرار بگیرند. امروزه عموم صاحبنظران بر این اعتقادند که سیاست‌های بروینگ بحران اقتصادی آلمان و ناامیدی فزاینده مردم از دموکراسی را تشدید کرده بود و منجر به افزایش حمایت عمومی از حزب نازی تحت رهبری هیتلر شده بود. بیشتر سرمایه داران و زمین داران آلمانی صرفاُ به این دلیل از سیاست‌های محافظه‌کارانه برونینگ حمایت می‌کردند که تصور می‌کردند این سیاست‌ها برای اقتصاد آلمان مفید خواهند بود، در واقع آنان هیچ علاقه خاصی به شخص برونینگ نداشتند. با این که بیشتر طبقه کارگر و متوسط به برونینگ روی آوردند کمی بعد، بیشتر سرمایه داران و زمین داران بتدریج به سمت مخالفان دولت از جمله هیتلر و هوگنبرگ گرایش پیدا می‌کردند. در اواخر سال ۱۹۳۱ جنبش محافظه‌کاران اقتصادی آلمان به پایان خود رسیده بود و رئیس جمهوری رایش هیندنبورگ به همراه رایشسور در تلاش بودند که برونینگ را از قدرت خلع و هیتلر یا هوگنبرگ را به جای وی منصوب کنند. با این وجود هیندنبورگ علاقه‌ای به هوگنبرگ نداشت و در واقع از هیلتر متنفر بود، به عبارت دیگر هیندنبورگ در آن زمان طرفدار احزاب غیر دموکراتیک همانند حزب خلق ملی یا حزب ناسیونال سوسیالیست کارگران نبود. در آوریل ۱۹۳۲ برونینگ فعالانه به هیندنبورگ در کمپین خود برای جلوگیری از رئیس‌جمهور شدن هیتلر و رسیدن دوباره خود هیندنبورگ به رئیس جمهوری آلمان یاری رساند، این کمپین موفق بود و هیندنبورگ دوباره به ریاست جمهوری آلمان انتخاب شد. با این حال ۵ هفته بعد در روز ۲۰ می ۱۹۳۲ برونینگ حمایت هیندنبورگ را از دست داد و از مقام صدارت عظمای آلمان استعفا کرد.

#### دوره پاپن

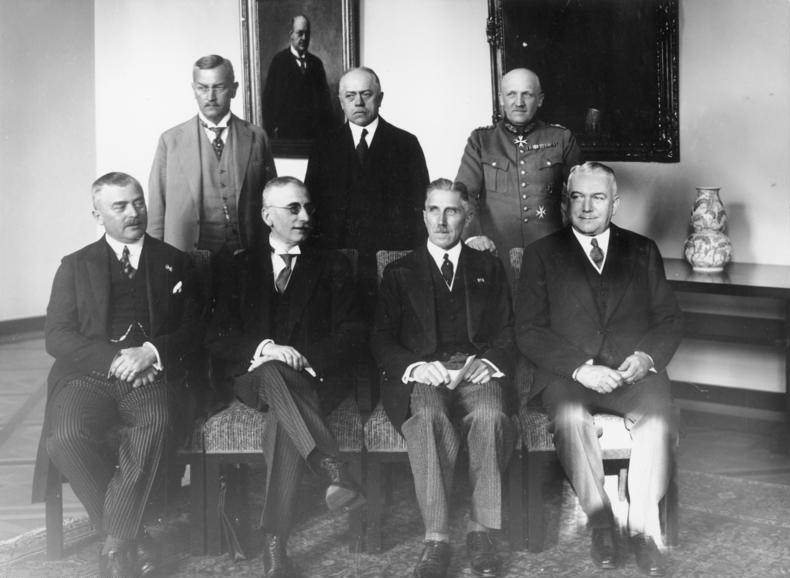
کابینه پاپن: ایستاده از چپ؛ فرانتس گورتنر وزیر دادگستری، وارمبولد وزیر اقتصاد، کورت فون شلایشر، وزیر رایشسور، نشسته از چپ: براون وزیر کشاورزی، گایل وزیر کشور، فرانتس فون پاپن، صدر اعظم، کنستانتین فون نویرات، وزیر خارجه

پس از کناره‌گیری برونینگ، فرانتس فون پاپن با حکم رئیس‌جمهور آلمان هیندنبورگ به مقام صدارت عظمای آلمان رسید و در اولین اقدام خود برای جلب حمایت هیتلر و حزب نازی ممنوعیت گروه شبه‌نظامی اس‌آ که شاخه نظامی حزب نازی بود را لغو کرد. او کورت فن اشلایشر را به‌عنوان وزیر رایشسور منصوب کرد و سایر اعضای کابینه را نیز از افرادی انتخاب کرد که از نظر فکری به هیندنبورگ نزدیک بودند. دولت پاپن انتظار داشت که با این اقدامات نظر هیتلر و نازی‌ها را نیز به خود نزدیک کند. با این وجود، طرفداران جمهوری هنوز آماده واکنش به این اقدامات نبودند و حزب کمونیست نیز قصد حمایت از جمهوری خواهان را نداشت. تمام این‌ها دست به دست هم دادند که هیتلر و هوگنبرگ را یک قدم دیگر به کسب قدرت نزدیک کنند.

#### انتخابات ژوئیه ۱۹۳۲
از آنجا که بیشتر احزاب با دولت پاپن همراهی نمی‌کردند، وی رایشس‌تاگ را منحل کرد و خواهان برگزاری انتخابات پارلمانی شد. انتخابات عمومی در ژوئیه ۱۹۳۲ برگزار شد و حزب نازی با ۳۷٪ آرا پیروزی بزرگی را به‌دست‌آورد و با کنار زدن حزب سوسیال دموکرات به بزرگ‌ترین حزب رایشستاگ تبدیل شد، با این حال هنوز تا رسیدن به اکثریت کرسی‌ها فاصله زیادی داشت. آرای کمونیست‌ها نیز نسبت به انتخابات ۱۹۳۰ اندکی افزایش پیدا کرد.

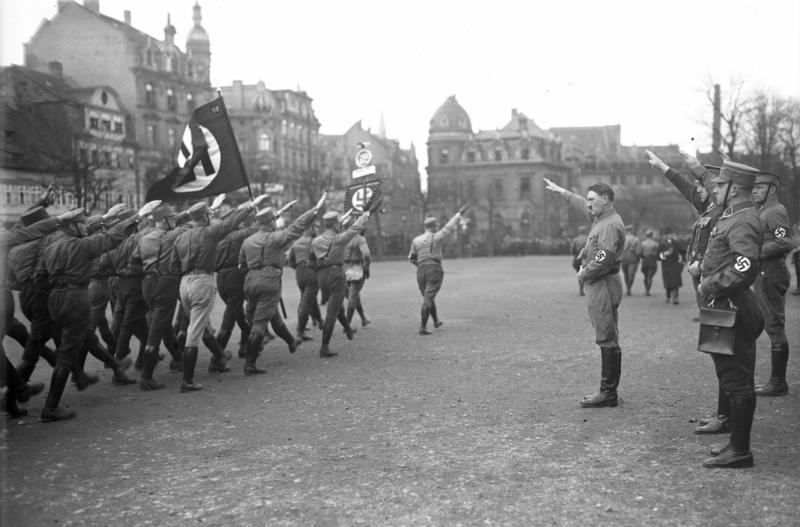
سان دیدن آدولف هیتلر از ناسیونال سوسیالیست‌ها در سال ۱۹۳۱ در براونشوایگ

سؤال اصلی بعد از این انتخابات چگونگی آرایش ائتلاف‌ها برای تشکیل دولت بود و حزب نازی به‌عنوان بزرگ‌ترین حزب در رایشستاگ چه نقشی در تشکیل دولت ایفا خواهد کرد. حزب نازی افزایش آرای خود را مدیون طبقه متوسط آلمان بود که از احزاب سنتی و دموکراتیک آلمان روی برگردانده بودند. در واقع میلیون‌ها طرفدار جدید حزب نازی خواهان چرخش این حزب به سیاست‌های چپ بودند. آنان بازسازی آلمان و تعریف جدید از این کشور را مطالبه می‌کردند. جناح چپ حزب نازی هم به هیچ وجه حاضر به همکاری با سرمایه‌دارهای محافظه‌کار و فئودال‌ها صاحب نفوذ در دولت پاپن نبودند. تمام این عوامل دست به دست هم داد که هیتلر حاضر به همکاری با پاپن برای تشکیل دولت و به‌دست آوردن یکی از وزارت‌خانه‌ها نشود و خود خواهان رسیدن به مقام صدارت عظمای آلمان باشد. درخواست هیتلر برای تشکیل دولت توسط خود و حزب نازی در روز ۱۳ اوت ۱۹۳۲ از سوی هیندنبورگ رد شد. در نتیجهٔ عدم موفقیت احزاب در تشکیل دولت جدید، رایشستاگ دوباره منحل شد تا انتخابات دیگری برای تشکیل دولتی پایدارتر برگزار شود.

#### کابینه اشلایشر
انتخابات جدید در روز ۶ نوامبر ۱۹۳۲ برگزار شد و حزب نازی با کاهش آرا نسبت به انتخابات ژوئیه، ۳۳ درصد آرا را به‌دست‌آورد. پاپن استعفا داد و ژنرال کورت فون اشلایشر صدراعظم آلمان شد. اشلایشر مدت‌ها در اردوگاه مخالفان جمهوری فعال بود. برنامه وی برای تشکیل دولت این بود که جناح‌های مختلف چپ کارگری از جمله جناح چپ حزب نازی به رهبری گرگور اشتراسر را با خود همراه سازد. تلاش‌های وی در نهایت به شکست انجامید.

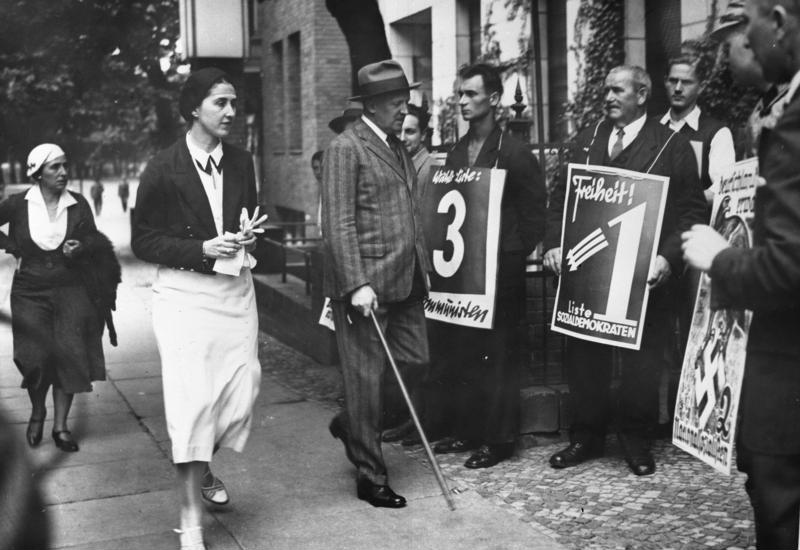
ژنرال کورت فون اشلایشر عازم مراکز رای‌دهی برای انتخابات رایشستاگ ۵ مارس ۱۹۳۳

در مدت کوتاه حکمرانی اشلایشر بر آلمان، وی نقش ژنرالی سوسیالیست را بر عهده داشت و سعی به جلب حمایت اتحادیه‌های کارگری مسیحی و جناح چپ حزب نازی داشت. او حتی با سوسیال دموکرات‌ها نیز وارد مذاکره شد. اشلایشر خود را برای تشکیل دولتی چپ‌گرا آماده می‌دید. با این وجود افسرای رایشسور به برنامه‌های چپگرایانه اشلایشر خوش‌بین نبودند، اتحادیه‌های کارگری کمونیستی هم به دولت وی اعتماد چندانی نداشت. سرمایه‌داران و ملاکین نیز طبیعتاً به برنامه‌های اشلایشر علاقه‌ای نشان ندادند. تمام این‌ها بدین معنا بود که اشلایشر برای جلب حمایت احزاب شکست خورده بود. حتی روابط نزدیک با فدراسیون تجاری آلمان نیز چیزی از شکست‌های اشلایشر کم نمی‌کرد؛ زیرا سوسیال دموکرات‌ها همچنان به او اعتمادی نداشتند. پاپن که مأمور به تصدی سفارت آلمان در پاریس شده بود، با درخواست هیندنبورگ در برلین ماند و شروع به برقراری تماس‌هایی با هیتلر کرد که شرایط برای تشکیل دولت ائتلافی با حزب نازی را بررسی کند. اشلایشر مذاکراتی با هیندنبورگ انجام داد که وی را متقاعد کند که مسیر نجات بن‌بست سیاسی در آلمان تنها از انحلال رایشستاگ و به تعویق انداختن انتخابات عمومی تا پاییز ۱۹۳۳ می‌گذرد. هیندنبورگ با این درخواست اشلایشر مخالفت کرد، همان‌طور که پیش از آن با درخواست هیتلر برای تشکیل دولت مخالفت کرده بود.

#### نازی‌ها به قدرت می‌رسند
هیتلر در روز ۳۰ ژانویه ۱۹۳۳ در خانه بانکدار اهل کلن، کورت فون شرودر با پاپن ملاقات کرد. در این جلسه اتو مایسنر وزیر کشور رئیس‌جمهوری و اسکار فون هیندنبورگ پسر رئیس‌جمهور نیز حضور داشتند. جلسه با محوریت چگونگی تشکیل دولت برگزار شد و شرکت‌کنندگان در نهایت با تشکیل یک دولت ائتلافی ملی‌گرا و راست‌گرا موافقت کردند. در این جلسه موافقت شد که هیتلر صدراعظم آلمان شود و دو وزارت‌خانه نیز به حزب نازی واگذار شود که در آن ویلهلم فریک وزارت کشور و هرمان گورینگ وزیر سیار شود. پاپن نیز با مقام معاونت صدراعظم و وزیر کشور پروس موافقت کرد. کمی بعدتر در آن روز اولین جلسه کابینه خودخوانده برگزار شد که در آن دو حزب حضور داشتند: حزب ناسیونال سوسیالیست کارگران (حزب نازی) به رهبری هیتلر و حزب خلق ملی آلمان به رهبری آلفرد هوگنبرگ که به ترتیب ۱۹۶ و ۵۶ کرسی رایشستاگ را در دست داشتند. هیتلر با چشم داشت به ۷۰ کرسی حزب کاتولیک مرکزی از خواسته‌های رهبر آنها برای اجرای قانون اساسی (به معنای حمایت حزبی) خودداری کرد و برنامه‌ریزی‌ها برای انحلال رایشستاگ را آغاز کرد. هیندنبورگ با وجود داشتن سوءظن نسبت به اهداف نازی‌ها و به‌خصوص شخص هیتلر، سرانجام با اکراه با پاپن به توافق رسید که حمایت عمومی از حزب نازی و رسیدن هیتلر به مقام صدارت عظمی تنها راه برای کنترل شخص هیتلر است. به همین دلیل او با تشکیل دولت جدید به رهبری هیتلر موافقت کرد. روز ۳۰ ژانویه که از سوی نازی‌ها روز تصاحب قدرت نام‌گذاری شد، تاریخ شروع دوره آلمان نازی به حساب می‌رود.

### پایان جمهوری وایمار

#### صدارت عظمای هیتلر (۱۹۳۳)

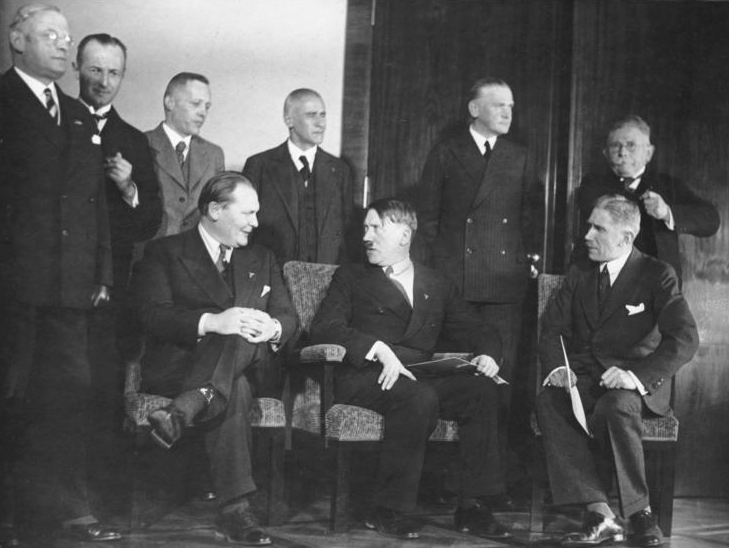
اولین کابینه هیتلر: نشسته از چپ: گورینگ، هیتلر، فون پاپن، ایستاده از چپ: فرانتس زلته، گرکه، فون کروسیک، ویلهلم فریک، ورنر فون بلومبرگ، آلفرد هوگنبرگ

هیتلر در صبح روز ۳۰ ژانویه ۱۹۳۳ عنوان صدراعظم آلمان سوگند یاد کرد، مراسمی که ناظران آن را کوتاه و بدون‌جذبه یاد کردند. در اوایل ماه فوریه، یک هفته پس از تصدی صدارت توسط هیتلر، دولت سختگیری‌هایی را نسبت به مخالفان آغاز کرد. تشکیل جلسه برای احزاب چپ ممنوع شد و حتی اعضای برخی از احزاب میانه‌رو مورد تهدید و تعرض قرار دادند. اقدامات فراقانونی هیتلر که با پوشش قانون انجام می‌شد در فوریه همان سال سرکوب حزب کمونیست آلمان را به دنبال داشت، اقداماتی که حتی دامنهٔ اعضای چپگرا و کمونیست رایشستاگ را هم گرفت. آتش‌سوزی ۲۷ فوریه ۱۹۳۳ بهانه خوبی برای هیتلر بود که کمونیست‌ها را در آن دخیل بداند. هیتلر وضعیت اضطراری اعلام کرد تا با استفاده از آن موافقت ریاست جمهور هیندنبورگ را برای صدور فرمان‌ها ضروری در مورد آتش‌سوزی رایشتاگ به‌دست‌آورد. فرمان رئیس‌جمهور به ماده ۴۸ قانون اساسی جمهوری وایمار مرتبط بود که در موارد اضطراری حمایت قانون از آزادی‌های مدنی را به‌طور نامحدود به حالت تعلیق درآورد. این فرمان سبب شد که هیتلر زمان و قدرت کافی برای پیگرد، دستگیری و کشتن کمونیست‌ها را داشته باشد. در ادامه، هیتلر و نازی‌ها تلاش فراوانی بعمل آوردند تا با استفاده از رسانه‌های دولتی بر افکار عمومی در آلمان برای انتخابات بعدی تأثیرگذار باشند. با این حال در انتخابات بعدی رایشستاگ که در ۵ مارس ۱۹۳۳ برگزار شد، حزب نازی حائز ۱۷ میلیون رای شد. رای‌های کمونیست، سوسیال دموکرات و کاتولیک‌های میانه نسبت به انتخابات قبلی تغییر نداشت. این آخرین انتخابات چند حزبی جمهوری وایمار و آخرین انتخابات چند حزبی تمام آلمان در ۵۷ سال پیش از آن بود. هیتلر با مخاطب قراردادن گروه‌های طرفدار خود، بر لزوم یافتن یک راه‌حل نهایی برای پایدار کردن وضعیت متزلزل سیاسی در جمهوری وایمار تأکید می‌کرد و به همین دلیل تمام مشکلات سیاسی را به کمونیست‌ها نسبت می‌داد. در روز ۳ مارس دولت آلمان ارنست تلمان رهبر حزب کمونیست آلمان را دستگیر کرد. اقدامات هیتلر تا حدی پیش رفته بود که هاینریش برونینگ صدراعظم سابق آلمان و رهبر حزب مرکزی آلمان از رئیس‌جمهور درخواست کرد که در مورد قضیه آتش‌سوزی رایشستاگ دوباره تحقیق شود. وی اعلام کرده بود که در برابر هر گونه تغییر قانون اساسی آلمان مخالفت خواهد کرد. برنامه هیتلر این بود که با غیرقانونی اعلام کردن احزاب مخالف، رایشستاگ را از نمایندگان مخالف خالی کرده و بتواند برنامه‌های خود را برای تغییر قانون اساسی با روندی به ظاهر قانونی به اجرا درآورد. به این ترتیب، سنگ‌بنای دیکتاتوری هیتلری در لوای قانون روی هم نهاده می‌شد. در ۱۵ مارس، اولین جلسه کابینه با حضور دو حزب ائتلافی برگزار شد: حزب نازی به رهبری هیتلر و حزب خلق ملی آلمان به رهبری آلفرد هوگنبرگ که روی هم ۳۴۰ کرسی از ۶۴۷ کرسی رایشستاگ را در دست داشتند. آنچه سال‌ها بعد در دادگاه‌های نورنبرگ اظهار شد، اولین دستور کار در این جلسه کابینه این بود که چگونه می‌توان قانونی را به تصویب رایشستاگ رساند که با آن تمام مظاهر جمهوریت در جمهوری وایمار را از آلمان بزداید. این قانون که با موفقیت تصویب شد و به قانون تفویض اختیارات ۱۹۳۳ مشهور شد، هیتلر و حزب نازی را به سمت هدف خود یعنی کسب قدرت نامحدود استبدادی در آلمان نزدیک‌تر می‌کرد.

#### جلسه کابینه هیتلر در میانه مارس ۱۹۳۳
در روز ۱۵ مارس ۱۹۳۳ کابینه هیتلر تشکیل جلسه داد و قانون تفویض اختیارات را به تصویب رساند که به دولت آلمان اختیار می‌داد بدون اطلاع رایشستاگ قوانین مورد نظر خود را به جریان بیندازد. تنها موضوع باقی‌مانده حمایت حزب مرکزی آلمان از این طرح بود. در صورتی که این حزب از طرح دولت آلمان پشتیبانی می‌کرد، حامیان این طرح به دو سوم نمایندگان رایشستاگ می‌رسید و هیتلر موفق می‌شد این طرح را به تصویب رایشستاگ برساند. هیتلر از جلب حمایت حزب مرکزی اطمینان داشت. هیتلر در واقع امید داشت که با همراهی حزب مرکزی، تصویب این طرح راحت‌تر خواهد بود، چرا که در غیر اینصورت می‌بایست برنامه حزب ملی خلق آلمان برای دستگیری اعضای حزب سوسیال دموکرات و به‌دست آوردن اکثریت پارلمانی از این طریق را دنبال می‌کرد. حتی با این وجود پیگردهای اعضای حزب سوسیال دموکرات ادامه یافت و ۲۶ عضو این حزب از رایشستاگ اخراج شدند. در آخرین نشست داخلی حزب مرکزی آلمان قبل از جلسه رایشستاگ در مورد قانون تفویض اختیارات، رهبر این حزب لودویگ کاس اظهارنظری له یا علیه طرح هیتلر ابراز نکرد. اما به منظور بررسی راهی برای مخالفت با دادن اختیارات فراپارلمانی بیشتر به دولت، طی نامه‌ای به هیتلر اعلام کرد که در صورت دادن ضمانت اجرای قانون اساسی توسط دولت، بلوک حزب مرکز در رایشستاگ به قانون تفویض اختیارات رای مثبت خواهد داد. کاس که از ۱۹۲۸ رهبر حزب مرکزی آلمان بود با وزیر خارجه واتیکان و همچنین پاپ پیوس دوازدهم رهبر واتیکان روابط نزدیکی داشت. او در واقع می‌توانست از روابط خود با واتیکان برای پیشبرد اتحاد آلمان و کلیسای کاتولیک و آنچه رایش کونکوردات (Reichskonkordat) نامیده می‌شد استفاده کند و این روابط تنها با وجود نازی‌ها امکان‌پذیر بود. لودویگ کاس به همراه پاپن دو تن از سیاستمداران آلمان بودند که در برپایی دیکتاتوری نازی نقش داشتند.

#### مذاکرات برای تصویب قانون تفویض اختیارات
در روز ۲۰ مارس ۱۹۳۳ مذاکرات پارلمانی برای تصویب قانون تفویض اختیارات بین هیتلر و ویلهلم فریک از یک سو و رهبران حزب مرکزی آلمان کاس، اشتگروالد و هاکلزبورگر از سوی دیگر آغاز شد. هدف مذاکرات دستیابی به توافقی دو جانبه بود که طی آن حزب مرکزی آلمان به نفع دولت در تصویب قانون تصویب اختیارات رای می‌داد. جلب حمایت این حزب به دلیل اکثریت شکننده نمایندگان حزب نازی در رایشستاگ لازم بود که برای تصویب باید حمایت دو سوم اعضای پارلمان را به‌دست می‌آورد. مذاکرات در روز ۲۲ مارس به پایان رسیدند؛ هیتلر قول داد که ساختار ایالت‌های آلمان را تغییر نخواهد داد، اعضای حزب مرکزی آلمان را از خدمت وظیفه عمومی معاف خواهد کرد و توافق کرد که از اختیارات جدید خود برای تغییر قانون اساسی استفاده نخواهد کرد. هیتلر همچنین قول داد که از مدارس کاتولیک در آلمان حمایت کند و عهدنامه‌های منعقد شده بین سریر مقدس واتیکان و ایالت‌های بایرن (۱۹۲۴)، پروس (۱۹۲۹) و بادن (۱۹۳۱) را به رسمیت بشناسد. هیتلر موافقت کرد که به این توافق در روز رای‌گیری برای قانون تصویب اختیارات در رایشستاگ اشاره کند.

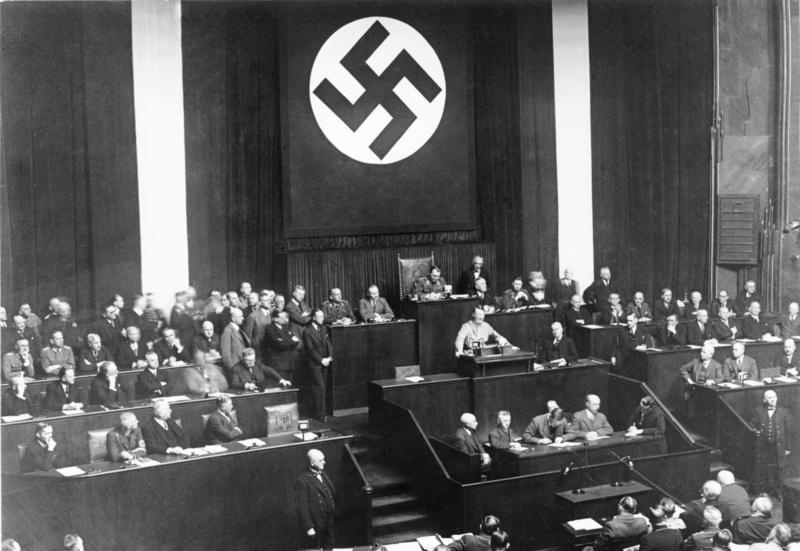
آدولف هیتلر در روز ۲۳ مارس در خانه اپرای کرول با اعضای رایشستاگ در مورد طرح تفویض اختیارات صحبت می‌کند. طرحی که از آن به شروع دیکتاتوری نازی یاد می‌شود.

مراسم تشریفاتی افتتاحیه رایشستاگ در روز ۲۴ مارس ۱۹۳۳ در کلیسای گاریسون در شهر پوتسدام در نزدیکی برلین با حضور سیاستمداران، بسیاری از زمین‌داران و نمایندگان ارتش رایش برگزار شد. هدف این مراسم (که توسط یوزف گوبلس برنامه‌ریزی شده بود)، نشان‌دادن پیوند مابین دولت آلمان و تاریخ امپراتوری آن و به نمایش گذاشتن نازیسم به عنوان ضامن بقای آینده آلمان بود. این مراسم همچنین برای متقاعد کردن فرماندهان ارتش و نظامیان به این امر بود که هیتلر به سنت‌های نظامی‌گری آلمان احترام خواهد گذاشت. چنین حمایتی در واقع زنگ بازگشت آلمان به محافظه‌کاری و فروریختن ستون‌های باقی‌مانده جمهوری وایمار بود. در این مراسم هیتلر در اقدامی سیاسی در مقابل ژنرال هیندنبورگ رئیس‌جمهور آلمان تعظیم کرد.

#### تصویب قانون در رایشستاگ
رایشستاگ در روز ۲۳ مارس تشکیل جلسه داد و هیتلر در آن با خونسردی سخنرانی غرایی ایراد کرد. هیتلر با ادای احترام به آیین‌های مسیحی به عنوان «عناصر اساسی برای حفاظت از روح مردم آلمان»، دورنمایی ایدئولوژیک از رابطه دولت خود و کلیسا را به نمایش گذاشت. او قول داد که به حقوق مسیحیان و مذهبیون احترام بگذارد و اعلام کرد که «هدف دولت وی رسیدن به توافقی صلح‌آمیز بین کلیسا و حکومت» است و امیدوار است که «روابط دوستانه آنها را با سریر مقدس تداوم بخشد». این سخنرانی در واقع بازتاب دهنده نگرانی‌های حزب مرکزی بود و به نظر می‌آمد که کاس در نگارش متن سخنرانی هیتلر تأثیرگذار بوده باشد. پیش از این در ماه مه ۱۹۳۲ کاس تمایلات کلیسای مقدس برای استفاده از هیتلر به‌عنوان سنگری در مقابل پوچ‌گرایی و خداناباوری ترویج شده توسط اتحاد شوروی را منعکس کرده بود.
هیتلر در سخنرانی خود خاطرنشان کرد که اختیارات جدیدش خطری برای رایشستاگ یا رایشسرات نخواهد بود و همچنین وی به ساختار ایالت‌های آلمان تغییری وارد نخواهد کرد. در وقت استراحت، اعضای سایز احزاب رایشستاگ به‌ویژه حزب مرکز با همدیگر به تبادل نظر پرداختند.
هنگامی که مناظره‌های قبل از رای‌گیری در جریان بود، هیتلر گروه‌های شبه‌نظامی وابسته به خود را به خیابان‌ها فرستاده بود تا از طریق ایجاد رعب و وحشت نمایندگان مخالف را با خود همراه سازد. ۸۱ کرسی متعلق به کمونیست‌ها از زمان آتش‌سوزی رایشستاگ خالی مانده بود و آرای مخالف آن‌ها در رای‌گیری به حساب آورده نمی‌شد. تنها حزب مخالف این طرح در رایشستاگ، حزب سوسیال دموکرات بود که تعداد کرسی‌های آنان نیز با از ۱۲۰ کرسی به زیر ۱۰۰ کرسی تقلیل یافته بود. اتو ولز رهبر حزب سوسیال دموکرات تنها سخنران حامی دموکراسی آلمان بود که در یک تلاش شجاعانه اما در عمل بیهوده، تلاش هیتلر برای تبدیل دموکراسی آلمان به نظامی دیکتاتوری را تقبیح کرد و حمایت دو سوم پارلمان از طرح هیتلر را مهمل شمرد. بعد از سخنرانی ولز، هیتلر دیگر قادر نبود که تظاهر به خونسردی کند. هیتلر در پاسخ به ولز با لحنی که به سخنرانی‌های خود قبل از صحبت‌های اتو ولز شباهت نداشت، تظاهر به خونسردی را کنار گذاشت و با تهدید سوسیال دموکرات‌ها اعلام کرد که تمام کمونیست‌ها را نابود خواهد کرد. وی اعلام کرد که به رای موافق سوسیال دموکرات‌ها احتیاجی ندارد و فریادکنان گفت که «آلمان آزاد خواهد شد، اما نه از طریق شما». در همین حال به کاس اعلام شد که تضمین داده شده توسط هیتلر به حزب مرکزی آلمان در حال تایپ است و کاس متقاعد که حزبش در رای‌گیری به طرح تفویض اختیارات رای مساعد بدهد. رای‌گیری انجام شد و این قانون با نام «قانون رفع پریشانی از مردم و رایش» با ۴۴۱ رای مثبت در مقابل ۹۴ رای منفی به تصویب رایشستاگ رسید. تمام احزاب بزرگ و کوچک رایشستاگ غیر از حزب سوسیال دموکرات به این طرح رای مثبت دادند و این قانون از روز بعد از آن ۲۴ مارس ۱۹۳۳ اجرایی شد.

#### عواقب
قانون تفویض اختیارات عملاً پایان دموکراسی جمهوری وایمار و شروع دوره آلمان نازی بود. این قانون دولت آلمان را قادر می‌ساخت که بدون اطلاع رایشستاگ یا رئیس‌جمهور، قانون‌گزاری کند یا قوانینی مغایر با قانون اساسی را به اجرا درآورد. قبل از انتخابات مارس ۱۹۳۳، هیتلر رئیس‌جمهور هیندنبورگ را متقاعد کرده بود که با استفاده از ماده ۴۸ قانون اساسی جمهوری وایمار که به رئیس‌جمهور اختیارات اضطراری اعلا می‌کرد، فرمان‌های مقتضی در مورد آتش‌سوزی رایشستاگ را ابلاغ کند. قانون تفویض اختیارات نیز به دولت اجازه می‌داد قوانینی در مورد «حقوق مطبوعات، آزادی سازماندهی تجمعات، حریم خصوصی ارتباطات پستی، تلگرافی و تلفنی» و احکام بازرسی قانونی و مصادره اموال «فراتر از محدودیت‌های قانونی غیر از موارد استثنا» وضع کند. این هدف برای جلوگیری از هرگونه اقدام کمونیستها علیه دولت بود.
پس از آن، نازی‌ها افراد وابسته به خود را وارد دستگاه‌های دولتی کردند که به Gleichschaltung (به معنای هماهنگی) مشهور شد. قانون اساسی ۱۹۱۹ جمهوری وایمار هیچگاه رسماً ملغی نشد، اما با وجود قانون تفویض اختیارات عملاً قانونی مرده به حساب می‌آمد.

## دلایل سقوط
دلایل سقوط جمهوری وایمار موضوعی‌ست که هنوز محل بحث است. جمهوری وایمار از ابتدا محل مناقشه گروه‌های رادیکال چپ و راست بود و حتی میانه‌روها نیز علاقه‌ای به آن نداشتند. شرایطی که از آن با «دموکراسی بدون دموکرات» یاد می‌شود. آلمان تا آن زمان دموکراسی را تجربه نکرده بود و دموکراسی جمهوری وایمار نیز سرشار از هرج و مرج بود. بسیار از سیاستمداران به‌خصوص سلطنت‌طلبان، انقلاب آلمان را بخاطر خنجر از پشت انقلابیون به موجودیت آلمان (Dolchstoß) شایسته سرزنش می‌دانستند و دلیل برای خاتمه جنگ و پذیرش آتش‌بس متفقین نمی‌دیدند. مشروعیت عمومی دولت وایمار در عمر کوتاه خود چندان زیاد نبود و همین مشروعیت اندک از سال ۱۹۳۰ که دولت‌های مختلف با احکام اضطراری مطابق ماده ۴۸ قانون اساسی جمهوری وایمار به قدرت می‌رسیدند نیز خدشه‌دار شد و رای‌دهندگان را به سوی احزاب افراطی سوق داد. با این وجود، دلایل شکست جمهوری وایمار را می‌توان مشکلات اقتصادی، مشکلات ساختاری و نقش افراد مختلف در این شکست دانست

### دلایل اقتصادی
جمهوری وایمار دارای مشکلات جدی اقتصادی بود که هر دموکراسی غربی در طول تاریخ تجربه کرده است. ابر تورم، بیکاری گسترده و افت شدید سطح زندگی از عمده‌ترین مشکلات اقتصادی آلمان در دوره جمهوری وایمار بودند. از ۱۹۲۳ تا ۱۹۲۹، یک دوره کوتاه بهبود وضعیت اقتصادی اتفاق افتاد، اما رکود بزرگ دهه ۱۹۳۰ که رکودی جهانی بود تأثیر فراوانی روی اقتصاد آلمان گذاشت، به‌خصوص اینکه آلمان وابستگی زیادی به وام‌های گرفته شده از بانک‌های آمریکایی داشت. در سال ۱۹۲۶، حدود ۲ میلیون آلمانی بیکار بودند که در سال ۱۹۳۲ به حدود ۶ میلیون نفر رسید. بسیاری از افراد جمهوری وایمار را مقصر این مشکلات دانستند. این امر هنگامی آشکار شد که احزاب سیاسی هم در جناح راست و هم در جناح چپ با جمهوری وایمار از اساس مخالف بودند. جمهوری وایمار به شدت تحت تأثیر رکود بزرگ قرار گرفت. رکود اقتصادی منجر به افزایش تقاضاها از آلمان برای بازپرداخت بدهی‌های خود به ایالات متحده شد. از آنجا که آلمان در آن دوره اقتصادی شکننده داشت، رکود اقتصادی تیشه به ریشه این دموکراسی زد و باعث سوق داده شدن مردم به حزب نازی و ملی‌گراها شد. بیشتر آلمانی‌ها فکر می‌کردند که پیمان ورسای معاهده‌ای تحقیرآمیز برای آلمان است زیرا باعث جدا شدن مناطقی حاصلخیز و سرشار از منابعی در شرق و غرب آلمان می‌شود و همچنین آلمان را مجبور به پرداخت غرامت هنگفت به فاتحان جنگ می‌کند. غرامت‌های جنگی که آلمان مجبور به پرداخت‌شان شده بود رقم سرسام‌آوری بود؛ این در حالی بود که آلمان در کل تنها بخشی از آنها را پرداخت کرد. با این حال، جبران خسارت‌های جنگی باعث کاهش رتبه اعتباری آلمان می‌شد که پرداخت وام‌های خارجی به این کشور را دشوار می‌ساخت و دولت وایمار را مجبور به تأمین کسری بودجه خود با چاپ ارز بیشتر می‌کرد که افزایش نرخ تورم را دربرداشت. در ابتدای سال ۱۹۲۰، یک دلار آمریکا با ۵۰ مارک آلمان برابر بود. در پایان سال ۱۹۲۳، یک دلار آمریکا معادل ۴٬۲۰۰٬۰۰۰٬۰۰۰٬۰۰۰٬۰۰۰ مارک بود. هارولد جیمز، مورخ در دانشگاه پرینستون معتقد است که رابطه آشکاری بین انحطاط اقتصادی و روی آوردن شهروندان به سیاست‌مدارهای افراطی وجود دارد.

### دلایل ساختاری
اعتقاد عمومی بر این است که قانون اساسی ۱۹۱۹ دارای نقاط ضعف متعددی بود و احتمالاً در هر صورت به دیکتاتوری می‌انجامید، اما مشخص نیست که آیا قانون اساسی دیگری می‌توانست مانع ظهور حزب نازی شود یا نه. با این حال، قانون اساسی آلمان غربی (قانون اساسی جمهوری فدرال آلمان) در سال ۱۹۴۹ پاسخی به این پرسش است.
- نهاد رئیس‌جمهور رایش غالباً به عنوان «جانشین امپراتور» در نظر گرفته می‌شد و در واقع تلاشی از سوی قانون‌گزاران جمهوری وایمار برای برای کنترل حزب صاحب قدرت بود. اگر «نظم و امنیت عمومی به‌طور جدی به هم می‌خورد یا به خطر می‌افتاد» اصل ۴۸ قانون اساسی به رئیس‌جمهور این اختیار را می‌داد تا «تمام اقدامات لازم را انجام دهد». اگرچه این ماده به عنوان یک بند اضطراری در نظر گرفته شده بود، اما در سال‌های ۱۹۳۰ تا ۱۹۳۳ برای صدور احکام صدراعظم‌های مختلف بدون دخالت پارلمان از آن استفاده شد.
- در قانون اساسی جمهوری وایمار ذکر شده بود که قانونی غیر منطبق بر قانون اساسی وقتی می‌تواند اجرایی شود که دو سوم اکثریت رایشستاگ به آن رای دهند. در واقع رای دو سوم اکثریت رایشستاگ برای تغییر قانون اساسی لازم بودند که به این نوع از قوانین، قوانین نقض کننده قانون اساسی می‌گفتند. قانون تفویض اختیارات ۱۹۳۳ به همین شکل به تصویب رسید. این در حالیست که قانون جمهوری فدرال آلمان در سال ۱۹۴۹ تغییر حقوق اساسی و ساختار فدرال کشور را ممنوع اعلام کرده است.
- استفاده از نظام نمایندگی تناسبی و عدم وجود حداقل درصد آرا برای ورود به پارلمان به معنای این بود که هر حزب با اندکی حمایت مردمی می‌توانست وارد رایشستاگ شود. این نوع از نظام انتخاباتی باعث می‌شد که تعداد بسیار زیادی از احزاب کوچک که بسیاری از آنان احزاب افراطی بدون پشتوانه بزرگ مردمی بودند وارد رایشستاگ شوند و تشکیل دولت ائتلافی دشوار شود و دولت‌ها نیز اکثراً ناپادار باشند. برای مقابله با این مشکل، بوندستاگ در جمهوری فدرال آلمان یک حد آستانه ۵٪ را برای هر حزب برای کسب کرسی پارلمانی در نظر گرفت.

رایشستاگ می‌توانست صدراعظم را عزل کند، حتی اگر جانشینی برای او از طرف حزب معرفی نشده بود. این رای عدم اعتماد عملاً باعث می‌شد که در مواردی همانند ۱۹۳۲ هیچ دولتی نمی‌توانست در زمانی که رایشستاگ تشکیل جلسه می‌داد سر کار باقی بماند. قانون اساسی ۱۹۴۹ آلمان این مشکل را با قانون رای اعتماد سازنده حل کرد، به این معنی که نمی‌توان وزیر یا صدراعظمی را عزل کرد، مگر آنکه همزمان جانشینش انتخاب شود.

### نقش افراد خاص
سیاست‌های ریاضت اقتصادی برونینگ از سال ۱۹۳۰ تا ۱۹۳۲ مورد بحث و جدل زیادی قرار گرفته است. برنامه‌های اقتصادی او دولت آلمان را به‌شدت از نظر اقتصادی به سمت سیاست‌های محافظه‌کارانه برد. اینکه آیا گزینه‌های دیگری به‌جای این سیاست در دوران رکود بزرگ وجود داشتند یا خیر، همچنان محل مناقشه است. اما به هر حال این سیاست‌ها چندان خشنودی مردم آلمان را در پی نداشتند. پاول فون هیندنبورگ در سال ۱۹۲۵ به مقام رئیس‌جمهور رایش رسید. او که از سلطنت‌طلب‌ها و ارتشی‌های سابق بود در عمل علاقه چندانی به جمهوری نداشت، اما در بیشتر موارد او در حیطه قانون اساسی عمل می‌کرد. با این حال در سال ۱۹۳۳ با توصیه پسرش و سایر نزدیکان، هیتلر را به مقام صدارت عظمای آلمان منصوب کرد و به این ترتیب جمهوری وایمار به پایان رسید. علاوه بر این با مرگ هیندنبورگ در سال ۱۹۳۴، آخرین مانع هیتلر برای به دست گرفتن قدرت مطلق در آلمان از بین رفت.

## حکومت و جامعه

### ساختار سیاسی

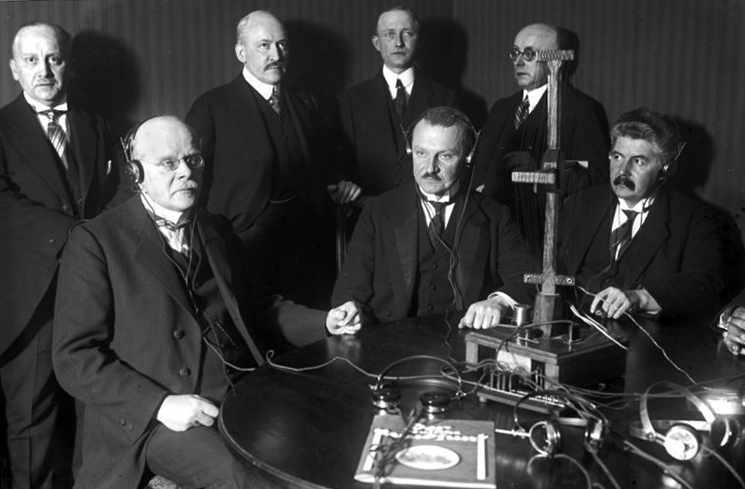
پخش پیام کریسمس ویلهلم مارکس از رادیو، دسامبر ۱۹۲۳. مارکس طولانی‌ترین دوره صدارت عظمای آلمان را در جمهوری وایمار عهده‌دار بود

برخلاف دوره قیصری، از سال ۱۹۱۷ به بعد کابینه دولت‌ها در دوره جمهوری وایمار دوام چندانی نداشتند و ائتلاف‌ها عمدتاً ناپایدار بودند. اندک دولت‌هایی در این دوره اکثریت رایشستاگ را در دست داشتند و توانستند دولت‌های باثبات تشکیل دهند.
- حزب سوسیال دموکرات آلمان (SPD) که سوسیالیست‌های دموکراسی‌خواه را در کنار هم جمع می‌کرد. با این حال این حزب در مواردی دچار انشعاب می‌شد. همانند حزب سوسیال دموکرات مستقل (Unabhängige Sozialdemokratische Partei Deutschlands یا USPD) که از اعضای جدا شده جناح چپ حزب سوسیال دموکرات تشکیل می‌شد.
- حزب میانه شهروندی یا آنطور که نامیده می‌شد حزب مرکزی آلمان حزبی با گرایش‌های کاتولیک بود.
- حزب دموکرات آلمان (DDP) که حزبی با مرام لیبرال بود.

یک ائتلاف عادی در جمهوری وایمار یک دولت اقلیت از ائتلاف حزب دموکرات و حزب مرکزی آلمان و حزب راست لیبرال خلق آلمانی بود. از آن‌جایی که به تصویب رساندن قوانین برای یک دولت اقلیت دشوار بود، ائتلاف حزب مرکزی و حزب دموکرات آلمان دست به اقدام‌های زیر می‌زدند:
- طرح‌های قابل قبول برای حزب‌های سوسیال دموکرات یا حزب راستگرای کارگران ناسیونالیست ارائه کنند.
- احزاب اپوزیسیون را هم در ائتلاف وارد کنند و به این ترتیب حداقل در تئوری دارای اکثریت شوند. (ائتلاف با سوسیال دموکرات‌ها: ۱۹۲۳، ۱۹۲۸–۳۰، ائتلاف با حزب کارگران ناسیونالیست ۱۹۲۵، ۱۹۲۷–۲۸)
- با قوانین تفویض اختیارات طرح‌های خود را بدون تصویب رایشستاگ به پیش ببرند. (در دوره فریدریش ابرت و سپس از مارس ۱۹۳۳).
- با حکم وضعیت اضطراری رئیس‌جمهور حکومت کنند. همانند دوره هاینریش برونینگ که به‌جای استفاده از ماده ۴۸ قانون اساسی وایمار با قانون وضعیت اضطراری به صدارت عظمای آلمان رسید. با این حال برونینگ به حمایت حزب سوسیال دموکرات احتیاج داشت که با رای رایشستاگ باعث لغو حکم وضعیت اضطراری نشود.

### قانون اساسی جمهوری وایمار
پس از انتخابات مجلس مؤسسان در ۱۹ ژانویه ۱۹۱۹، این مجلس برای اولین بار در ۶ فوریه همان سال در تئاتر ملی وایمار تشکیل جلسه داد. از آنجایی که برلین همچنان درگیر ناامنی بود و مکان امنی برای تشکیل جلسه به حساب نمی‌آمد، وایمار به محل برگزاری اولین جلسه مجلس مؤسسان تبدیل شد. وظیفه اصلی این مجلس طرح‌ریزی قانون اساسی آلمان با یک نظم جدید و دموکراتیک بود. هوگو پرویس فعال سیاسی لیبرال چپ که بعداً به سمت وزیر داخله آلمان انتخاب شد نوشتن قانون اساسی را به عهده گرفت. پیش‌تر، در طول جنگ جهانی اول او پیشنهاد اصلاح قانون اساسی رایش را ارائه کرده بود و مخالف دولتی استبدادی و نظام سلطنتی و یک طرفدار سرسخت دموکراسی به‌شمار می‌رفت. وی در تشریح پیش‌نویس قانون اساسی نوشت: این اصل برای نخستین بار در تاریخ آلمان تحقق می‌یابد. قدرت حکومت در دست مردم است و این ایده قانون اساسی جمهوری آلمان است. این پیش‌نویس بحث‌های داغی را در بین گروه‌های سیاسی مختلف آلمان ایجاد کرد، چون نقطه عطف این قانون اساسی سقوط نظام سلطنتی و تشکیل جمهوری بود. از این گذشته، قانون اساسی جدید دارای روحی دموکراتیک بود ولی از نظر برخی از گروه‌ها، قانونی سازش‌کار بود که با آرمان‌های انقلاب در تضاد بود. با این حال قانون اساسی وایمار به جای پرداختن به یک دیدگاه سیاسی، سعی در کنار هم نهادن افراد با «متنوع‌ترین دیدگاه‌ها و عقاید سیاسی، اجتماعی و مذهبی» بود. اگرچه ویژگی سازش در قانون اساسی جدید آلمان تفسیر آن را کمی دشوار می‌کرد، اما هنجارهای جدید را در دموکراسی نوبنیاد آلمان نهادینه می‌کرد که حتی سال‌ها بعد از آن ناسیونال سوسیالیست‌ها را از کنار نهادن کامل این قانون اساسی برحذر داشت. با تصویب قانون اساسی جدید و حقوق اساسی و اجتماعی لیبرالی که در بطن آن گذاشته شد، حکومت آلمان از مشروطه سلطنتی به دموکراسی پارلمانی تبدیل شد. به‌طور کلی قوانین در سطح فدرال توسط رایشستاگ تصویب می‌شد که انتخابات آن هر چهار سال یکبار برگزار می‌شد. رایشستاگ دارای این قدرت بود که صدراعظم و وزرا را با رای عدم اطمینان برکنار کند. مقام صدراعظم رایش غیر از رایشستاگ تحت قدرت رئیس‌جمهور رایش نیز بود که قدرت انتصاب یا برکناری صدراعظم را داشت. رئیس‌جمهور رایش قدرتی برابر با قیصر داشت و از آن در ادبیات سیاسی آلمان در آن دوره با جانشین امپراتور یاد می‌شد. انتخابات ریاست جمهوری هر هفت سال یک‌بار برگزار می‌شد. رئیس‌جمهور در هماهنگی با صدراعظم می‌توانست وضعیت اضطراری اعلام کند و حتی قوانینی را بدون تصویب رایشستاگ به اجرا درآورد. در این مورد مخالفت رایشستاگ اقدامی چندان مؤثر نبود؛ زیرا رئیس‌جمهور رایش حق انحلال پارلمان را نیز داشت. قانون اساسی وایمار بر اساس قانون‌گرایی بنا نهاده شده بود؛ به این معنی که دست رایشستاگ را برای تغییر قانون اساسی (بر اساس ماده ۷۶) بازگذاشته بود و هیچ‌گونه مانع اساسی در مقابل آن قرار نداده بود. گرهارد آنشوتس مفسر قانون اساسی در این مورد اظهار کرده بود:
در روش قانون‌گزاری که توسط ماده ۷۶ قانون اساسی تفسیر می‌شود می‌توان هر گونه تغییری در قانون اساسی ایجاد کرد؛ از جمله ملاحظات حقوقی در ماهیت کل ایالات فدرال رایش آلمان، تغییر روابط بین دولت رایش و ایالات، شکل حکومت رایش و ایالات (جمهوری، پارلمانی، قوانین همه‌پرسی) و سایر مسائل مربوط به حقوق اساسی. قدرت تغییر قانون اساسی که در ماده ۷۶ به اکثریت رایشستاگ داده شده از لحاظ عینی نامحدود است.
در تاریخ ۳۱ ژوئیه ۱۹۱۹، قانون اساسی وایمار سرانجام توسط مجلس مؤسسان تصویب و توسط فردریش ابرت رئیس‌جمهور رایش، در ۱۱ اوت در شوارتسبورگ تأیید شد. به مناسبت گرامیداشت «روز تولد دموکراسی» در آلمان این روز در تقویم به عنوان یک جشن ملی تعیین شد.

### احزاب
بیشتر احزابی که در دوره جمهوری وایمار فعالیت می‌کردند، در دوره قیصری نیز وجود داشتند و بعضی از این احزاب صرفاً نام خود را تغییر داده بودند. برخلاف تصور عموم تعداد احزاب در جمهوری وایمار تغییر چندانی نسبت به دوره قیصری نداشت، به‌طور متوسط در هر دوره رایشستاگ در زمان امپراتوری ۱۳/۸ حزب و در جمهوری وایمار ۱۴/۴ حزب فعالیت داشتند. به عنوان مثال، دیگر هیچ احزابی از لهستانی‌ها، دانمارکی‌ها و آلزاسی‌ها در رایشستاگ وجود نداشت، اما یک حزب منطقه‌ای از هانوفر، یک یا دو حزب باواریایی و احزاب منشعب از طبقه متوسط مانند حزب اقتصاد به‌وجود آمدند.
در زمان قیصری، احزاب از طریق قانونگذاری در رایشستاگ تأثیر زیادی در سیاست به‌دست آوردند. اما در دوره وایمار آنها همچنین می‌بایستی قادر به تشکیل دولت‌های ائتلافی (و معرفی نامزدهای ریاست جمهوری) می‌شدند. البته در دوره قیصری احزاب قادر به تشکیل دولت نبودند و قیصر صدراعظم و دولت را انتخاب می‌کرد. احزاب فعال در آلمان در دوره جمهوری وایمار از جناح چپ به راست این به این ترتیب بودند:
- حزب کمونیست آلمان (KPD)، از سال ۱۹۱۸
- حزب سوسیال دموکرات مستقل آلمان (USPD) تا ۱۹۳۱
- حزب سوسیال دموکرات آلمان (SPD)
- حزب دموکرات آلمان (DDP)
- حزب مرکزی آلمان
- حزب خلق بایرن (BVP)
- حزب خلق آلمان (DVP)
- حزب خلق ملی آلمان (DNVP)
- حزب ناسیونال سوسیالیست کارگران آلمان (NSDAP)

احزاب کوچک دیگری نیز در رایشستاگ حضور داشتند:
- لیگ کشاورزان بایرن (BB)
- حزب دهقانان و کشاورزان ملی مسیحی (CNBL)
- حزب طبقه متوسط رایش آلمانی (یا حزب اقتصاد Wirtschaftspartei)
- حزب رایش برای حقوق شهروندی و رونق اقتصادی (VRP)
- حزب مردمی آزادی آلمان (DVFP)
- زمین آزاد، پول آزاد، اقتصاد آزاد (FFF)
- خدمات اجتماعی مردم مسیحی (CSVD)

### رئیس‌جمهور رایش

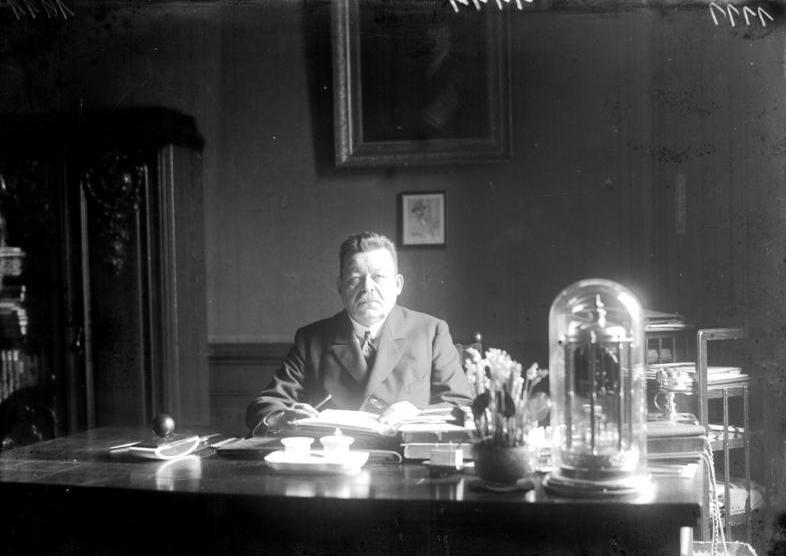
فریدریش ابرت، اولین رئیس‌جمهور رایش از ۱۹۱۹ تا ۱۹۲۵

فریدریش ابرت رهبر حزب سوسیال دموکرات آلمان اولین رئیس‌جمهور رایش بود که توسط مجلس مؤسسان به این مقام برگزیده شد و از ۱۹۱۹ تا ۱۹۲۵ در قدرت بود. اولین انتخابات برای تعیین رئیس‌جمهور رایش در سال ۱۹۲۵ برگزار شد که در آن پاول فون هیندنبورگ به این مقام برگزیده شد. هیندنبورگ بار دوم در سال ۱۹۳۲ به مقام ریاست جمهوری رایش رسید، اما در سال ۱۹۳۴ درگذشت. بعد از درگذشت هیندنبورگ، آدولف هیتلر خود را پیشوای آلمان (Führer) و صدراعظم رایش نامید و با برگزاری همه‌پرسی، به این عنوان خود رسمیت بخشید. با برچیدن مقام ریاست جمهوری، هیتلر قدرت مطلق را در آلمان به‌دست گرفت، چون تمایلی نداشت که رئیس‌جمهور رایش را در مافوق تصمیمات خود ببیند.

### صدراعظم رایش
در دوره آلمان قیصری، صدراعظم به هیچ حزبی تعلق نداشت و توسط قیصر به این مقام برگزیده می‌شد تا اینکه در سال ۱۹۱۷ قیصر ویلهلم دوم رهبر حزب مرکزی آلمان را به مقام صدارت عظمای امپراتوری منصوب کرد. از زمان اعلام جمهوری در نوامبر ۱۹۱۸ تا انتخابات ۱۹۲۹ رایشستاگ، همه صدراعظم‌های رایش به حزب سوسیال دموکرات تعلق داشتند. از سال ۱۹۲۰ تا ۱۹۳۲ بجز چند مورد استثنا، صدراعظم به حزب مرکزی آلمان تعلق داشت. از سال ۱۹۳۰ تا ۱۹۳۳ به دلیل بحران اقتصادی، رئیس‌جمهور خود انتصاب صدراعظم‌ها را از افراد مستقل به عهده داشت. با به قدرت رسیدن هیتلر در انتخابات ۳۰ ژانویه ۱۹۳۳، جمهوری وایمار به پایان رسید.

### نظام اداری و قضایی
بعد از انقلاب در آلمان، نه در نظام اداری و نه در ارتش و قوه قضاییه هیچ تغییری صورت نگرفت. کلیه کارمندان دستگاه‌های اجرایی شامل عفو عمومی شده بودند و از حقوق سابق خود برخوردار بودند. قضات دادگستری حتی با وجود اطلاعات از این امر که امکان برکناری‌شان وجود ندارد مورد حمایت بیشتری قرار گرفتند. کارمندان دولت و ارتش در دوره قیصری عمدتاً دیدگاه‌های ملی‌گرایانه و سلطنت‌طلبانه داشتند و به همین جهت بعد از انقلاب نیز محافظه‌کارانی راستگرا شدند. خواسته احزاب چپ برای انتخاب قضات توسط مردم عملی نشد، زیرا دولت قصد سیاسی ساختن نهادهای قضایی را نداشت. چیزی که مانع اصلی دولت برای تصفیه در دستگاه‌های اداری می‌شد، نیاز به کارمندانی آموزش دیده بود، به‌خصوص در دوره‌ای که سربازان به کشور بازمی‌گشتند و ساماندهی آنان نیازمند دستگاه خدماتی قوی و منظمی بود. احزاب طبقه متوسط نیز از وجود کارمندان دولتی راستگرا استقبال می‌کردند، چرا که آنان را عاملی برای جلوگیری از انقلاب سوسیالیستی در آینده می‌دیدند. با این وجود، احکام صادر شده از نظام دادگستری آلمان در جمهوری وایمار به‌شدت بودند. این را می‌توان در احکام صادر شده بعد از کودتای کاپ یا تشکیل جمهوری شوروی بایرن به وضوح مشاهده کرد. در حالی که به متهمان راستگرا احکامی بسیار ضعیف و در بسیاری موارد با تبرئه داده می‌شد، چپ‌گرایان با احکامی سنگین مواجه می‌شدند. نظام قضایی وایمار چشم خود را به روی بسیاری از جنایات راستگرایان می‌بست و این سطح از چشم‌پوشی تا دستگاه‌های اداری نیز می‌رسید. پاول یورنس که قاضی نظامی (و بعدها وکیل دولتی) در دادگاه قتل رهبران حزب کمونیست کارل لیبکنشت و رزا لوکزامبورگ بود، شواهد مهمی از قتل را نادیده گرفت و حتی مانع تحقیقات بیشتر در مورد جنایت می‌شد. گوستاو نوسکه وزیر رایشسور از حزب سوسیال دموکرات نیز در جریان تحقیقات مربوط به قتل رهبران حزب کمونیست آلمان سنگ‌اندازی می‌کرد. در جریان صدور احکام، فقط بعضی از متهمان احکام سبکی همانند زندان‌های کوتاه مدت یا جریمه نقدی دریافت کردند که بسیاری از این مجازات نیز به حالت تعلیق درآمدند. 

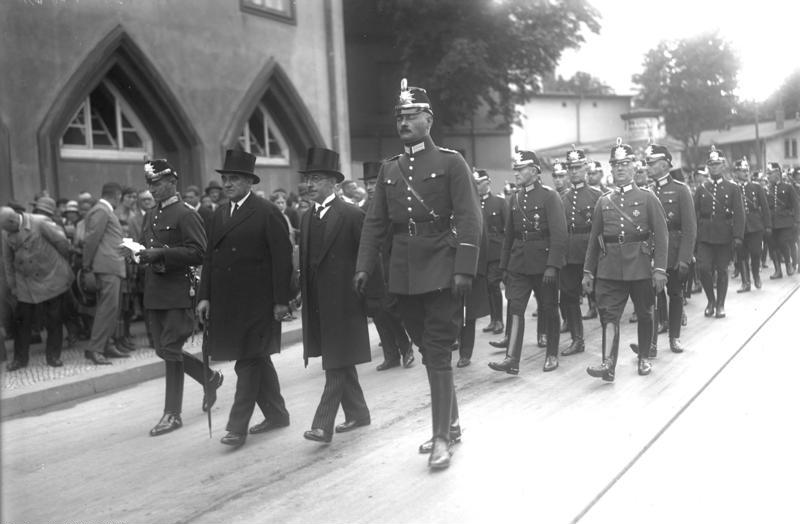
رژه سوگواری برای پلیس‌های به قتل رسیده در برلین در سال ۱۹۳۱. نفر دوم از سمت راست: معاون رئیس پلیس برلین، برنهارد وایس

این چشم‌پوشی نظام دادگستری بر جنایات راستگراها نه تنها توسط راست‌گراها تشویق می‌شد، بلکه رسانه‌های میانه‌رو نیز از آن حمایت می‌کردند. دموکرات‌ها در دولت وایمار تا حدی به‌طور سیستماتیک تحقیر می‌شدند. فریدریش ابرت اولین رئیس‌جمهور رایش، تا زمان مرگ خود در سال ۱۹۲۵ بیش از ۱۷۰ شکایت برای توهین و افترا به ثبت رساند. مشهورترین شکایت ابرت از این دست، شکایت مربوط به دادگاه ماگدبورگ در سال ۱۹۲۴ بود که دادگاه به‌طور بدوی سردبیر یک روزنامه محلی را به اتهام توهین محکوم شناخت، اما دادگاه منطقه‌ای ماگدبورگ در حکمی بی‌ارتباط اعلام کرد که ابرت در جریان مربوط به اعتصاب ژانویه ۱۹۱۸ مرتکب جرم شده است. برنارد وایس معاون رئیس پلیس برلین که از معدود مقاماتی بود که مرتباً برضد نقص قانون توسط شبه‌نظامیان اس‌آ هیتلر اقدام می‌کرد توسط مطبوعات نازی به‌عنوان نمادی از نفوذ یهودیان در دستگاه پلیس مورد اتهام و بدنامی قرار می‌گرفت، بدون اینکه در دادخواهی‌های خود علیه نازی‌ها به موفقیتی دست یابد. نهاد دادگستری نقش مهمی در پایان جمهوری وایمار داشت. دادگاه هیتلر پس از کودتا که مدارک علیه وی به اتهام توطئه علیه کشور را بررسی می‌کرد، با سنگ‌اندازی و مانع توسط تبلیغات سوء مواجه شد. هیتلر بعد از کوتاه مدتی کوتاه را در زندان گذراند و خیلی زود آزاد شد. حکم اخراج وی از آلمان نیز نقض شد. دلایلی که برای عدم اخراج وی از آلمان آورده می‌شد این بود که «در مورد شخصی که به اندازه هیتلر آلمانی فکر می‌کند و احساس می‌کند [. ..] ماده [...] قانون حمایت از جمهوری [...] قابل استفاده نیست». فریدریش ابرت، رئیس‌جمهور رایش، در فوریه ۱۹۲۵ در اثر عفونت آپاندیسی درگذشت، که به دلیل صدور کیفرخواست خیانت نتوانسته بود آن را به موقع درمان کند. دادگاه دیگری نیز روزنامه‌نگاران والتر کرایزر و کارل فون اوسیتزکی را به ۱۸ ماه زندان محکوم کرد، چون این دو روزنامه‌نگار تحقیقات خود را روی تسلیحات مخفی رایشسور معطوف کرده بودند.

### نیروی نظامی
ماده ۱۶۰ عهدنامه ورسای، قدرت نظامی آلمان بعد از جنگ را تعیین کرده بود. تعداد نفرات نیروی زمینی به ۱۰۰ هزار و نیروی دریایی به ۱۵ هزار نفر محدود شد. رایشسور حق داشتن نیروهای هوایی، تانک، توپخانه سنگین، زیردریایی و کشتی‌های جنگی را نداشت. در همان زمان، ستاد کل ارتش، آکادمی‌های نظامی و مدارس نظامی نیز منحل شدند.

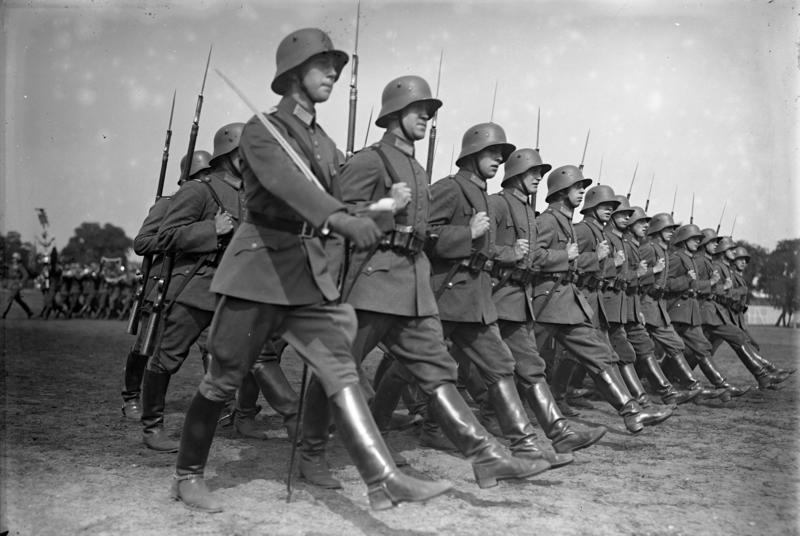
رژه نظامی رایشسور در سال ۱۹۳۰

سربازان رایشسور بعد از تشکیل جمهوری به قانون اساسی وایمار سوگند یاد کردند. فرمانده کل قوا رئیس‌جمهور رایش بود، در حالی که وزیر رایشسور اختیارات خود را روی ارتش اعمال می‌کرد. فرماندهی نظامی اما در دست رئیس فرماندهی ارتش یا فرماندهی نیروی دریایی بود. از این رو یک دوگانگی بین مرجع مدنی و مرجع فرماندهی نظامی شکل گرفت که قرار بود به محل اختلاف دوباره برای جمهوری تبدیل شود. در حالی که اتو گسلر وزیر رایشسور در طول دوره مسئولیت خود به کارهای سیاسی و اداری مربوط به ارتش اکتفا می‌کرد، رئیس فرماندهی ارتش، هانس فون زیکت موفق شد تا حد زیادی رایشسور را از کنترل رایشستاگ خارج کند. در زمان فرماندهی زیکت، رایشسور به «دولتی درون دولت» تبدیل شد. رایشسور در این زمان نسبت به قانون اساسی بیشتر به یک ایده انتزاعی متعهد بود و به احزاب چپ کاملاً بی‌اعتماد بود. در زمان کودتای کاپ در سال ۱۹۲۰، زیکت از کمک به دولت بر ضد کودتاگران امتناع ورزید، اما کمی بعد خیزش کمونیستی ارتش سرخ منطقه رور را به‌شدت سرکوب کرد. رایشسور در زمان فرماندهی زیکت یک گروه شبه‌نظامی مخفی را با نام رایشسور سیاه سازماندهی کرد. در همان زمان استراتژی‌های نظامی جدید برای توسعه سلاح‌های مدرن توسط رایشسور بکار گرفته شدند. به عنوان مثال رایشسور همکاری‌های گسترده نظامی را با شوروی و ارتش سرخ آغاز کرد که به تربیت خلبانان نیروی هوایی در لیپتسک انجامید. بعد از کنار رفتن زیکت، کورت فون اشلایشر با هدف جلب حمایت عمومی از پروژه‌های نظامی و بازسازی رایشسور برای جنگ‌های احتمالی آینده، فرماندهی آن را بر عهده گرفت. در دوران ریاست جمهوری هیندنبورگ، رایشسور نفوذ سیاسی فزاینده‌ای یافت و گاهی در ترکیب سیاسی دولت نیز دخالت می‌کرد و در تبدیل جمهوری وایمار به دیکتاتوری نظامی هیتلری نقشی تعیین‌کننده ایفا کرد.

### تقسیمات کشوری
تا قبل از جنگ جهانی اول آلمان از ۲۲ شاهزاده‌نشین، سه دولت‌شهر آزاد به همراه قلمرو پادشاهی آلزاس لورین تشکیل شده بود. پس از بروز انقلاب و فروپاشی رژیم سلطنتی در آلمان، تمام شاهزاده‌نشین‌های آلمان نیز به جمهوری تبدیل شدند و ایالت‌های آزاد نام گرفتند.
|                                                       | \| ایالت \| ایالت \| پایتخت \| \| ----------------------------------------------------- \| --------------------------------------------------------------------------------- \| ----------- \| \| ایالت‌های آزاد(Freistaaten) \| \| \| \| \| آنهالت \| دسائو \| \| \| بادن \| کارلسروهه \| \| \| بایرن \| مونیخ \| \| \| برانشوایگ \| برانشوایگ \| \| \| کوبورگ – به بایرن در سال ۱۹۲۰ پیوست \| کوبورگ \| \| \| هسن \| دارمشتات \| \| \| لیپه \| دتمولد \| \| \| مکلنبورگ - شورین \| شورین \| \| \| مکلنبورگ - اشترلیتس \| نوی‌اشترلیتس \| \| \| اولدنبورگ \| اولدنبورگ \| \| \| پروس (پرویسن) \| برلین \| \| \| زاکسن \| درسدن \| \| \| شاومبورگ - لیپه \| بوکه‌بورگ \| \| \| تورینگن (از ۱۹۲۰) \| وایمار \| \| \| والدک پیرمونت – به پروس (پیرمونت در سال ۱۹۲۱ و والدک در سال ۱۹۲۹ به پروس پیوستند) \| آرولزن \| \| \| وورتمبرگ \| اشتوتگارت \| \| شهرهای آزاد و هانزه‌ای (Freie und Hansestädte) \| \| \| \| \| برمن \| \| \| \| هامبورگ \| \| \| \| لوبک \| \| \| ایالت‌هایی که در سال ۱۹۲۰ با هم تورینگن را تشکیل دادند \| \| \| \| \| زاکسن-کوبورگ و گوتا \| گوتا \| \| \| رویس \| گرا \| \| \| زاکسن-آلتنبورگ \| آلتنبورگ \| \| \| زاکسن-ممینگن \| ممینگن \| \| \| زاکسن-وایمار-آیزناخ \| وایمار \| \| \| شوارتسبورگ-رودولشتات \| رودولشتات \| \| \| شوارتسبورگ-زوندرزهاوزن \| زوندرزهاوزن \| |             |
| ایالت                                                 | ایالت | پایتخت      |
| ایالت‌های آزاد(Freistaaten)                            | |             |
|                                                       | آنهالت | دسائو       |
|                                                       | بادن | کارلسروهه   |
|                                                       | بایرن | مونیخ       |
|                                                       | برانشوایگ | برانشوایگ   |
|                                                       | کوبورگ – به بایرن در سال ۱۹۲۰ پیوست | کوبورگ      |
|                                                       | هسن | دارمشتات    |
|                                                       | لیپه | دتمولد      |
|                                                       | مکلنبورگ - شورین | شورین       |
|                                                       | مکلنبورگ - اشترلیتس | نوی‌اشترلیتس |
|                                                       | اولدنبورگ | اولدنبورگ   |
|                                                       | پروس (پرویسن) | برلین       |
|                                                       | زاکسن | درسدن       |
|                                                       | شاومبورگ - لیپه | بوکه‌بورگ    |
|                                                       | تورینگن (از ۱۹۲۰) | وایمار      |
|                                                       | والدک پیرمونت – به پروس (پیرمونت در سال ۱۹۲۱ و والدک در سال ۱۹۲۹ به پروس پیوستند) | آرولزن      |
|                                                       | وورتمبرگ | اشتوتگارت   |
| شهرهای آزاد و هانزه‌ای (Freie und Hansestädte)         | |             |
|                                                       | برمن |             |
|                                                       | هامبورگ |             |
|                                                       | لوبک |             |
| ایالت‌هایی که در سال ۱۹۲۰ با هم تورینگن را تشکیل دادند | |             |
|                                                       | زاکسن-کوبورگ و گوتا | گوتا        |
|                                                       | رویس | گرا         |
|                                                       | زاکسن-آلتنبورگ | آلتنبورگ    |
|                                                       | زاکسن-ممینگن | ممینگن      |
|                                                       | زاکسن-وایمار-آیزناخ | وایمار      |
|                                                       | شوارتسبورگ-رودولشتات | رودولشتات   |
|                                                       | شوارتسبورگ-زوندرزهاوزن | زوندرزهاوزن |

ساختار ایالت‌های آزاد با قدرت گرفتن نازی‌ها به تدریج منحل شد. تا پایان سال ۱۹۳۳، مکلنبورگ-استرلیتز با مکلنبورگ-شورین ادغام شد و مکلنبورگ متحد را تشکیل داد. در آوریل ۱۹۳۷، دولت لوبک طبق قانون هامبورگ بزرگ به‌طور رسمی جزئی از ایالت پروس شد، این تصمیم ظاهراً ناشی از بیزاری شخصی هیتلر از این شهر بود. ایالات باقیمانده در پایان جنگ جهانی دوم به‌طور رسمی توسط متفقین منحل و درنهایت در ایالات آلمان مدرن سازماندهی مجدد شدند. به‌طور رسمی، مستعمرات آلمان تا زمان لازم الاجرا شدن معاهده ورسای در ژانویه ۱۹۲۰ همچنان در دست دولت آلمان بودند. احیای مستعمرات سیاست رسمی دولت باقی ماند و در دولت جمهوری وایمار (ابتدا به عنوان یک اداره مرکزی مستعمرات در وزارت بازسازی رایش و سپس به عنوان یک بخش سیاست مستعمرات در وزارت امور خارجه) تداوم پیدا کرد. اما در عمل تمام سرزمینهای خارج از آلمان در پایان جنگ در سال ۱۹۱۸ توسط قدرتهای پیروز در جنگ کنترل می‌شد و پس از انعقاد صلح تحت جامعه ملل قرار گرفتند.

### ویژگی‌های جمعیتی
با پایان جنگ و شروع دوران جمهوری وایمار شکاف‌های قابل توجه در توازن جنسیتی در آلمان بروز کردند: ۲٫۴ میلیون سرباز کشته شده و ۲٫۷ میلیون معلول جسمی در گروه سنی ۲۰ تا ۵۰ ساله که کمی پس از جنگ جان خود را از دست دادند باعث افزایش توازن جنسیتی به سمت زنان شد و همزمان کاهش شدید نرخ زاد و ولد را در آلمان در پی داشت. همچنین کاهش قلمرو و جدا شدن بخش‌های بزرگی از مناطق اشغالی توسط متفقین نیز باعث کاهش ۵/۷ میلیون نفر از جمعیت آلمان شد.

#### تغییر در جایگاه زنان
با برقراری جمهوری وایمار زنان حق رای به‌دست آوردند و همزمان حق کاندیداتوری در انتخابات نیز به‌دست آوردند. در انتخابات مجلس مؤسسان ۷۸٪ زنان واجد شرایط در انتخابات شرکت کردند و ۹/۶٪ نمایندگان انتخاب شده نیز از زنان بودند. با این وجود حتی در دهه ۲۰ هم تعداد زنان نماینده رایشستاگ بسیار کم بود و زنان به ندرت به مقامات بالای حزبی می‌رسیدند.
به دلیل تغییر ساختاری در اقتصاد پس از جنگ در آلمان، تعداد مشاغل در بخش کشاورزی کاهش پیدا کرد، این در حالی بود که بخش خدمات افزایش یافت و به یک سوم کل مشاغل رسید. بیش از یک سوم زنان در سال ۱۹۲۵ شاغل بودند. پیشنهادهای مربوط به مشاغل زنان عمدتاً در بخش خدمات در حال افزایش بود: در مدیریت دولتی، مدارس و در سیستم مراقبت‌های بهداشتی و در بخش خصوصی. بسیاری از زنان هم به عنوان دستیار فروش یا ماشین‌نویس در ادارات مشغول به کار شدند. به گفته هانس-اولریش وهلر، نسبت زنان در سمت‌های حقوق بگیر و کارمند دولت خیلی زود از مردان پیش افتاد. با این وجود، زنان عموماً کارهایی با درآمدهایی پایین را انجام می‌دادند و حتی در کارهای مشابه با مردان، دستمزد کمتری از مردان دریافت می‌کردند. در دوره رکود بزرگ، بر اساس قانون سال ۱۹۳۲، کارفرما می‌توانست در صورت لزوم زن‌هایی که حقوق بیشتری دریافت می‌کردند را اخراج کند.

#### شرایط سخت برای جوانان

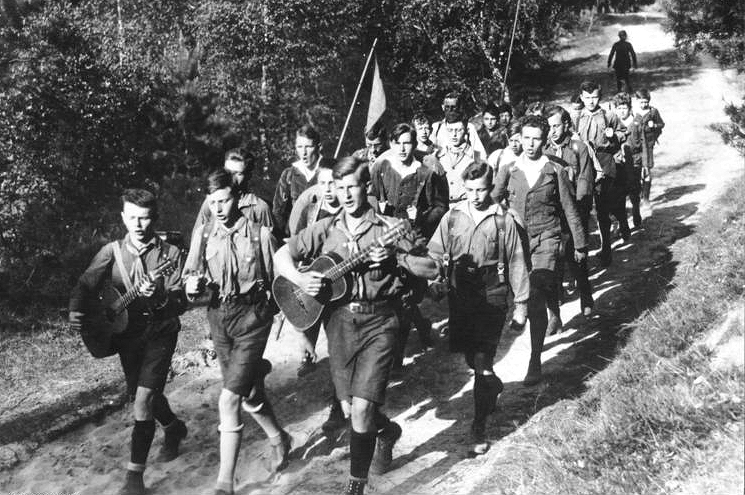
گروه جوانان واندرفوگل (پرنده‌های سرگردان) در سال ۱۹۳۰

ضایعه از دست دادن پدران در جنگ برای بسیاری از نوجوانان آلمانی و همچنین تورم افسارگسیخته که خانواده‌ها را با مشکلات مالی فراوان روبرو می‌ساخت، پیامدهایی برای جوانان آلمانی دوره وایمار داشت. در سال‌های بعد از جنگ، فقدان والدین باعث از میان رفتن اقتدار سنتی درون‌خانوادگی می‌شد و تبعات آن در هنجارهای جدید که برای جامعه جوانان آلمانی شکل می‌گرفت انعکاس می‌یافت. یکی از جنبش‌های جوانان با الهام از این وضعیت دنیای بزرگسالان نابالغ (verknöcherten Erwachsenenwelt) نام گرفت. تقریباً نیمی از ۹ میلیون جوان آلمانی عضو یکی از باشگاه‌های جوانان بودند. باشگاه‌های ورزشی با ۱/۶ میلیون عضو و انجمن‌های کلیسا با ۱/۲ میلیون عضو بیشترین تعداد اعضا را داشتند. سپس بنر جوانان با ۷۰۰ هزار عضو، جوانان کارگر با ۳۶۸ هزار عضو و لیگ جوانان با ۵۱ هراز عضو پرطرفدارترین باشگاه‌های جوانان بودند که برخی از آنان در تغییر سبک زندگی و دگرگونی هنجارهای جنسی جوانان آلمانی نقش داشتند. سبک زندگی آمریکایی به عنوان الگویی جدید برای جوانان پسر و دختر آلمانی به‌طور هیجان‌انگیزی جذاب بود، از طرفی برخی از انجمن‌های محافظه‌کار از قبیل لیگ جوانان این سبک زندگی را تقبیح می‌کردند و آن را غیر آلمانی می‌نامیدند.
در دوره رکود بزرگ، جوانان اولین گروهی بودند که از کار بیکار شدند و بیکاری گسترده به آنان آسیب رساند. دانشگاهیان جوان نیز از تداوم حرفه خود ناامید شده بودند. این بحران به مرور باعث رادیکالیزاسیون فرهنگی و اجتماعی در قشر جوانان آلمانی در اواخر دوره جمهوری وایمار می‌شد. به‌خصوص که آکادمیست‌های جوان خود را در حال جنگ با سالخوردگان حاکم می‌دیدند که نمی‌توانستند جایی برای جوانان در درون جمهوری وایمار پیدا کنند.

#### وضعیت یهودیان
یهودی‌ستیزی در آلمان قیصری بیداد می‌کرد و شخص قیصر نیز از آن حمایت می‌کرد. پروپاگاندای ضد یهودیان در آن زمان از سمت گروه‌هایی همانند اتحادیه پان‌ژرمن تبلیغ می‌شد که آن را جنگ نهایی بین یهودیان و آریایی‌ها می‌نامیدند و بعد از شکست آلمان در جنگ جهانی اول، یهودیان را مسبب شکست دانسته و آنان را به خنجر از پشت علیه آلمان متهم می‌کردند. موج یهودی‌ستیزی که در زمستان ۱۹۱۸–۱۹۱۹ به اوج خود رسیده بود بعد از استقرار جمهوری وایمار و پایدار شدن وضعیت اقتصادی آن تا حدی فروکش کرد. با این‌حال از سال ۱۹۳۰ و شروع رکود بزرگ، پیکان اتهام دوباره به سمت یهودیان نشانه رفت.

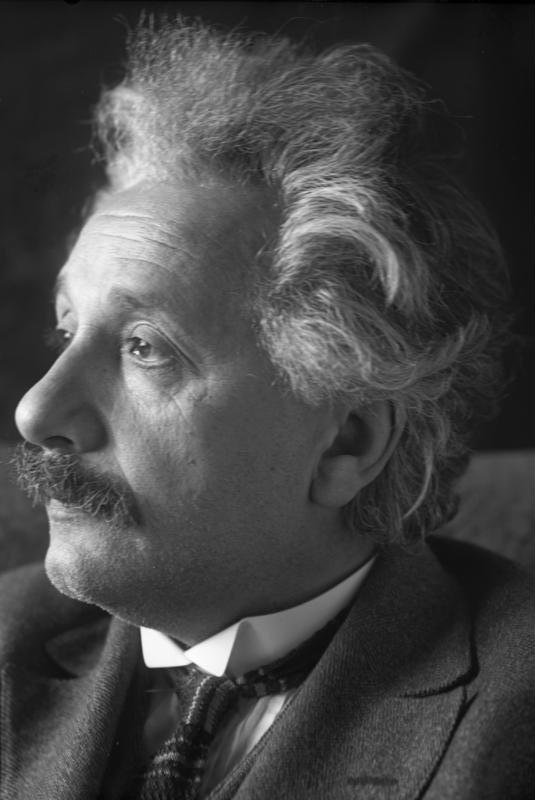
آلبرت اینشتین، فیزیکدان یهودی در سال ۱۹۳۰

جمعیت یهودیان آلمان در سال ۱۹۲۵ حدود ۵۶۴ هزار نفر بود که ۰/۹٪ از جمعیت آلمان را تشکیل می‌دادند. هشتاد درصد از این جمعیت یهودیان آلمانی بودند که چندین نسل در آلمان زندگی می‌کردند و ۱۰۸ هزار نفر هم از مهاجران یهودی از کشورهای اروپای شرقی بودند. یهودیان در آن زمان کسب و کارهای متعلق به خود را داشتند؛ تعداد زیادی از آنان در تجارت، بانکداری و مشاغلی از این قبیل فعالیت می‌کردند که با میانگین کسب و کار تفاوت زیادی داشت. یهودیان شاغل در صنعت و کشاورزی چندان زیاد نبودند. جمهوری وایمار دوره شکوفایی جامعه یهودیان آلمان بود زیرا موانع رسمی و غیررسمی که مانع فعالیت یهودیان در امور اداری یا در دانشگاهی در دوره قیصری می‌شد، طبق قانون اساسی وایمار برداشته شدند و روند ادغام یهودیان در آلمان که از قرن نوزدهم شروع شده بود از اوایل دهه ۱۹۲۰ شدت گرفت. با این‌حال بسیاری از یهودیان نیز به جنبش‌های صهیونیستی پیوستند یا به اسرائیل مهاجرت کردند. موفقیت جامعه یهودی در آلمان را می‌توان آنجا دید که از ۹ برنده جایزه نوبل از آلمان در آن دوره ۵ نفر یهودی بودند: آلبرت اینشتین، جیمز فرانک، گوستاو هرتس، اوتو میرهوف و اتو واربورگ. ۵۵ درصد یهودیان در آلمان در دوره وایمار در شهرها زندگی می‌کردند که یک سوم از این تعداد ساکن برلین بودند. برلین و یهودیانش شاید عمده‌ترین دلیل خشم محافظه‌کاران آلمانی از جمهوری وایمار بود. لودویگ توما نویسنده آلمانی از ایالت بایرن در سال ۱۹۲۰ در روزنامه میسباخر آنتسایگر نوشت: «برلین آلمانی نیست. چیزی خلاف آن است.» بیشترین نفرت یهودی‌ستیزها بر ضد یهودیان مهاجر از کشورهای شرقی بود که ظاهر و لهجه‌ای متفاوت داشتند و آنان را "یهودیان قباپوش در مقابل یهودیان کراواتی (یهودیان آلمانی)" (Kaftanjuden versus Krawattenjuden) می‌نامیدند. محله شوینن‌فیرتل در برلین که محل زندگی بسیاری از یهودیان کم‌بضاعت بود در سال ۱۹۲۳ محل وقوع جنایات یهودی‌ستیزها بود که سرانجام با یک عملیات گسترده پلیس متوقف شد. از نظر تاریخ‌دان آلمانی هانس اولریش وهلر، یهودی‌ستیزی یکی از معیارهای عضویت در حزب ناسیونال سوسیالیست کارگران در کنار تعهد به رهبر حزب و ملی‌گرایی افراطی بود. حتی بدون به صدارت رسیدن هیتلر باز هم جمهوری وایمار نمی‌توانست راه‌حلی برای مسئله یهودی‌ستیزی پیدا کند. وی در کتاب تاریخ جامعه آلمان می‌نویسد: «چقدر فاجعه‌بار بود که یک ضدسامی نفرت‌انگیز با بی پروای دولت را به دست گرفت و آماده استفاده از ابزارهای آن برای تحقق آرمانشهر خود شد؛ یعنی یک امپراتوری [مبتنی بر] نژادپرستی عاری از یهودیان.»

## فرهنگ و هنر
فرایند مدرن شدن فرهنگ در آلمان یا به عبارتی آمریکایی‌شدن آن، بیشتر مختص جوامع شهری در آلمان در دهه ۲۰ بود تا یک روند هدایت شده در جمهوری وایمار. و با این وجود باز هم مقاومت‌هایی برضد این روند وجود داشت که می‌خواست از آلمانی‌زدایی جلوگیری کند. برلین دهه ۲۰ کانون توسعه فرهنگی در آلمان بود که در آن زمان سومین شهر بزرگ دنیا با چهار میلیون نفر جمعیت بود و «به عنوان یک شهر برای سینما، تئاتر، روزنامه و ورزش شناخته می‌شد. حتی بسیاری از افراد برلین را پایتخت فرهنگی دنیا در دوره بین جنگ به‌شمار می‌آوردند.»
با این حال آنچه که از آن با فرهنگ و هنر دوره وایمار یاد می‌شود در زمانی پیش از آن شروع به شکل‌گیری کرده بود. این روند بخشی از مدرنیته در هنر بود که از اواخر قرن نوزدهم شروع شده بود و از دهه ۱۹۲۰ گسترش و توسعه یافت. هنینگ کوهلر معتقد بود در تثبیت گرایش‌های نوآورانه در فرهنگ که از دوره قبل از جنگ شروع شده بود دو عامل در آلمان قیصری مؤثر بود: شوک ناشی از جنگ که باعث شکستن سنت‌ها می‌شد و آزادی عمل یهودیان که توانستند به‌طور بالقوه هنرمند یا خریدار آثار هنری باشند. از آنجا که آلمان در آن دوره از یک سو محل آزمودن هنر آوانگارد و از سوی دیگر محل شدیدترین واکنش‌ها به نوآوری هنری بود، از دیدگاه والتر لاکوئر «جالب‌ترین کشور اروپایی» به‌شمار می‌رفت. به اعتقاد هاگن شولتسه استاد تاریخ در دانشگاه کلن، دهه بیست «از یک باروری فکری بی‌سابقه برخوردار بود و این باروری حاصل احساس عدم اطمینان، روان رنجور و خستگی گسترده‌ای بود که زندگی فکری و سیاسی مردم آلمان در دوران پس از جنگ را فرا گرفته و مردم را وادار می‌ساخت به‌طور خستگی‌ناپذیری دنبال نقاط ارشمیدسی بگردند که می‌توانستند از آن نقاط کل زمان حال را از گوشه‌های آن کنار بزنند.» توسعه فرهنگی و سیاسی در آلمان در بین سال‌های ۱۹۱۸ تا ۱۹۳۳ شامل نمونه‌هایی کاملاً عینی است: تجربه جنگ جهانی اول و انقلاب، هنرمندان اکسپرسیونیست را با نقطه‌نظرهای آرمان‌شهری درگیر کرد؛ جنبش‌های انقلابی و درگیری‌های حاصل از آن، جنبش‌های آزادی‌خواه را با توده‌ها پیوند داد، پیام‌های پرولتری در نقاشی‌های ترحم‌برانگیز اتو دیکس از کارگران و تصاویر هولناک از روسپیان نهفته بود، کارهای گرافیکی کته کولویتس با مادران داغدار، کودکان گرسنه و قربانیان جنگ و استثمارگران سرمایه‌دار نیز دارای جذابیت سیاسی بود.
در کنار این، در مرحله تثبیت نسبی جمهوری وایمار، عینیت مدرن در هنر نقشی برجسته داشت و دلیل آن جستجویی برای مکان دنیای آرمانی در دنیای واقعی بود. آخرین مرحله جمهوری از سال‌های ۱۹۲۹ و ۱۹۳۰ به بعد که تا حدی با رئالیسم انتقادی اجتماعی نیز همراه بود، همانند سیاست نقطه عطفی بود که منجر به رادیکالیزاسیون و در عین حال فروپاشی در هنر و فرهنگ شد. پیتر هورس تاریخدان در دانشگاه وورتسبورگ میراث مدرنیته فرهنگی متفاوت در آلمان وایماری را بسیار جذاب و در عین حال مبهم می‌داند که «آنچنان سریع ظاهر و به‌طور ناخوشایندی مستقر شد که بسیاری از هنرمندان آماده نبودند تا نیازهای مشتری‌های بلندپرواز خود را ارضا کنند».

### مدرنیته در زمان گذار
در عصر روز ۹ نوامبر ۱۹۱۸ که تشکیل جمهوری آلمان اعلام شد، شورایی از هنرمندان اکسپرسیونیست با نام «شورای روشنفکران» در ساختمان رایشتاگ تشکیل شد و پیش از همه چیز خواستار ملی‌سازی تمام تئاترها در آلمان شدند. در ۳ دسامبر ۱۹۱۸ گروهی با نام گروه نوامبر با حضور ماکس پشتاین و سزار کلاین تشکیل شد که خود را شورای هنری می‌خواندند و ادعا می‌کردند که در تمام موضوعات سیاسی مربوط به هنر تأثیراتی قاطع دارد. این گروه محبوبیت زیادی پیدا کرد، به عنوان مثال از معماران پیتر بهرنس، والتر گروپیوس و لودویگ میس فن در روهه، از نقاشان لودویگ میدنر، واسیلی کاندینسکی و لیونل فاینینگر یا هنرمندانی مانند گئورگه گروس، کنراد فلیکسمولر و اوتو دیکس در این گروه حضور داشتند. با این حال این گروه از نظر ایده‌های سیاسی، اجتماعی، فردی و برنامه‌های هنری بیش از حد ناهمگون بود تا بتواند تأثیر قابل توجهی داشته باشد. همین اتفاق نیز برای شورای کاری برای هنر (Arbeitsrat für Kunst) افتاد، که تلاش می‌کرد همه هنرمندان را در یک کارگروه متحد کند. علاوه بر اعضای گروه نوامبر، برونو تاوت، اریش هکل، کارل اشمیت-روتلوف، امیل نولده و تعدادی دیگر از هنرمندان آلمانی به عضویت این شورا درآمدند. علاوه بر اکسپرسیونیسم که همچنان در ژانرهای هنری تأثیرگذار بود، مرحله اول جمهوری، زمینه لازم برای پیشرفت برخی دیگر از سبک‌های آوانگارد مانند کوبیسم، آینده گرایی، ناب گرایی، واقع گرایی و ساخت گرایی را فراهم کرد. دادائیسم که در سال ۱۹۱۶ در زوریخ پدید آمد نیز در اوایل جمهوری وایمار تأثیرات تکان دهنده‌ای بر هنر در آلمان داشت و تمام فضای هنری پیش از آن در برلین را زیر سؤال می‌برد که در آن در آن به جای دنبال کردن فضای هنری رایج، تمرکز بیشتر در عکاسی، ماشین آلات و اتفاقات سیاسی بود. برای مثال، مسابقه‌ای بین چرخ خیاطی (با کارگردانی گئورگه گروس) و ماشین تحریر (با کارگردانی والتر مهرینگ) برگزار شد. «دادائیست‌ها با ماسکهای گروتسک، لباس نظامی و عینک‌های تک‌چشم، بر اسبهای چوبی سوار شدند و بر روی صلیب‌های بزرگ آهنی‌شان جمجمه‌های کاغذی قرار داده بودند». به مناسبت اولین نمایشگاه بین‌المللی دادا در برلین در سال ۱۹۲۰ کلاژ عکس، برچسب، پوستر جوک و عروسک‌های پر شده در پیش زمینه طراحی شدند و جورج گروز و جان هارتفیلد در مراسم افتتاحیه اعلام کردند «هنر مرده است. زنده باد هنر جدید ماشینی تاتلین». (Die Kunst ist tot. Es lebe die neue Maschinenkunst Tatlins) (کلاژ رائول هاوسمان با نام تاتلین در خانه مردی را نشان می‌داد که در جمجمه‌اش ماشینی قرار داشت). دولت جمهوری وایمار در آن زمان با خرید آثار هنری معاصر برای گالری ملی، از جمله کارهای امپرسیونیستی از لئو فون کونیش، ارنست اوپلر یا اولریش هوبنر و همچنین آثار اکسپرسیونیستی توسط فرانتس هکندورف یا یوزف اوپنهایمر سعی در حمایت از این روند هنری داشت. تنوع دیدگاه در میان هنرمندان و روشنفکران در این مرحله از جمهوری بر وجود یک انگیزه اتفاق نظر داشتند: «جستجوی امر جدید کامل و کمالی جدید» که ایده‌ای کمتر از انسان نو و دنیای نو در خود نداشت. با این حال دولت جمهوری وایمار که بر اساس سازش بین سوسیال دموکراسی و طبقه متوسط بنا شده بود، جز افراد معدودی همانند برادران هاینریش و توماس مان نتوانست طرفداران زیادی را از هنرمندان مشهور به خود جذب کند. به عنوان مثال هرمان هسه با ابراز بی‌اعتمادی خود به جمهوری آلمان، از بخش شعر آکادمی هنر پروس استعفا داد: "چندین انقلابی تا حد مرگ کتک خورده‌اند، دادگاه‌ها عادل نیستند، مقامات بی‌تفاوتند و مردم همانند شیرخوارگانند [ساکتند]." تا جایی که به ایده گسترش جمهوری مربوط بود، کورت توخولسکی طنزپرداز یهودی آن را به ظرافت توصیف کرده بود: "در خارج از برلین فقط لکه‌هایی از جمهوری را می‌توان مشاهده کرد، در شرق رودخانه البه تنبل به نظر می‌رسد، در غرب رودخانه اودر فوق تنبل!"

### تغییر در سبک زندگی
با تعریف جدید از روز کاری هشت ساعته و وضع مقررات تعطیلات رسمی، فعالیت‌های تفریحی بخشی از زندگی روزمره برای حقوق بگیران در جمهوری وایمار شد. تغییرات کاری و افزایش زمان استراحت برای حقوق‌بگیران آلمانی تغییراتی را در سطح جامعه ایجاد کرد: نمایشگاه‌های بزرگ، نمایش‌های متنوع، سالن‌های رقص، سینماها، باشگاه‌های بوکس و مسابقات تفریحی به راه افتادند. تئاترها، کتابخانه‌ها و مراکز آموزش بزرگسالان مجهزتر شدند. در این میان باشگاه‌های تفریحی و ورزشی بیشترین محبوبیت را کسب کردند. در آن دوره تعداد مشترکان و مخاطبان و به تبع آن تعداد روزنامه‌ها و مجلات ورزشی چندین برابر شد. رسانه‌های جمعی مانند مجلات و رادیو و همچنین سینما به دنبال تغییرات اجتماعی سعی در دموکراتیزه کردن هنر داشتند و آن را به‌جای صرفاً طبقات بالای اجتماعی به کل جامعه ارائه دادند. رسانه‌های جمعی با پرکردن شکاف مابین هنر جدی و هنر زیرزمینی سرگرم‌کننده یا عامه‌پسند، هنر عمومی را به عموم مردم آلمان عرضه کردند.

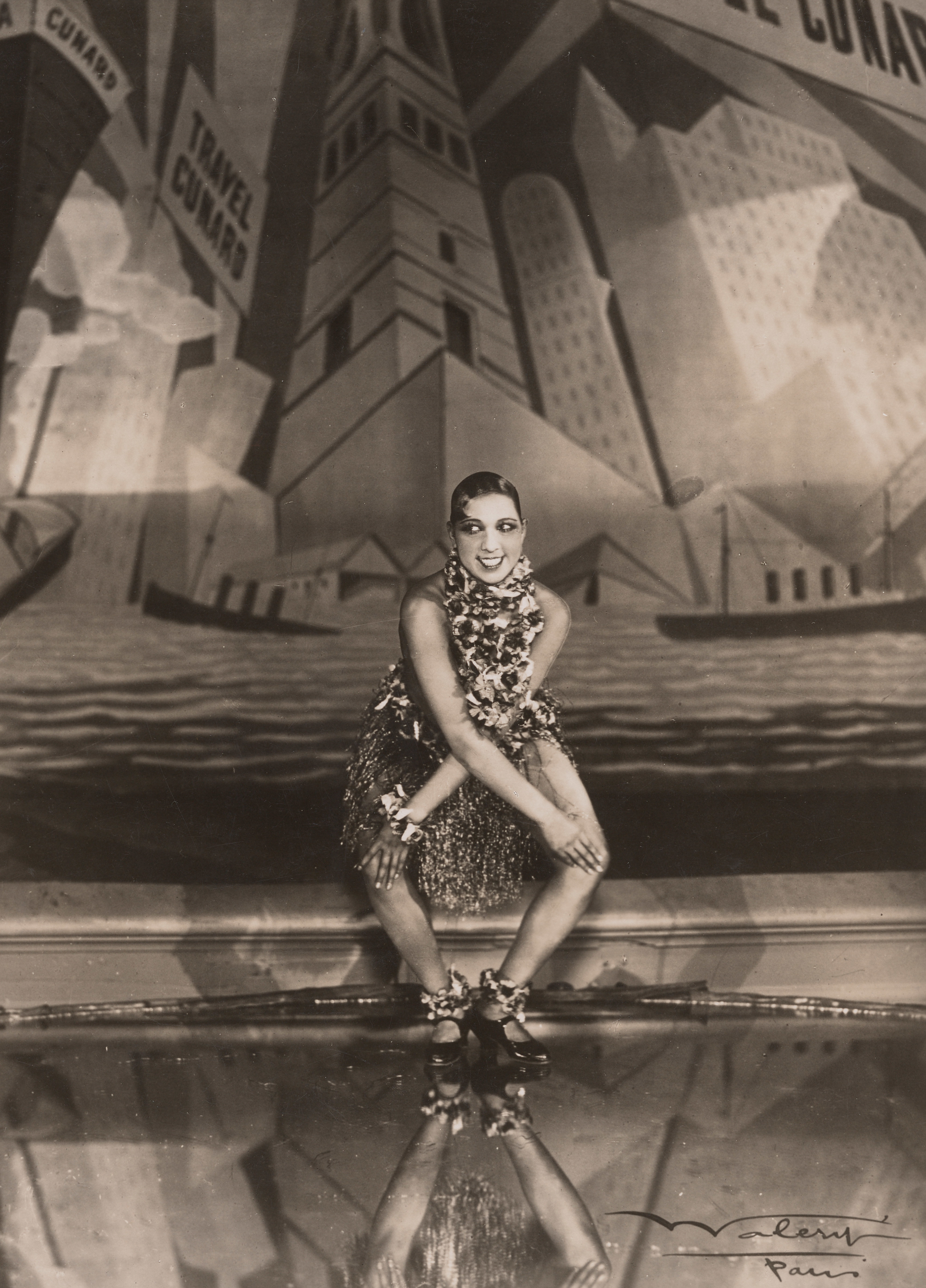
ژوزفین بیکر در گروه چارلتسون می‌رقصد

انگیزه‌های قوی داخل آلمان برای توسعه فرهنگی، از تجربه آمریکا ناشی می‌شد: «تصویر درخشان از خارج از کشور از کشوری پیروز، سرزمین اسطوره‌ای با امکانات نامحدود، قدرت اقتصادی و مالی و پیشتازی در تولید و مصرف انبوه، همه این‌ها در نام آمریکا با ایده‌هایی از عقلانیت بدون مانع، نوآوری بدون سنت، آوانگارد فرهنگی توده ای و توسعه دنیای رسانه‌های جدید پیوند خورده‌اند…» واکنش‌ها به موج آمریکایی‌سازی که در مواردی همانند تکنولوژی‌های نو، انتظارات مصرف‌کننده، فیلم، رقص و موسیقی جاز دیده می‌شد از سمت محافظه‌کاران با راهبرد دفاعی دیالکتیک صورت می‌گرفت که به‌طور مثال موسیقی جاز را موسیقی سیاه (Negermusik) می‌نامیدند. در زمان اجرای جوزفین بیکر با گروه موسیقی جاز چارلستون در برلین در سال ۱۹۲۷، موسیقی جاز قبلاً خود را به عنوان بخشی از صنعت سرگرمی در آلمان معرفی کرده بود و از نظر طرفداران آن شیک و دلربا شناخته می‌شد. شهرهای بزرگ پیش از همه در فراگیر کردن مدرنیته در آلمان نقش داشتند. زندگی در شهرهای بزرگ در آلمان که فضای متفاوتی با شهرهای کوچکتر داشت عاملی تعیین‌کننده برای تغییرات اجتماعی در شهروندان بود؛ برای یک شهروند آلمانی در دهه ۲۰ که به برلین مهاجرت می‌کرد دیگر خبری از مزاحمت‌های آشنایان نبود و فضای کافی برای آشنا شدن با سبک زندگی مدرن فراهم شده بود. برلین از سال ۱۹۲۰ با ۴/۳ میلیون نفر جمعیت بزرگ‌ترین شهر دنیا بعد از نیویورک و لندن بود و «پایتخت سرگرمی اروپا» به‌شمار می‌رفت. رقص، موسیقی و سکس بیش از هر شهری در برلین رواج داشت. «موضوعات مربوط به سکس در ادبیات، فیلم و تئاتر در اولویت بود. گاهی سانسور اعمال می‌شد، اما برلین در کل شهری مداراگر بود و به هر حال در طول این سالها مردم در برلین [از نظر فرهنگی] سخاوتمندتر از هر منطقه دیگری بودند.» در همان زمان یکی از اولین خرده‌فرهنگ‌های مربوط به همجنسگرایی در دنیا در برلین شکل گرفت. این شهر به‌عنوان کلان‌شهری عظیم، بیشترین و پرتیراژترین روزنامه‌های دنیا را در اختیار داشت و شهر تئاتر، سالن‌های کنسرت و کاباره‌های سیاسی بود. برلین دارای سریع‌ترین قطارشهری در دنیا بود و با ۵۰۰ هزار مشترک تلفن، بیشترین تعداد اشتراک تلفن را در یک شهر در دنیا به خود اختصاص داده بود.

### عینیت نو
با به پایان‌رسیدن ابرتورم دهه ۲۰، چارچوب‌های جدید برای توسعه فرهنگی در آلمان فراهم شد. هنرمندان و روشنفکران وابسته به بورژوازی که منبع درآمد خود را از دست داده بودند باید در بازار تغییر شکل یافته هنری با تقاضاهای جدید مصرف‌کننده روبرو می‌شدند و هنر «دموکراتیک» را توسعه می‌دادند. در آن دوره درک جدیدی از اشکال زیبایی شناختی در بیان هنری می‌رفت که خود را به عنوان سبکی جدید در تمام ژانرها تثبیت کند. اصطلاح عینیت نو اولین بار در هنر نقاشی بکار گرفته شد؛ جایی که هنرمندان آوانگار که اغلب هنرمندان شناخته‌شده‌ای بودند، با هدف شیءانگاری در طبیعت بی‌جان پرتره‌هایی کاملاً بی‌تکلف و متفاوت نسبت به قبل خلق کردند.

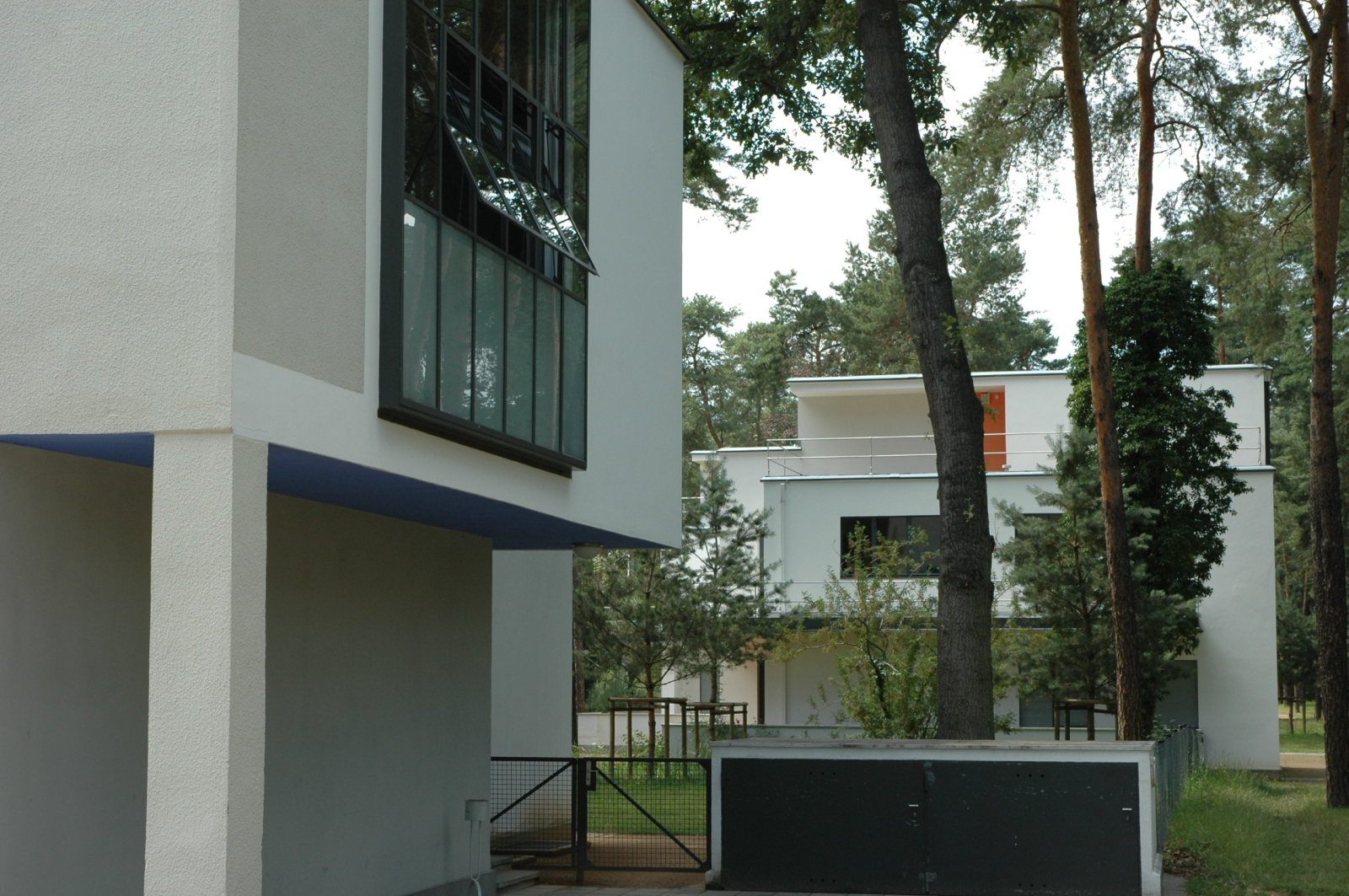
خانه استادان در دسائو

معماری بیش از هر هنر دیگری از فرهنگ وایمار در دنیا تأثیرگذار بود. باوهاوس که در سال ۱۹۱۹ در وایمار تأسیس شد، در سال ۱۹۲۵ در دسائو مستقر شد و انقلابی در معماری دنیا ایجاد کرد. در این مقطع ادعای "یکپارچه کردن همه رشته‌های هنری همانند مجسمه سازی، نقاشی، هنرهای کاربردی و صنایع دستی به معماری جدید" مطرح شد. والتر گروپیوس به عنوان مدیر و جانشین هنری هانری وان ده ولده، توانست با مفهوم یکپارچگی آموزش هنری و تکنیکال، هنرمندان مهمی را به عنوان معلمان باهاوس جذب کند؛ هنرمندانی از جمله لیونل فاینینگر، یوهانس ایتن، پل کلی، اسکار شلمر، واسیلی کاندینسکی و لاسلو موهولی ناگی. اولین نمایشگاه باهاوس توسط گروپیوس در سال ۱۹۲۳ تحت عنوان «هنر و فناوری - یک واحد مشترک» برگزار شد و در آن ایده‌هایی از اولین سال‌های جمهوری وایمار از اثر هنری ارائه شد که در آن هنرمند یک کارگر ماهر به‌شمار می‌رفت و این ایده در واقع راهی برای بهره‌برداری اقتصادی از هنر بود. ساخت و ایده‌های مبلمان نیز با توسعه نمونه‌های اولیه دست‌ساز و همچنین ایده‌هایی برای در نظر گرفتن تولید صنعتی آن‌ها بود. «خانه‌های استادان» در مجاورت ساختمان باوهاوس دسائو ساخته شد که وجه اشتراک آن‌ها در سقف تخت، شکل اولیه مکعبی و رنگ سفید توصیف می‌شود. نوع فضای زندگی نیز از نظر هنرمندان آوانگارد بحث برانگیر بود. برخی از این معماران طرفدار ساخت شهرک‌هایی با ساختمان‌های کم‌ارتفاع و فضای سبز فراوان بودند. در مواردی که بودجه‌ای برای ساخت و سازهای جدید در دسترس بود - همانند خانه‌های دولتی که در برلین در بین سال‌های ۱۹۲۴ تا ۱۹۲۹ ساخته شدند و بخش دولتی ۸۵٪ تأمین مالی این ساخت و سازها را بر عهده داشت - معماران توانستند شهرک‌های مسکونی را در سخاوتمندانه‌ترین حالت با فضای سبز فراوان احداث کنند که برخی از آنان هم‌اکنون جزئی از میراث جهانی یونسکو هستند.

### تئاتر، فیلم، سینما و موسیقی
برلین در دهه ۱۹۲۰ به «کلانشهر تئاتر جهان» تبدیل شد، جایی که مهم‌ترین کارگردانان، با استعدادترین بازیگران و مشهورترین منتقدان تئاتر را به همراه مشتاق‌ترین مخاطبان تئاتر می‌شد یافت. تئاتر آن زمان در آلمان منعکس کننده روح زمانه بود و صحنه تئاتر یک نهاد مردمی را به مخاطب تداعی می‌کرد: «در مورد کارهای جدید تئاتر چنان بحث‌های داغی درمی‌گرفت که گویی مهم‌ترین وقایع سیاسی یا اجتماعی هستند. افتتاحیه یک نمایش جدید چنان مورد استقبال قرار می‌گرفت که همانند معرفی یک رمان جدید بود [...] و به نقدهای تئاتر توجه فوق‌العاده‌ای می‌شد.» از جمله کارگردانان مشهور تئاتر در آن دوره، مکس راینهارت استاد درام نئو-رمانتیک امپرسیونیستی و لئوپولد یسنر بودند که با کارهای نمادین خود احترام مخاطبان را به خود جذب می‌کردند. تئاتر پرولتری اروین پیسکاتور و نمایشنامه‌های برتولت برشت هم دارای موضوعات به‌شدت سیاسی بودند. در کنار این، اشتیاق عمومی به تئاتر در خارج از تماشاخانه‌ها نیز بین صدها گروه تازه‌کار به همراه گروه‌های سیاسی و فرهنگی بالا بود که خود را در فعالیت‌های عمومی با موضوعات سیاسی و اجتماعی و تحرکات خیابانی به نمایش می‌گذاشت.

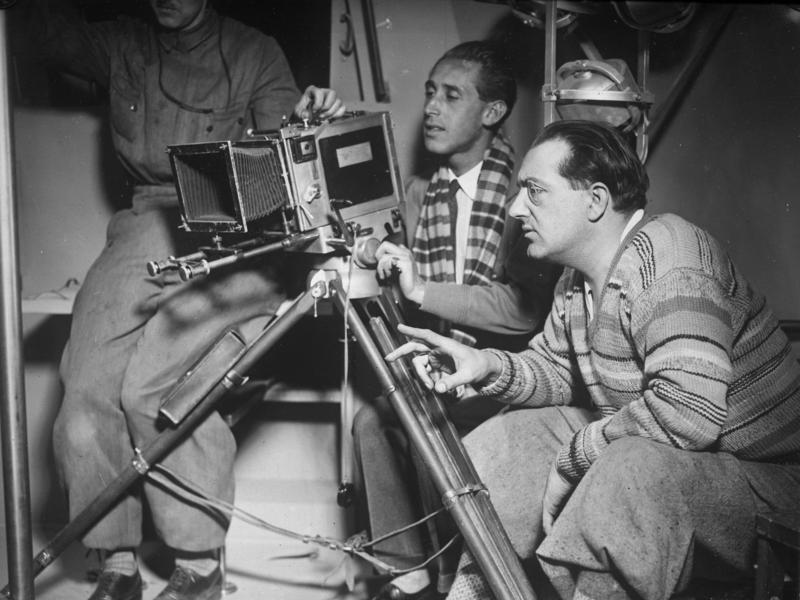
فریتس لانگ هنگام فیلمبرداری زن در ماه

سینما از اواسط دهه ۲۰ مخاطبان زیادی را در آلمان به خود جذب کرد. در آن دوره روزانه دو میلیون نفر در سراسر آلمان به سینما می‌رفتند. تمام مردم مخاطب سینما نبودند، اما برخی از افراد بیشتر از دیگران به سینما می‌رفتند. در دوره‌ای که فیلم‌های صامت تولید می‌شدند، نام‌هایی همچون روبرت وینه (با فیلم مطب دکتر کالیگاری)، فریتس لانگ (فیلم‌های دکتر مابوزه: قمارباز، متروپولیس)، فریدریش ویلهلم مورنائو (با فیلم نوسفراتو) و گئورگ ویلهلم پابست (با فیلم خیابان اندوه) از کارگردان‌های مشهور آن دوره بودند. فیلم‌های چارلی چاپلین و فیلم‌های ساخت روسیه همچون رزم‌ناو پوتمکین اثر سرگئی آیزنشتاین نیز محبوبیت زیادی یافتند. با پیشرفت تکنولوژی‌ها برای تولید فیلم‌های صدادار، مفاهیم هنری که در موضوع و بطن فیلم برای تولید فیلم صامت مورد نیاز بود بنیان خود را از دست دادند. تکنولوژی‌های جدید برای تولید فیلم سرمایه‌گذاری‌های بیشتری می‌طلبید و به همین دلیل تمرکز سرمایه‌گذاران روی صنعت سینما افزایش پیدا کرد. ژانر جدیدی که از سال ۱۹۲۹ در سینمای آلمان شروع شد و نوعی سینمای موزیکال بود، توانست مخاطبان زیادی را به خود جذب کند و تا حدی افکار عمومی را از موضوعات همانند بحران اقتصادی دور کند. فیلم‌هایی همچون فرشته آبی (۱۹۳۰) و رقص‌های کنگره (۱۹۳۱) فیلم‌هایی از این دست بودند. لیلیان هاروی و ویلی فریچ اولین زوج رؤیایی در تاریخ سینمای آلمان بودند که توانستند میلیون‌ها نفر را به پای پرده‌های سینما بکشند. در اولین سال‌های استقرار جمهوری وایمار، موسیقی روز آلمان تحت سلطه جنبش اکسپرسیونیسم درآمده بود که نقطه اوج آن افتتاحیه نمایش اپرای ووتسک (Wozzeck) در اپرای دولتی برلین در سال ۱۹۲۵ بود. در همان دوره آرنولد شونبرگ تغییر آتونالیته به موسیقی دوازده‌نغمه‌ای را آغاز کرده بود. با اینکه سبک موسیقی جدید نوعی حس رهایی از قیود را به مخاطب القا می‌کرد، عده‌ای نیز دوباره به سمت موسیقی‌های دوره پیش ذهن‌گرایی رجوع کردند؛ آهنگسازان دوباره باروک همانند گئورگ فریدریش هندل یا یوهان سباستین باخ در این دوره طرفداران خاص خود را یافتند و اجراهای سمفونیک از این آهنگسازان مخاطب‌های فراوانی داشت. مخاطبان فراوانی نیز به سمت موسیقی جاز کشیده شدند. اپرای جاز ارنست کرنک با نام یونی بازی می‌کند (Jonny spielt auf محصول ۱۹۲۷)، جُنگ نمایشی شکلات بچه‌ها (Chocolate Kiddies محصول ۱۹۲۴) با موسیقی دوک الینگتون و اپرای جاز نگره (Nègre محصول ۱۹۲۰) با درخشندگی ژوزفین بیکر و لوئیس داگلاس از جمله آثار پرمخاطب در آن دوره بود. با این حال این اجراهای جاز که تصاویری کلی و گاهی کلیشه‌ای از زندگی سیاهان آمریکایی به مخاطب ارائه می‌دادند، هر از گاهی همانند موسیقی جاز در آلمان هدف حملات ملی‌گرایانه و نژادپرستانه واقع می‌شدند. موسیقی عامه‌پسند در آلمان وایماری متأثر از موسیقی آمریکایی بود که توانست از شبکه ضبط، توزیع و همچنین موسیقی فیلم برای گسترش خود استفاده کند. موسیقی فیلم تأثیر فراوانی روی ذائقه موسیقایی مردم می‌گذاشت؛ هنرمندان فعال در این صنعت که در موسیقی جاز و موسیقی فولک هم دستی داشتند توانستند با فیلم‌هایی همانند سه نفر در پمپ بنزین (محصول ۱۹۳۰) در صنعت موسیقی بدرخشند. در کنار این، آهنگ‌هایی همانند زمان فقط یکی‌ست و بر نمی‌گردد  اثر ورنر ریشارد هیمان (که در فیلم کنگره رقص (۱۹۳۱) اجرا شد) یا من از سر تا پا برای عشق آماده‌ام  با آهنگسازی فردریک هالندر (که در فیلم فرشته آبی (۱۹۳۱) اجرا شد) توانستند در سطح بین‌المللی به شهرت برسند. ادبیات دوره وایمار، با شروع خود دارای نویسندگانی مانند گرهارد هاوپتمان، هاینریش مان یا اشتفان گئورگه بود که درخشان‌ترین آثارشان را قبل از سال ۱۹۱۸ خلق کرده بودند. در دوره وایماری رمان‌های معاصر پیشرفت زیادی داشتند و نویسندگانی همانند لیون فویشتوانگر، آرنولد تسوایگ، یاکوب واسرمان، هانس فالادا و اریش ماریا رمارک آثار درخشانی را در سبک رمان معاصر عرضه کردند که در آثارشان به‌طور مستقیم به معضلات اجتماعی می‌پرداختند. رمان‌های رمان‌های برلین الکساندرپلاتس اثر آلفرد دوبلین یا کوه جادو اثر توماس مان نقاط عطفی در ادبیات واقع‌گرایانه آلمان در دوره وایمار بودند. شعر انتقادی و هجو که در کارهای اریش کستنر یا کورت توخولسکی دیده می‌شد نیز طرفداران خود را داشت. رمان‌های معاصر فروش بالایی در دوره جمهوری وایمار داشتند. به‌عنوان مثال تا ماه مه ۱۹۳۰ بیش از یک میلیون نسخه از رمان در جبهه غرب خبری نیست  اثر اریش ماریا رمارک به فروش رفت. آثار نویسندگان غیرآلمانی همانند کنوت هامسون، جان گالزورثی و جک لندن فروش بالایی در آلمان داشت. با این حال کارهای ادبی در سبک ضدمدرن در برخی از موارد فروش بسیار بالایی داشت. آثاری از ورنر بویملبورگ و ارنست یونگر به همراه گوستاو فرنسن و لودویگ گانگهوفر از نمونه‌های شاخص ادبیات ملی‌گرایانه با موضوع جنگ هستند. رمان‌های با موضوعات تخیلی (آثاری از کارل مای) و رمان‌های پلیسی (آثاری از ادگار والاس) نیز بسیار پرفروش بودند. با این وجود رکورد بالاترین نسخه‌های چاپ شده به هدویگ کورتس-ماهلر تعلق داشت.

### علم و دانش
یکی از نوآوری‌های جامعه علمی در جمهوری وایمار، نهادینه کردن جامعه‌شناسی به‌عنوان یک علم بود که بنیانگذاران آلمانی آن استادان صاحب نام در اقتصاد یا فلسفه بودند، مانند ماکس وبر، گئورگ زیمل یا ورنر زمبارت. نظریات جامعه‌شناسی از جمله آثاری از کارل مانهایم، آلفرد وبر، امیل لدرر، نوربرت الیاس، تئودور گایگر و آلفرد فیرکانت نیز در کرسی‌های جامعه‌شناسی که به تازگی ایجاد شده بود تدریس می‌شدند. پیتر هورس، تأسیس انجمن پژوهش‌های اجتماعی در فرانکفورت را به عنوان مهم‌ترین بنیاد علوم اجتماعی در دوره وایمار توصیف می‌کند. انستیتوی روانکاوی نیز در سال ۱۹۲۹ با تلاش اریش فروم تأسیس شد که وی رابط بین این نهاد و بنیاد علوم اجتماعی بود. تئودور آدورنو به‌عنوان یک جامعه‌شناس سرشناس که از طرفداران تحولات آرنولد شونبرگ در موسیقی بود، نام خود را به‌عنوان منتقد مارکسیستی موسیقی تثبیت کرد. ماکس هورکهایمر که از سال ۱۹۳۰ ریاست انستیتوی تحقیقات اجتماعی را بر عهده داشت، تمرکز تحقیقات را از تاریخ جنبش کارگری و سوسیالیسم به تئوری جامعه معطوف کرد؛ نظریه انتقادی جدید در مکتب فرانکفورت، علوم اجتماعی تجربی، روانکاوی و فلسفه را در یک تئوری انتقادی ایدئولوژیک جامع از جامعه بورژوازی-سرمایه‌داری و نهادها و ارزشهای آن (خانواده، فرهنگ، موسیقی، خرد، شخصیت) ادغام کرد. در دوره وایمار موسسه‌های نوآورانه دیگری نیز تأسیس شدند. به‌طور مثال کتابخانه مطالعات فرهنگی که توسط آبی واربورگ در هامبورگ افتتاح شد، محلی برای علاقه‌مندان به مطالعات فرهنگی مدرن و تاریخ نشانه‌ها همانند تاریخ‌دان هنر اروین پانوفسکی و فیلسوف ارنست کاسیرر بود که جذب این مؤسسه شده بودند. ماگنوس هیرشفلد نیز در آن جو لیبرال، انستیتوی سکسولوژی را در سال ۱۹۱۹ افتتاح کرد. مارتین هایدگر با اثر معروف خود هستی و زمان که در سال ۱۹۲۷ منتشر شد، به سرعت خود را به عنوان یک شخصیت مورد توجه و ماندگار در فلسفه معاصر تثبیت کرد که در دیدگاه فیلسوف‌هایی مانند کارل یاسپرس به‌عنوان فیلسوفی اگزیستانسیالیست و در کتاب وضع روحی زمانه (چاپ ۱۹۳۱) منعکس شد. انسان‌شناسی فلسفی نیز که توسط ماکس شلر و هلموت پلسنر بنیان گذاشته شد، به موقعیت انسان در جهان با استفاده از دانش زیست‌شناسی و حیوان‌شناسی می‌پرداخت. دستاوردهای علمی آلمان در علوم تجربی نیز در دهه ۲۰ قابل توجه بود. دانشمندان آلمان در دوره قیصری بارها در رشته‌های فیزیک و شیمی برنده جایزه نوبل شدند و این روند بعد از استقرار جمهوری وایمار هم بدون توقف ادامه داشت. آلبرت آینشتاین که در سال ۱۹۲۱ برنده جایزه نوبل در فیزیک شد، ریاست انستیتوی فیزیک برلین را به عهده داشت. با اینکه آلمان در سال‌های بعد از جنگ دچار مشکلات فراوانی شده بود و به‌گونه‌ای در دنیا به حاشیه رانده شده بود و زبان آلمانی هم قدرت نفوذ علمی خود را در دنیا از دست داده بود، اما همچنان دستاوردهای فراوانی در رشته‌های علمی از جمله فیزیک، شیمی، پزشکی، ریاضیات و نجوم حاصل می‌شد.

### تأثیرات رکود بزرگ
فرهنگ و هنر در جمهوری وایمار که تا سال ۱۹۲۸ از گردنه‌های مختلفی عبور کرده بود و مسیر خودت را با موفقیت می‌پیمود، با ورود به دوران رکود بزرگ با چالش بزرگی مواجه شد. تأثیرات رکود بر فرهنگ از سال ۱۹۳۰ شروع شد. با آغاز بحران اقتصادی جهانی که منجر به متوقف شدن پروژه‌های ساخت مسکن شهری، تعطیلی تئاترها و اخراج گسترده کارگران از جمله هنرمندان شد، مشخص شد که شعار «فرهنگ برای همه» که تا آن زمان ترویج می‌شد، با وضعیت اقتصادی بد دیگر چندان معتبر نخواهد بود. قیمت بلیط صندلی‌های تئاتر و اپرا برای تماشاگران بسیار گران شد. سینماها به بیکاران بلیط تخفیف می‌دادند و با این وجود صد سالن سینما در برلین به تنهایی مجبور به تعطیلی شدند. وقتی کاباره‌ها و نمایش‌خانه‌ها تعطیل شدند بسیاری از نوازندگان نیز شغل خود را از دست دادند. تخمین زده می‌شود که در حدود سه چهارم نوازندگان آلمان در نهایت بیکار شدند. ابرهارت کُلب معتقد است که در اواخر دوره وایمار مشکلاتی همچون فقدان خلاقیت هنری از یک‌سو و قطب‌بندی‌های سیاسی و رادیکالیزه شدن فضا از سوی دیگر عوامل مؤثر در تبیین وضعیت فرهنگی آلمان از سال‌های ۱۹۲۹ و ۱۹۳۰ به بعد بودند: برخی از هنرمندان عینیت نو را در فضای سیاسی آلمان بورژوازی می‌پنداشتند و سعی در فاصله گرفتن از آن داشتند. هنرمندان چپ‌گرا هنر را صرفاً به‌عنوان سلاحی در مبارزه سیاسی می‌دیدند و راست‌گرایان، ادبیات مدرن، نقاشی، معماری و هنر وایمار را غرب‌زده، پوچ و بدون هویت می‌پنداشتند و به‌طور مداوم به آن حمله می‌کردند. ناسیونال سوسیالیست‌ها و دیگر مخالفان راست‌گرا با استفاده از عباراتی مانند «بلشویسم فرهنگی» و «انحطاط» علیه همه هنرهای مدرن آلمان بسیج شدند. «فرهنگ آسفالت» در شهرهای بزرگ، که با عناوین «غیرطبیعی»، «یهودی‌طور» و «ویران کننده» مورد حمله راستگرایان قرار داشت، با ایدئال یک آلمان دست‌نخورده، روستایی و سنتی و پر از مظاهر آلمانی که مورد علاقه راستگرایان و ملی‌گرایان بود مغایرت داشت. شکاف در حیات فرهنگی جمهوری وایمار در مرحله نهایی خود تحت تأثیر بحران اقتصادی بود که آن را به نابودی می‌کشاند: این گروه‌های مختلف می‌توانستند با هم همزیستی داشته باشند، نه لزوماً همزیستی مسالمت‌آمیز، صرفاً به‌صورت گروه‌های متمایز و مخالف هم مثل سایر کشورها؛ این [فروپاشی] اتفاق افتادنی بود، اما لزوماً نمی‌بایست اتفاق می‌افتاد.

## دلایل زوال جمهوری وایمار
هاگن شولتسه می‌گوید: «هر کس از [جمهوری] وایمار صحبت می‌کند، منظورش شکست آن است». دلایل مختلفی از این شکست توسط صاحب‌نظران معاصر جمهوری وایمار بیان شده بود؛ به‌عنوان مثال اتو براون و فریدریش اشتامپفر که از فعالان سوسیال دموکرات بودند دو قطب مسکو و ورسای را عامل شکست جمهوری می‌دانستند. از سوی دیگر خود شخص شولز و محققانی که بعد از او در مورد شکست صحبت کردند، دلایل و نظرات مختلفی را بیان می‌کنند که هر کدام در نوع خود قابل بحث هستند. سقوط جمهوری وایمار تا زمان استقرار آلمان نازی که با انتصاب هیتلر به عنوان رئیس دولت رایش آغاز شد را، به سختی می‌توان امری اجتناب ناپذیر تلقی کرد. در اکثراً موارد تأکید می‌شود که جمهوری وایمار حتی تا آخرین مراحل خود هم فرصت ادامه حیات داشته است. هاینریش وینکلر می‌نویسد: «انتصاب هیتلر به عنوان صدراعظم، نتیجه اجتناب ناپذیر بحران‌های تشکیل دولت در آلمان نبود، بحران‌هایی که که با فروپاشی ائتلاف بزرگ در ۲۷ مارس ۱۹۳۰ آغاز شد و از زمان برکناری برونینگ در ۳۰ مه ۱۹۳۲ به‌طور محسوسی ادامه پیدا می‌کرد. هیندنبورگ بیش از آن‌که مجبور شود، پاپن را جایگزین برونینگ کند، مجبور به جدا کردن راه خود از اشلایشر نبود.» هانس مومسن در این باره می‌گوید: «اگر رایشستاگ تحت دولت اشلایشر منحل می‌شد و هیتلر از رسیدن به مقام صدراعظمی بازمی‌ماند، انتخابات بعدی رایشتاگ زیان زیادی برای حزب نازی به بار می‌آورد و با تقویت احزاب طرفدار جمهوری همراه می‌شد». با این حال انتقال قدرت به هیتلر نه تنها به دلیل عدم موفقیت هیندنبورگ و مشاوران او، بلکه به دلیل منافع احزاب راست بورژوازی در از بین بردن سوسیال دموکراسی و اتحادیه‌های کارگری آزاد و مسیحی مخالف سیستم استبدادی بود. با این وجود بهره‌بردن از این منافع برای احزاب راست تا ژانویه ۱۹۳۳ که حزب نازی بر قدرت سوار شد میسر نبود، اما برنامه‌های آن‌ها برای نابودی اولین دموکراسی آلمانی خط‌مشی بلندمدت‌تری داشت.

### مبانی تاریخ اجتماعی و ذهنیت جمعی
جمهوری وایمار از آغاز آشفته خود تا زمان نابودی توسط حزب نازی، کمتر از یک دهه و نیم دوام آورد. بیشتر شهروندان آن در امپراتوری آلمان رشد یافته و جنگ جهانی اول را گذرانده بودند. تأثیراتی که این رویدادها بر افکار عمومی گذاشته بود، روابط اجتماعی و اندیشه‌های سیاسی آن‌ها را به نظم جدیدی که بعد از انقلاب دارای ساختار دموکراتیک شده بود رساند. به گفته پیتر لونگریخ، نخبگان اجتماعی جمهوری وایمار «ضد دموکراتیک بودند، کارمندهای دولت هنوز عمدتاً به نظام سلطنتی وفادار بودند». احساسات جمعی ضدجمهوری در مقامات ایالتی، دادگستری و رایشسور وجود داشت. اما هاگن شولتسه معتقد است که این مخالفت‌های درون نظام برای سقوط آن کافی نبود، زیرا رویدادهایی همانند کودتای شکست خورده کاپ ثابت کرده بود که این‌گونه مخالفت‌ها رو می‌توان فرونشاند.
جهت‌گیری سیاسی در فضاهای اجتماعی داخلی در جمهوری وایمار را می‌توان به چهار دسته اصلی تقسیم کرد: جناح محافظه کار اساساً در محافل مربوط به ملاکین بزرگ پروتستان به‌خصوص در مناطق شرقی رود البه در شرق آلمان صاحب قدرت بود. در محیط‌های شهری که پایگاه قدرت بورژوازی آلمانی بود - و مسیحیان پروتستان هم قدرت را در دست داشتند -، لیبرال‌های ملی‌گرا و احزاب طبقه متوسط سنگرهای خود حفظ کرده بودند. کاتولیک‌ها از تمام طبقات اجتماعی به‌طور سنتی از حزب مرکز حمایت می‌کردند و جنبش کارگری که پس از جنگ جهانی اول به سوسیال دموکرات‌ها و کمونیست‌ها تقسیم شد، در شهرک‌های صنعتی و خانه‌های سازمانی کارگری صاحب قدرت بود. این تقسیم به سوسیال دموکرات‌ها، که می‌خواستند جمهوری حفظ شود، و کمونیست‌ها، که سعی در تجزیه آن داشتند، یکی از عوامل سنگین بار وایمار بود که از ابتدا مؤثر بود. این جدال مابین سوسیال دموکرات‌ها که خواهان حفظ جمهوری و کمونیست‌ها که خواهان براندازی آن بودند، از ابتدا پاشنه آشیل جمهوری وایمار به نظر می‌آمد.
تغییرات سریع در جامعه صنعتی آلمان نیز در آن زمان موجب احساس عدم اطمینان و نگرانی طبقه متوسط از وضعیت اجتماعی خود می‌شد که در بحران‌های اقتصادی افزایش می‌یافت. بین سالهای ۱۹۰۷ و ۱۹۲۵ نسبت مشاغل آزاد از ۱۹٫۶٪ به ۱۵٫۶٪ کاهش یافته بود، این در حالی بود که نسبت کارمندان و کارکنان دولت از ۱۰٫۳٪ به ۱۷٫۳٪ رسیده بود. بیکاری گسترده و از دست دادن شدید درآمد در زمان رکود بزرگ، باعث بالا رفتن محبوبیت حزب نازی به‌خصوص در بین طبقه متوسط آلمان شده بود. همان‌طور که بحران‌ها در جمهوری وایمار نشان دادند، بخش‌های بزرگی از کل جمعیت آلمان، از جمله کارگران مزدبگیر و طبقه متوسط، پیوند محکمی با جمهوری برقرار نکرده بودند. در اردوگاه‌های سیاسی، تمایل به «میهن‌پرستی حزبی» بیش از سازش و صلح‌طلبی دموکراتیک بود. عبارت «جمهوری بدون جمهوری‌خواه» با این‌که شاید اغراق‌آمیز به نظر بیاید اما یک ایراد اساسی در دموکراسی وایمار بود. از نقطه نظر مومسن، مدافعان دموکراسی سرانجام در کشمکش‌های داخل گروهی در نهادهایی همچون ارتش، دادگستری، اقتصاد و اداره‌ها به حاشیه رفتند. در «چرخش به سوی استبدادی» در کابینه‌های منصوب رئیس‌جمهور مابین سال‌های ۱۹۳۰ و ۱۹۳۲، نخبگان سیاسی قدیمی موفق شدند نهادهای بیمار دموکراسی پارلمانی را نابود کنند. اما عامل تعیین‌کننده انتقال قدرت به هیتلر پایگاه پرطرفدار حزب نازی بود که سرانجام در ژوئیه ۱۹۳۲ آدولف هیتلر را به کاخ صدراعظمی آلمان رساند و با وجود ریزش آرا در انتخابات نوامبر هیتلر را در جایگاه دولتی حفظ کرد، همین پایگاه بود که حزب نازی را به قوی‌ترین حزب در رایشستاگ تبدیل کرد.

### نقص ساختاری نظام سیاسی
ساختارهای سیاسی جمهوری وایمار از بطن انقلاب نوامبر بیرون آمدند، توسط احزاب در مجلس مؤسسان شکل گرفتند، سپس در رایشستاگ و در پارلمان‌های ایالتی تصویب شدند و سرانجام از سال ۱۹۱۹ بخشی از قانون اساسی وایمار شدند. نتایج انقلاب، فعالیت‌های سیاسی احزاب و ویژگی‌های قانون اساسی وایمار با توجه به سهم احتمالی آن‌ها در شکست دموکراسی وایمار، در تحقیقات تاریخی فراوانی مورد بحث و بررسی قرار گرفته‌اند.
جدا از تحقیقات مشخصاً مارکسیست محور به سختی می‌توان سیستم شورایی را به عنوان گزینه بهتر از سیستم پارلمانی پس از انقلاب نوامبر در آلمان در نظر گرفت. به گفته هاگن شولتسه، عدم تشکیل مجلس مؤسسان و اشتراکی‌سازی اجباری اقتصاد به سبک شوروی به معنای جرقه جنگ داخلی در آلمان بود و از همان ابتدا توسعه دموکراتیک پارلمانی را از بین می‌برد. حتی با صرف‌نظر از تصمیمات نهایی برای تأیید نظام پارلمانی تحقیقات مختلف کاستی‌های فراوانی را در روند انتقال قدرت در جمهوری وایمار به نمایش می‌گذارند. از آن‌جا که قرار بود شوراها در بیشتر ساختارهای دولتی فقط «یک دوره موقت در دوره گذار بدون پارلمان» باشند، آن‌ها می‌توانستند از اصلاحات در درون دولت حمایت کنند: «اصلاحات ساختاری پیشگیرانه در سال ۱۹۱۸ امکان‌پذیر بود: اولین گام‌ها برای دمکرات‌شدن دولت، ایجاد یک سیستم نظامی وفادار به جمهوری، کنترل عمومی نهادهای اقتصادی حتی تا حد ملی شدن بخش زغال‌سنگ و فولاد» به گفته کولب «فرصت از دست رفته در آغاز انقلاب نوامبر برای تغییر ساختارهای ضد دموکراتیک از طریق اصلاحات، منجر به شکاف اجتماعی بیش از حد بین دولت امپراتوری و جمهوری دموکراتیک شد و مانع از ارتباط برقرار کردن بسیاری از سوسیال دموکرات‌ها با دولت جدید شد: بیزاری از قدرت دموکراتیک، دموکراسی پارلمانی را تضعیف کرد و به نیروهای ضد پارلمانی در بورژوازی قدرت اعطا کرد».